# 埼玉西武ライオンズ
埼玉西武ライオンズ（さいたませいぶライオンズ、英語: Saitama SEIBU Lions）は、日本のプロ野球球団。パシフィック・リーグに所属している。
埼玉県をフランチャイズとし、所沢市にあるベルーナドームを本拠地、同さいたま市大宮区にある埼玉県営大宮公園野球場を準本拠地としている。また二軍（イースタン・リーグ所属）の本拠地は、ドームと同じ敷地内にあるCAR3219フィールドである。
1950年のリーグ分裂時、福岡市に本拠地を置き西日本鉄道（西鉄）を親会社とする西鉄クリッパースとして発足。翌年に西鉄ライオンズと改称し、1972年に西鉄が撤退したあと1973年から1978年までは福岡野球の運営でチーム名が太平洋クラブライオンズ→クラウンライターライオンズと変遷した。その後西武グループに買収され、1979年から本拠地を所沢市に移して西武ライオンズとなり、2008年からは球団名を埼玉西武ライオンズに変更して現在に至る。なお、本記事ではこれらの前身球団時代についても述べる。
リーグ優勝23回、日本一13回はいずれもパ・リーグ1位である。

## 球団の歴史

### 球団創立
西日本鉄道（西鉄）は第二次世界大戦中の1943年、それまでの大洋軍を譲り受け、（旧）日本野球連盟に加盟する西鉄軍として経営していたが、同年限りで解散した。また、連盟自体は1944年で活動を休止した。
1945年8月に第二次世界大戦で日本が降伏し、アメリカ合衆国を中心とした連合国占領下で連盟の活動が再開されると、1946年6月に西鉄はノンプロチームを立ち上げ、1948年には都市対抗野球で優勝するなど、アマ球界では強豪チームとなっていた。西鉄初代社長の村上巧児は「戦後の福岡に明るい話題を提供したい」との思いから、1949年初めに戦前の西鉄軍を復活させ、再びプロ野球チームを持とうとするが、西鉄軍が解散で球団消滅扱いになっていた事もあって、1949年3月に連盟から復帰申請を却下されている。
ところが、1949年オフにプロ野球再編問題が発生した。1リーグ体制だった連盟がセントラル・リーグとパシフィック・リーグの2リーグに分裂。これを契機に村上は、後の西鉄3代目社長で球団オーナーも務める木村重吉らとともにプロ野球への進出を図り、福岡県福岡市で西鉄クリッパース（にしてつ-、Nishitetsu Clippers）を結成。11月26日に発足、パ・リーグへ加盟（この加盟日が球団創立日とされている）。
なお、西鉄は1948年11月15日にアメリカのパンアメリカン航空と航空代理店契約を締結し、国際航空物流事業に参入していた。チーム名の由来は第二次世界大戦期に長距離旅客輸送用飛行艇として活用されたボーイング314の球団愛称「クリッパー」(Clipper)と考えられ、球団旗の原案には西鉄の社章の上に飛行艇が置かれたデザインも提示されていた。

### 福岡時代

#### 春日原球場時代

##### 西鉄クリッパーズ時代
1950年
1月下旬に運営会社西鉄野球株式会社を設立登記した。当初は西日本新聞社と共同で球団を設立しようとしたが、これには頓挫。西日本新聞は西鉄と同じ福岡県を本拠地として西日本パイレーツを立ち上げ、福岡県にプロ野球チームが2球団出来ることになった。
選手は、ノンプロとしての西日本鉄道チームから初代監督となる宮崎要を始め、大津守、深見安博、河野昭修、塚本悦郎ら、八幡製鐵の鬼頭政一ら、星野組の新留国良ら九州地方のノンプロ選手に加え、佐賀県出身で読売ジャイアンツの川崎徳次、福岡県出身で前年度南海ホークスで20勝を挙げた武末悉昌、同じく福岡出身の野口正明ら、九州出身のプロ球界の有力選手を集めた。川崎の移籍に関しては、巨人との契約が残っていたこともあり、当初は巨人が移籍を認めずに難航したが、最終的に移籍させている。
シーズンはチームがアマチュア出身の選手が中心だったことや、エースと期待された川崎が初登板の毎日オリオンズ戦で3回に肘を故障するなどが災いし、7球団中5位に終わる。
同じ福岡を本拠地とする西日本と比べると、西日本がドル箱の巨人戦などを抱えていたこともあって人気、観客動員数の面で西鉄が下回っていたが、西日本も初年度のチーム成績は8球団中6位と西鉄同様に低迷、または西日本新聞がプロ野球の経営には素人で、福岡市での主催試合を自前で興行できず、収益を興行師に持ち逃げされることもあり、経営が安定せず、シーズン中の8月には選手への給料が遅配するなど経営悪化が進んでいた。6月に既に西日本の経営悪化の事実をつかんだ西鉄は西日本新聞がいずれ球団経営を手放すであろうと見て、パイレーツの吸収合併をもちかけ、9月に正式に合併調印している。川崎徳次の提案で、次期監督には巨人の総監督で、水原茂の復帰に伴う排斥問題が起きていた三原脩を迎え入れようとするが元からの西鉄選手の反発もあり、三原は当初は総監督に据えられ、宮崎が選手兼任のまま監督を1952年まで続けた。

#### 平和台球場時代

##### 西鉄ライオンズ時代
1951年
1月30日、西日本パイレーツを吸収合併して西鉄ライオンズ（にしてつ-、Nishitetsu Lions）となる（チーム名変更は3月1日）。西日本からは後の黄金時代の主力となる関口清治・日比野武が加入。当初は旧クリッパース出身選手の反発が強く、球団上層部からも「クリッパースの選手を使うように」と介入してくるが、三原は反発せずにクリッパースの選手を使い続けることで、クリッパース出身選手が使えない事を証明させ、後にそれらの不満分子の選手を他球団に放出したり、解雇したりしている。
首位の南海と18.5ゲーム差の2位に終わる。
1952年
シーズン途中に契約が難航していた東急フライヤーズの大スター大下弘を深見安博、緒方俊明とのトレードで獲得。この年は首位の南海と8.5ゲーム差の3位。
1953年
Bクラスの4位に終わるも、中西太が本塁打王・打点王・最多安打。トリプルスリーも達成している。川崎徳次が最多勝・最優秀防御率を獲得。三原は1954年時には1951年ライオンズ発足時にいた34選手のうち、3/4にあたる26名を解雇や他球団に移籍させ、大幅に入れ替えている。
1954年

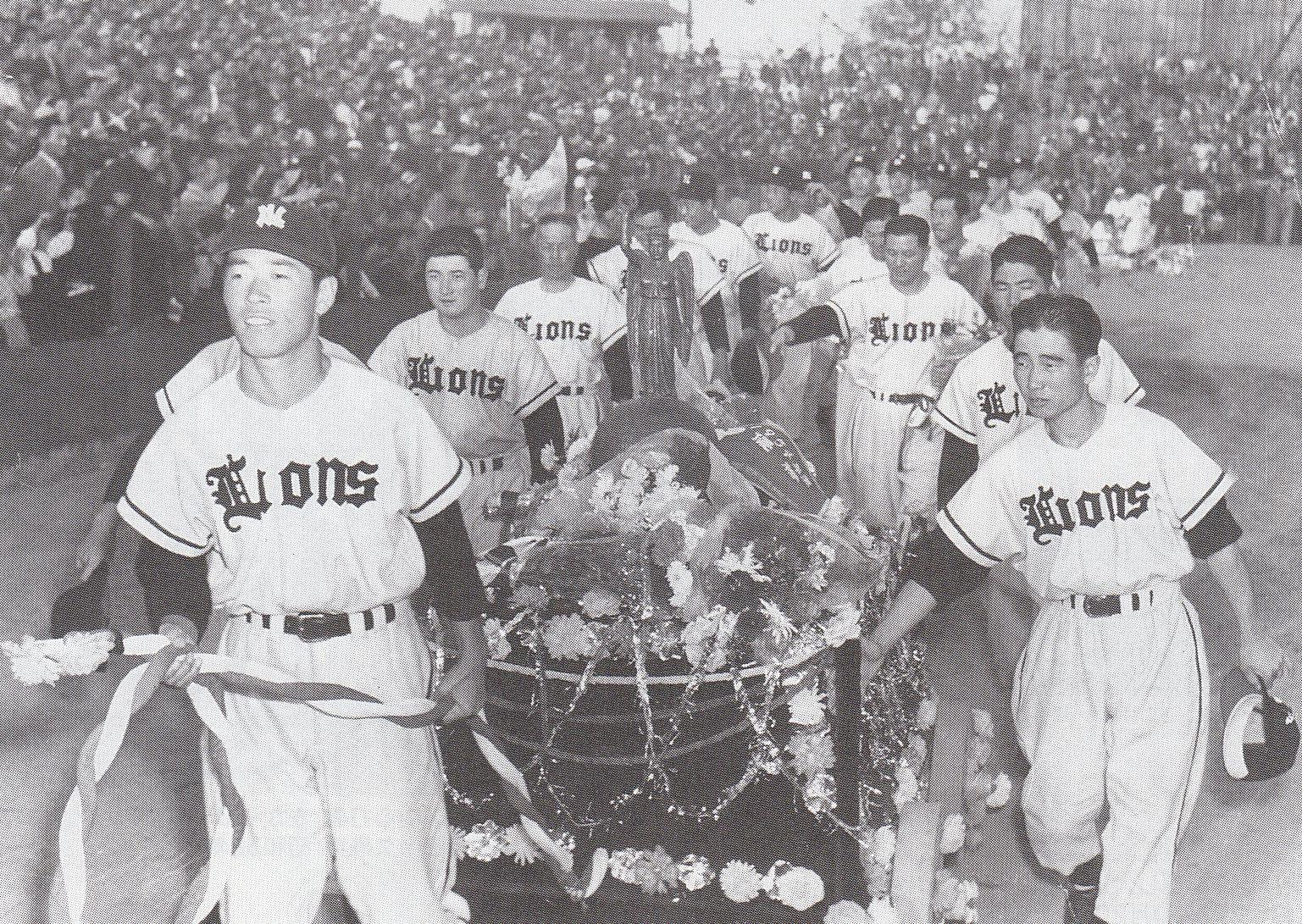
パシフィック・リーグ初優勝の様子（1954年）

西鉄が開幕から11連勝で首位に立つが、途中8月22日から10月5日にかけて26勝1敗 とした南海に追い上げられ一時首位に立たれるなど、南海と激しい首位争いとなったが、西鉄が残り1試合となった10月19日の阪急戦（平和台野球場）に勝利したことで、西鉄は初優勝を本拠地で飾った。最終的に西鉄は90勝、南海は91勝だったが引き分け数の差で西鉄が勝率で上回った。このシーズンは2番打者豊田泰光の18本に続き、クリーンアップ全員が20本塁打（大下弘〈22本〉、中西太〈31本〉、関口清治〈27本〉）を記録するなど、チームで両リーグトップの134本の本塁打を記録。しかし、日本シリーズでは中日ドラゴンズに3勝4敗で敗れる。
1955年
前年とは逆に開幕から南海が10連勝するが、序盤から西鉄との首位争いとなり25度にわたって首位が入れ替わる状況であった。6月4日の対近鉄戦で大津守が球団初のノーヒットノーランを達成。 8月24日以降は南海が首位を明け渡さず、南海は日本プロ野球記録の99勝で、前年に続き、90勝だった西鉄に9ゲームをつけて優勝、西鉄は2位に終わる。
1956年
4月15日から6月の一時期を除いて南海が一貫して首位を守り、最大7.5ゲーム差9月上旬の時点でも南海が2位の西鉄に7ゲーム差をつけていた。同月下旬の南海との首位攻防4連戦で西鉄が3勝1分とし、9月30日には西鉄が一時首位に立ち、その後も南海と首位が入れ替わる状況だったが、10月6日の対阪急戦に西鉄が勝利したことで、1954年以来2年ぶりにリーグ優勝を達成。南海と西鉄は共に96勝だったが、引き分け数の差で西鉄が勝率を上回った。巨人との日本シリーズは4勝2敗で勝利し、初の日本一達成。
1957年
この年も南海との首位争いとなるが、7月下旬から8月にかけて西鉄は対南海戦7連勝を含む14連勝を記録し、この年の南海との対戦成績も15勝7敗と勝ち越した事もあり南海に7ゲーム差をつけて、10月13日に東映フライヤーズダブルヘッダーに連勝したことで、2年連続3度目のリーグ優勝を達成。2年連続の対戦となった巨人との日本シリーズは負けなしの4勝1引き分けで巨人に勝利し、2年連続2度目の日本一を達成。
1958年
南海が新人の杉浦忠が前半戦だけで20勝3敗と活躍をみせて3年連続で開幕から首位を独走。一方西鉄は4月は12勝5敗と好スタートを見せたものの5月は9勝10敗1分け、6月は12勝10敗ともたつく。7月19日の東映戦(駒沢野球場）で、西村貞朗が球団初の完全試合を達成したものの、7月22日からの大阪球場での南海との直接対決3連戦に全敗し、最大11.5ゲーム差をつけられた。しかし後半に入ると杉浦は調子を落とし、稲尾和久が後半戦のチーム36勝のうち31勝に絡む鉄腕ぶりをみせる。9月27、28日には6厘差で南海との首位攻防2連戦となり、27日は先発の杉浦と途中からリリーフの稲尾との投げ合いで10回を引き分けとし、28日には連投の先発の杉浦を打ち崩して初回で降板させるなど7対2で勝利し、西鉄が首位となり、10月2日の対近鉄ダブルヘッダーに連勝したことで、3年連続で序盤から首位を走った南海を逆転しての優勝達成となった。3年連続の対戦となった巨人との日本シリーズでは3連敗の後、稲尾の好投で4連勝を飾る。
稲尾を始めとしてこの当時の主力には大下弘・中西・豊田・仰木彬・高倉照幸らの好選手を擁し「野武士軍団」と呼ばれた。
西鉄は1973年からチーム名を太平洋クラブライオンズ、1977年からチーム名をクラウンライターライオンズ、1979年からチーム名を西武ライオンズに変更し、フランチャイズを埼玉県に移転するため、西鉄ライオンズおよび福岡時代としての日本一はこの年が最後となり、それと同時にこの年から1982年にかけて24年間、日本一から遠ざかることになる。
この年はパ・リーグが6球団制になった最初のペナントレースおよび日本シリーズだったため、西鉄は「パ・リーグが6球団になった初年度の日本一球団」となった。
1959年
中西、大下、関口らの故障もあり、投手陣も稲尾以外は島原幸雄が12勝しただけで2桁勝利投手がなく、4位に終わる。三原は監督を辞任し、大洋ホエールズの監督に就任。西鉄の次期監督には川崎が就任。
1960年
この年も中西が故障で32試合の出場にとどまり、稲尾の出遅れもあり序盤は最下位になるなど低迷、前半戦は5割そこそこの成績で折り返すが、後半にかけ復調した稲尾が20勝を挙げるなど3位となるが、首位の大毎オリオンズや2位の南海に大きく負け越しての結果となった。
1961年
稲尾が序盤から勝利を重ね、7月11日には日本プロ野球史上最速の20勝到達となったが、この時点で他の投手全員の勝利数が19勝で稲尾が半分以上を占めていた。稲尾はこの年シーズンの半分以上の78試合、404イニングを投げ日本プロ野球タイ記録となる42勝 を挙げ、また353奪三振のシーズン日本プロ野球記録（当時）を樹立するが、チームは2年連続3位に終わり川崎が監督を辞任。シーズン終了後、選手兼任監督の中西、選手兼任助監督の豊田、選手兼任投手コーチの稲尾による「青年内閣」が誕生する。
1962年
前年に続き前半戦最下位から、後半戦は稲尾の復調など投手陣が踏ん張り3年連続の3位となる。しかし、共に故障を抱えながら欠場した中西と出場した豊田との間がかみ合わず、オフには豊田は国鉄スワローズへ金銭トレードにより移籍。
1963年
序盤から独走状態だった南海に6月には最大14.5ゲーム差をつけられ、オールスター戦直前でも10.5ゲーム差であったが、西鉄が8月に6連勝、9月に7連勝と追い上げて、9月末には3.5ゲーム差として9月末から1分を挟んで9連勝で一時、南海に並ぶ。10月17日に南海が全日程を終了した時点では1ゲーム差で南海が首位、西鉄は残り4試合を、3勝1分以上で優勝、3勝1敗で西鉄と南海が同率でプレーオフを行い、2勝以下だと南海の優勝となる状況で、10月19、20日に共に対近鉄戦ダブルヘッダーが平和台で行われ、19日の第1戦を17対5、第2戦は3対2でそれぞれ勝利。続く20日の第1戦は5対4のサヨナラゲームで3連勝すると、勝てば優勝となる第4戦では若生忠男と安部和春の継投で2対0で勝利し、1958年以来5年ぶり5度目のリーグ優勝となった。14.5ゲーム差の逆転優勝は2024年現在NPB史上最大。日本シリーズでは稲尾が故障を抱えていたこともあり、巨人に3勝4敗で敗れた。
西鉄は1973年からチーム名を太平洋クラブライオンズ、1977年からチーム名をクラウンライターライオンズ、1979年からチーム名を西武ライオンズに変更し、フランチャイズを埼玉県に移転するため、西鉄ライオンズおよび福岡時代としてのリーグ優勝・日本シリーズはこの年が最後となり、それと同時にこの年から1982年にかけて19年間、リーグ優勝・日本シリーズから遠ざかることになる。
1964年
序盤は首位に立つことはあったが、これまで8年連続20勝の稲尾が故障で0勝2敗に終わり、井上善夫がノーヒットノーランを含む17勝、田中勉が15勝を挙げるものの5年ぶりのBクラスとなる5位に終わった。
1965年
8年ぶりに開幕戦に敗れ序盤から負け越し、前半戦終了時には首位と26.5ゲーム差となったものの前年未勝利の稲尾が13勝、新人の池永正明が20勝を挙げ、3位となる。
1966年
5月12日の南海戦（大阪）で完全試合を達成した田中が23勝、11勝ながら最優秀防御率を獲得した稲尾など安定した投手陣に比べ打撃陣は振るわなかった。優勝した1963年同様、首位南海が全日程終了時点で西鉄が4試合を残し、西鉄が4連勝すれば同率で南海とのプレーオフだったが、初戦の東映フライヤーズ戦に敗れて2位に終わる。
1967年
開幕戦から2連続完封勝利を含む5連勝で4月を首位としたものの、5月以降は連敗が続き8月末には一時5位に転落。打撃陣は低調だったが、この年最多勝となった池永ら投手陣の活躍で2位となった。これが西鉄にとって最後のAクラス入りとなった。
1968年
開幕から4連敗を喫し、6月には9連敗で、前半戦終了時点で首位の阪急と12ゲーム差の最下位に終わった。池永が2年連続23勝。4年ぶりの5位となる。
1969年
5月に9連敗で中西が一時監督を休養、9月には4位まで上がるものの最終的には5位でシーズン終了となった。10月には永易将之が八百長行為を行ったとして永久追放処分となり、これがいわゆる「黒い霧事件」の発端となった。稲尾が現役を引退し、監督に就任。
1970年
開幕直前、前年追放された永易が池永ら西鉄の6選手が八百長行為を行っていたと暴露した。チームは序盤から5勝10敗と低迷、そのうち4勝は渦中の池永が挙げた。5月25日にコミッショナー委員会により池永、与田、益田らに永久追放処分が下り、これにより西鉄は戦力を大きく低下させる（詳細については、「黒い霧事件 (日本プロ野球)」を参照されたい）。投手では東尾修、三輪悟、打者では東田正義、竹之内雅史（トンタケコンビ）ら若手を起用、東尾も防御率5点台ながら11勝を挙げるがチームは43勝78敗9分、勝率.355、首位のロッテオリオンズと34ゲーム差の球団史上初の最下位となった。
1971年
巨人から移籍の高橋明が14勝を挙げるが、それ以外は前年2桁勝利の東尾と河原明が共に16敗で、リーグ最多敗になるなど一つ二つ勝っては連敗するという状況が続き、8月21日には高橋善正に完全試合、9月9日には鈴木啓示にノーヒットノーランを立て続けに記録される。全球団に対し10勝以上挙げることができず、15敗以上を喫する負け越し。勝率も前年を下回る.311で首位の阪急とは43.5ゲーム差の2年連続最下位に終わった。
1972年
東尾が300イニングを投げ18勝、加藤初が17勝を挙げ、新人王を獲得するが2年連続全球団負け越しに終わる。首位の阪急とも32ゲーム差で3年連続最下位となった。観客動員数も激減するなど経営が悪化した上、ついに西鉄本社の吉本弘次社長は球団経営を手放すことを決断した。

##### 太平洋クラブライオンズ時代
1972年11月にロッテオリオンズのオーナー（当時）中村長芳が、西鉄ライオンズの運営会社であった西鉄野球を買い取り、「福岡野球株式会社」に商号変更。ペプシコ日本法人（日本のペプシコーラ販売会社）に買収させる案があったが、東映フライヤーズ（東映）の売却話が出てきたため、パ・リーグの現状を危ぶむペプシ側により破談となり、翌1973年2月、東映は日拓ホームに売却されることとなった。東映の買収を検討していた音響機器メーカーのパイオニアに売却することも選択肢に挙げられたが、こちらも実現しなかった。このため、これらの売却を提案した中村自らがライオンズを買収することになる。この買収で野球協約で定める1人または1団体による複数球団の保有禁止条項に抵触することに伴い、中村はロッテのオーナーを辞任し、福岡野球が運営する新球団のオーナーに就任することになる。資金面強化のため、小宮山英蔵が創業したゴルフ場開発会社の太平洋クラブと提携し、一種の命名権契約でチーム名が太平洋クラブライオンズ（たいへいよう-、Taiheiyo-Club Lions）となった（11月9日のパ・リーグ実行委員会で会社株式の移動・チーム名変更承認を受ける）。しかし、この4年間で一度もリーグ優勝・日本一はなかった。
1973年
この年からパ・リーグは前後期制度となり、開幕戦で新外国人のドン・ビュフォードのサヨナラ本塁打で勝利すると、4月を10勝3敗で首位としたものの、その後は順位を下げてしまい前期は4位。後期も序盤は好調だったが、5位に終わり通年4位となった。この年から翌年にかけてロッテの金田正一監督との遺恨対決が話題となった。オフにはメジャーリーグ382本塁打のフランク・ハワードの獲得に成功する。
1974年
期待されたハワードが開幕戦に出場しただけで離脱し、5月にはアメリカに帰国している。東尾、加藤初らが投手陣が不調の上、打線も安定感が無く前期3位、後期4位、通年では4位に終わった。シーズン終了後、稲尾は監督を解任された。後任には大洋から江藤慎一をトレードで獲得し、選手兼任監督とした。近鉄から土井正博、日本ハムから白仁天をトレードで獲得する。
1975年
54人中17人が新戦力となり、江藤新監督による打撃重視の豪快な打ち勝つ野球を目指す方針で、土井、白らの打線は「山賊打線」と呼ばれ他球団の脅威となり、前期は2位としたものの後期は打線に疲れが出て4位に終わる。通年では8年ぶりとなるAクラス入りで3位となり、土井が本塁打王、白が首位打者、東尾が最多勝を獲得した。オフには、メジャーリーグで名将として知られるレオ・ドローチャーを監督に招聘、江藤も選手兼打撃コーチという実質的な「降格」発表に江藤が反発し、退団してロッテに移籍した。
1976年
新監督に就任したドローチャーが来日直前に急病で倒れ、春季キャンプは監督不在のまま実施。しかし、「オープン戦までには来日できる」「再び健康状態が悪化した」というドローチャー側の二転三転の応答に業を煮やし、契約を解除。また、新ユニフォームも「派手すぎ」「アメフトみたい」と選手やファンからは全くの不評であった。ヘッドコーチの鬼頭政一が緊急昇格し、監督に就任。だが、戦力不足や前年からのゴタゴタの影響もあり、前後期とも最下位に終わる。吉岡悟がプロ入り9年目で初の首位打者となった。この年は前期・後期ともに最下位に終わった。

##### クラウンライターライオンズ時代
1976年10月12日、福岡野球に対する命名権を持つ冠スポンサーが桜井義晃率いる廣済堂グループ傘下のクラウンガスライターと提携し、チーム名がクラウンライターライオンズ（Crown-Lighter Lions）に改まることが決定した（本来の社名である「ガス」は球団名が長くなってしまうために省略。10月15日にパ・リーグより承認）ものの、太平洋クラブから若干の資金援助が続いていたため、ユニフォームの右袖には引き続き太平洋クラブのロゴマークが付けられる。しかし、この2年間で一度もリーグ優勝・日本一はなかった。
1977年
投手陣は大洋から移籍の山下律夫がチームトップの12勝を挙げるものの、エース東尾、前年11勝の古賀正明がそろって不調。打撃陣は本塁打129本はリーグ2位だったが、ボブ・ハンセンの.269がチーム規定打席到達者で最高打率だったなど打線が低迷。前期6位、後期は8月中旬まで2位をキープするなど、健闘したものの、最終的には5位に転落。通年では2年連続6位の最下位に終わる。11月のドラフト会議では法政大学の江川卓を指名するものの入団を拒否される。鬼頭監督が辞任し、後任には根本陸夫が監督に就任。
1978年
真弓明信、立花義家など若手が台頭し、レギュラー定着、中日から移籍のウィリー・デービスも打率.293と活躍したものの、23勝した東尾修以外の投手陣の駒不足が露呈した。前期は4位。後期は開幕から10試合で0勝7敗3分けで、その後は一時5割まで到達するものの、優勝争いに加わることはなかったが、通年では2年連続の最下位を免れ、5位。

### 埼玉時代

#### 西武ライオンズ時代

##### 西武ライオンズ球場時代

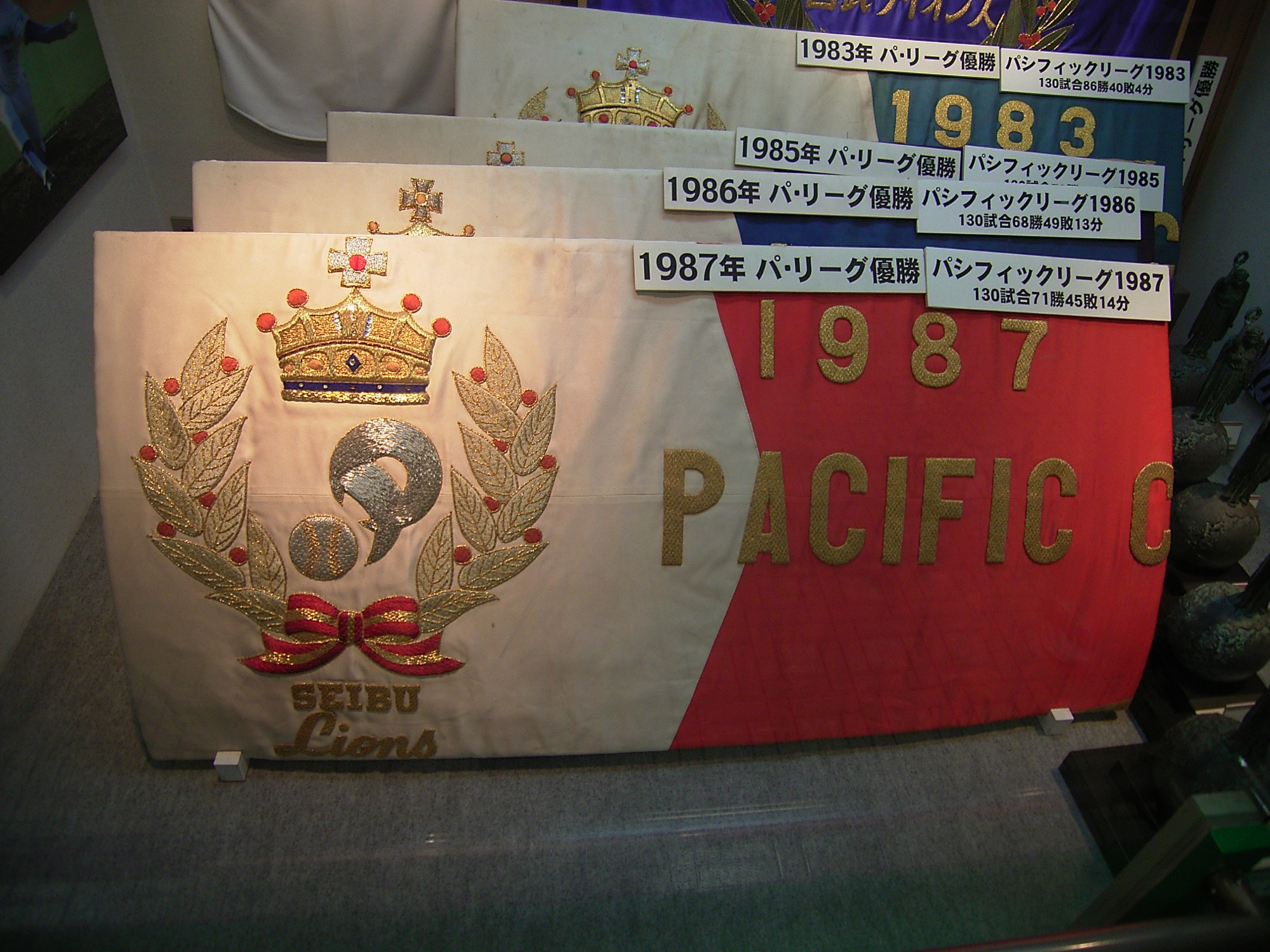
パ・リーグ優勝 ペナント
1983年 - 1985年 - 1986年 - 1987年

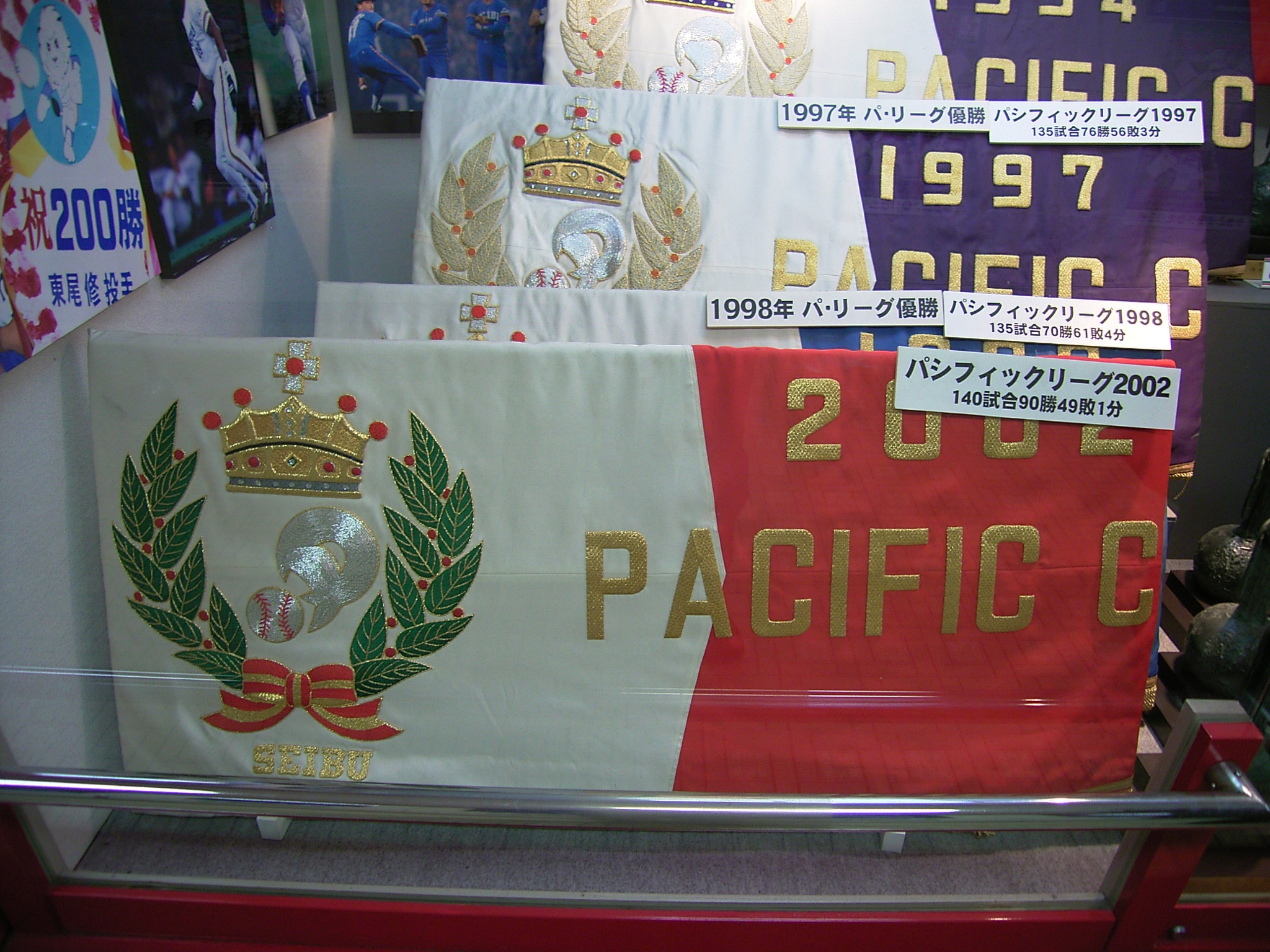
パ・リーグ優勝 ペナント
1997年 - 1998年 - 2002年

1978年10月12日、廣済堂クラウンが、運営会社である福岡野球の売却・埼玉県所沢市への移転を発表。西武グループの国土計画（後のコクド）の堤義明社長（当時）がクラウンライターを買い取り、西武ライオンズ（Seibu Lions）となり、資金力も増して強化に乗り出す。堤の媒酌人福田赳夫が名誉会長就任。堤は買収発表の記者会見の席で、球団の買収話は数日前にプロ野球コミッショナーらの訪問を受け、短期間のうちに決まったと語っている。10月17日、球団事務所を東京都豊島区東池袋のサンシャイン60内に開設。10月25日、運営会社の商号を福岡野球株式会社から現在の「株式会社西武ライオンズ」に変更。12月5日、ペットマーク・シンボルカラーの発表。12月18日には、後述するプリンスホテル野球部での活用を想定した西武園遊園地球場として当時建設中であった新本拠地球場の名前が西武ライオンズ球場に決定。堤は新球団の目玉にロッテから監督要請を固辞して自由契約となった野村克也に加えて主力の遊撃手だった山崎裕之、阪神から竹之内雅明・真弓明信・若菜嘉晴ら主力選手との大規模トレードで田淵幸一を獲得。川上哲治への社長就任要請、クラウン時代の77年ドラフトで1位指名して交渉権を得ていた江川卓入団にも執念を燃やしたが、失敗。これにより、読売グループとの関係が悪化した（詳細については江川事件を参照）。
なお、当時の国土計画（後のコクド）は大洋ホエールズの株式を45％保有していたが、ライオンズの買収により、複数球団の保有を禁止する野球協約に抵触することになるため、保有していた大洋球団の株式をニッポン放送とTBS（現・TBSホールディングス）に売却している。
球団施設、環境や選手の待遇も改善されると、当初は苦戦したものの、新戦力が台頭して優勝・日本一を果たすと、常勝軍団となった。クラウンライター最終年から引き続き初代監督となった根本陸夫は退任後のフロント時代を通じて選手獲得に奔走し、他球団を出し抜く戦略で有力選手を集めた。同時に誕生したプリンスホテル野球部を含めて西武グループの組織力を活かしたチーム運営で90年代まで西武黄金時代を築くことになる。
なお、埼玉県に本拠地を置いた以降も2003年までに所沢市など埼玉県内で優勝記念パレードを開催したことは一度もなかった。西武ライオンズとして最後のリーグ優勝・日本一を達成した2004年には所沢市内で優勝パレードが計画されたものの、日本シリーズ期間中に発生した新潟県中越地震の被災地への配慮に加え、同時期に問題化した西武鉄道の株売却問題から自粛し、所沢市民文化センター ミューズで優勝報告会を行うにとどめている。初めて同市内で優勝パレードを行ったのは、埼玉西武ライオンズに改名した初年度である2008年のことである。

###### 根本監督時代
1979年
西武ライオンズとして最初のシーズンは春季キャンプでの調整不足もあり、前期は開幕から2引き分けを挟み、12連敗（1955年のトンボユニオンズと並ぶ開幕戦からの連敗記録のNPB歴代ワーストタイ）を喫するなど、1976年以来3年ぶりの最下位に終わった。後期も5位で通算成績も最下位。しかし、斬新な球場や『がんばれライオンズ』（TBSで関東一円で放送）などのミニ番組を放送してPRに努めた結果、観客動員数は前年の77万人から136万人と75%も増え、パ・リーグトップに躍り出た。
この年から2020年にかけて41年間、リーグ最下位を回避することになる。
1980年
前期最下位、スティーブ・オンティベロスが加入し、打線が強化された後期は9月に首位に立つが、終盤6連敗し、後期優勝を逃し、結局4位となった。通算でも4位。野村克也、伊原春樹が現役を引退した。
1981年
前期は終盤まで優勝を争うも、ロッテに敗れ、2位に終わる。だが、後期は失速して5位に沈み、通算では4位。ドラフト1位の石毛宏典が新人王。このシーズン限りで根本陸夫が監督を退任し、以降は管理部長としてチーム運営に携わる。

###### 広岡監督時代
1982年
この年より監督に就任した広岡達朗の下、チームの改革を実施した。その効果はすぐに現れ、前期優勝を果たす。後期は序盤つまずくと残り試合をプレーオフ対策に費やし、1982年のパシフィック・リーグプレーオフでは後期優勝の日本ハムの江夏豊を攻略し、3勝1敗でプレーオフを制し、1963年以来19年ぶりのリーグ優勝、日本シリーズでも中日ドラゴンズを4勝2敗で下し、1958年以来24年ぶり、西武譲渡後初の日本一を達成した。
1983年
序盤から首位を独走し始め、86勝40敗4分、2位阪急と17ゲームという大差をつけての2年連続リーグ優勝。日本シリーズは巨人に4勝3敗で勝利し、2年連続かつ前身を含め、本拠地で球団史上初の日本一を達成した。
1984年
アリゾナ州メサで春季キャンプを敢行（日本の球団でメサでキャンプを行ったのは1980年の横浜大洋ホエールズ以来）。日本ハムから江夏を獲得するも、田淵や山崎など、2連覇を支えたベテラン選手が衰え、序盤から低迷し、チームもルーキー辻発彦を抜擢するなど、若手主体に切り替え、その結果3位に終わった。このシーズン終了後、江夏、田淵、山崎が現役を引退した。
1985年
中日の田尾安志をトレードで獲得、5年目の秋山幸二が本塁打王を争い投手陣では2年目の渡辺久信、4年目の工藤公康が主力投手となるなど、若い力が台頭、1983年以来2年ぶりのリーグ優勝を果たす。しかし、日本シリーズでは阪神タイガースの前に2勝4敗で敗れた。シーズン終了後、広岡監督が自身の健康問題（痛風）などを理由に契約年数を1年残して辞任した。後任には1982年から1984年まで広岡監督の下、一軍ヘッドコーチを務めた森昌彦が就任した。この年のドラフトで甲子園通算本塁打記録を持つPL学園の清原和博を6球団競合の末に交渉権を獲得している。

###### 森監督時代
この時期は投打ともに戦力（秋山幸二、オレステス・デストラーデ、清原和博、石毛宏典、伊東勤、辻発彦、平野謙、田辺徳雄、バークレオ、安部理など）が揃い、特に渡辺久信（最多勝利1986年、1988年、1990年、勝率第1位1986年）、郭泰源（シーズンMVP1991年、勝率第1位1988年、1994年）、工藤公康（シーズンMVP1993年、勝率第1位1987年、1991年、1993年）、石井丈裕（シーズンMVP、勝率第1位、沢村賞1992年）、渡辺智男（最優秀防御率1991年）、鹿取義隆（最優秀救援投手1990年）などを擁した投手陣や、AK砲と呼ばれた秋山・清原の打力が光り、森の任期の1986年から1994年には、1989年を除く全ての年でリーグ優勝をし、また1992年までにリーグ優勝をした年には必ず日本一にもなり、「西武黄金時代」を築いた。
1986年
ドラフト1位で入団した清原和博らの活躍で近鉄とのデッドヒートを制し、2年連続のリーグ優勝を果たす。日本シリーズでは広島東洋カープと対戦するが、第1戦で引き分け3連敗とした後、第5戦から日本シリーズ史上初の第8戦までの4連勝で逆転勝利し、1983年以来3年ぶりの日本一に輝く。永射、片平が大洋へトレードとなり、大田卓司が引退。
8月5日に球団事務所を現在の西武ライオンズ球場敷地内に移転した。球団の諸施設（事務所・本拠地球場・練習場・合宿所）が全て埼玉県所沢市上山口に集まった（会社の登記上本店は引き続きサンシャイン60と同地に残る）。
1987年
秋山が外野、石毛が三塁へコンバート。序盤は清原の不振、辻や渡辺など故障者続出で苦戦するが、徐々に盛り返して8月に首位・阪急を逆転、3年連続のリーグ優勝を果たした。阪急の山田久志は同年のオールスター休みに行われた落合博満との対談の中で、優勝の行方を「自分と東尾の勝利数の差が優勝の行方を左右する」との見解を述べたが、この年15勝を挙げた東尾に対して山田は7勝にとどまり、皮肉にも自身の予想を的中させる結果となった。日本シリーズでは巨人と対戦、4勝2敗で勝利し、2年連続日本一となった。本拠地での日本一は1983年以来4年ぶり。しかし、オフに東尾が麻雀賭博容疑で書類送検され、翌年6月まで出場停止処分となった。
1988年
開幕から謹慎の東尾修の抜けた穴が懸念されたが、開幕すると、工藤、渡辺、郭泰源、松沼博久ら安定した投手陣に、この年より一軍出場のバークレオが加わった打線で開幕から貯金を重ねた。29試合目で20勝、6月15日には貯金20としたものの、皮肉にも東尾が復帰して以降は工藤らが不調、郭が故障するなど投手陣が総崩れとなり、それでも6月には2位近鉄に8ゲーム差をつけ、9月に入っても6ゲーム差をつけていたがそこから近鉄の猛追撃を受けた。9月13日に近鉄に勝利し、そこで西武の優勝は決まったかのように見えたが、西武はそこから10試合を4勝6敗として、9月29日には近鉄に1.5ゲーム差に詰められ、10月5日にはゲーム差無しで近鉄に並ばれるなど熾烈な優勝争いとなった。西武も終盤10試合を8勝2敗で乗り切り、10月16日に西武が全日程を終了した時点では、近鉄が残り4試合を3勝以上で近鉄の優勝、2勝以下は西武が優勝という状況だった。近鉄がそこから1勝1敗で、2連勝が優勝の絶対条件となった10月19日の川崎球場でのロッテ対近鉄のダブルヘッダーの第2試合が4対4の引き分けに終わったことにより、2厘差（ゲーム差なし）で西武の4年連続リーグ優勝が決定した。日本シリーズでは4勝1敗で中日に勝利し、3年連続日本一となった。2年目の森山良二が10勝で新人王。東尾は現役引退。
この年は昭和最後のペナントレースおよび日本シリーズだったため、西武は「昭和最後のパ・リーグ日本一球団」となった。
1989年
序盤から低迷し、7月途中まで3連勝すらない状況であった。シーズン中盤よりオレステス・デストラーデが加入する。後半戦は巻き返し、9月には首位に立つが10月12日の近鉄とのダブルヘッダーでラルフ・ブライアントに4打席連続本塁打を打たれるなどして連敗したのが大きく響き、近鉄に優勝を許し、リーグ5連覇を逃した。結果は優勝した近鉄に勝率2厘（0.5ゲーム）差、2位のオリックスに勝率1厘差の3位に終わった。新人の渡辺智男は10勝と奮闘した。
オフに一軍作戦兼バッテリーコーチの黒田正宏がダイエーへ移り、黒江透修が一軍ヘッドコーチとして球団に復帰。
1990年
3年連続最多セーブ数が一桁だった反省を生かし、リリーフ陣の強化を図った。巨人から鹿取義隆、ドラフトで潮崎哲也を獲得。この2人がリリーフ陣を支え序盤から首位を独走、6月に8連敗した以外は安定感ある戦いで、2位オリックスに12ゲーム差をつけてリーグ優勝を奪回し、日本シリーズでは巨人を4連勝で破り、1988年以来2年ぶり、平成最初のパ・リーグ日本一球団となった。デストラーデは本塁打、打点の2冠、秋山は盗塁王、渡辺久が最多勝（近鉄・野茂と同時）となる。
1991年
開幕から8連勝を果たした。序盤は首位を独走するが、中盤からは調子を上げてきた近鉄との一騎討ちとなった。しかし、9月に12連勝して近鉄を突き放し、2年連続リーグ優勝を飾る。日本シリーズでは山本浩二監督率いる広島と対戦し、先に2勝3敗で王手をかけられるも、第6・7戦で勝利し、4勝3敗、逆転で広島を破って2年連続日本一。郭はMVP、デストラーデは2年連続で本塁打、打点の2冠、渡辺智が最優秀防御率を受賞。
1992年
6月に近鉄を抜いて首位に出ると、そのまま独走し、3年連続リーグ優勝、日本シリーズでも野村克也監督率いるヤクルトを4勝3敗で破り、3年連続日本一に輝いた。日本シリーズでも活躍した石井丈裕は15勝を挙げてMVP、デストラーデは3年連続本塁打王。管理部長の根本陸夫がダイエー監督就任のため、退団した。
1993年
デストラーデがメジャー復帰のため、退団し、攻撃力低下が懸念されたものの、工藤がシーズンMVPになり辻が首位打者を獲得、新人の杉山賢人が新人王に輝く活躍。日本ハムとの争いを制して4年連続リーグ優勝、しかし日本シリーズではヤクルトに3勝4敗で敗れた。
シリーズ終了後、福岡ダイエーホークスと秋山幸二、渡辺智、内山智之と佐々木誠、橋本武広、村田勝喜による3対3の交換トレードが成立する。また、この年からそれまで禁止されていた所属選手のCM出演が解禁となり、その第1弾として清原がエースコックのスーパーカップのCMに起用された。
1994年
オリックス、近鉄、ダイエーとの優勝争いになるが、西武が9月に抜け出すと、そのままリーグ優勝、パ新記録のリーグ5連覇を果たした。しかし、日本シリーズでは巨人に2勝4敗で敗れ、2年連続日本シリーズ敗退。森監督はこの年限りで勇退した。

###### 東尾監督時代
1995年
東尾修が監督に就任し、デストラーデが復帰したが、石毛や工藤といった黄金期の主力メンバーが次々とダイエーに移籍し、戦力が低下、残った主力もベテランが増え、成績が低迷、序盤は優勝争いに加わっていたが、イチローを擁する首位オリックスの独走を許す。また、ロッテにも抜かれ、オリックスと12.5ゲーム差、ロッテと0.5ゲーム差の3位に終わり、連続優勝も途絶えた。辻が戦力外通告され、球団はコーチとして慰留したが、現役続行を希望したため、退団してヤクルトに移籍。
1996年
序盤から低迷し、Bクラスをさまよっていたが、2年目の西口文也が最多勝のキップ・グロス（日本ハム）より1勝少ない16勝を挙げ活躍。6月に渡辺久信がノーヒットノーランを記録したがチームの状態は上がらず黄金期を支えていた郭・石井丈裕が未勝利に終わり、田辺・佐々木の絶不調などあったが、終盤の若手が奮起し猛攻で最終的には62勝64敗4分、負け越しではあったが2年連続の3位。
不動の4番として活躍した清原がシーズン後にフリーエージェントで巨人に移籍した。
1997年
シーズン終盤までは2連覇中のオリックスとデッドヒートを繰り広げていたが、松井稼頭央・大友進・髙木大成・石井貴・豊田清といった若手の台頭もあり、8月下旬からは約1か月で7試合にサヨナラ勝ちを収める勝負強さを発揮。さらにマジック1で迎えた試合でも鈴木健のサヨナラ本塁打で1994年以来3年ぶりのリーグ優勝を果たした。前身を含め、球団生え抜き監督によるリーグ優勝は球団史上初。しかし、日本シリーズではヤクルトに1勝4敗で敗れ、日本一を逃した。
オフに2連覇中のオリックスからFA宣言した中嶋聡を獲得。

##### ドーム球場化後
1998年に西武ライオンズ球場のドーム球場化工事を一部施行し、球場名を西武ドームに変更し、1999年に西武ドームのドーム球場化工事を完成させた。
1998年
7月に首位日本ハムに10ゲーム差となり、その後日本ハム、ダイエー、近鉄との熾烈な首位争いを制し、現在のドーム球場と球場名になった初年度にリーグ2連覇を本拠地で達成した。日本シリーズでは横浜ベイスターズと対戦し、下馬評は西武有利と予想されたが、2勝4敗で敗れた。
ドラフトではこの年の高校野球春夏連覇を果たした横浜高校の松坂大輔を1巡目で指名し、日本ハム、横浜との競合の末に抽選で交渉権を獲得した。
1999年
ルーキーの松坂は1年目にして最多勝となる16勝を挙げ、新人王に選ばれる。松坂への関心もあって観客動員数とテレビ中継が増加した。しかし、チームはこの年に優勝したダイエーに一歩及ばず、ダイエーと4ゲーム差の2位でシーズンを終えた。
2000年
前年に続き、ダイエーに一歩及ばず、首位ダイエーと2.5ゲーム差の2位。しかし、オリックスには1994年以来6年ぶりに勝ち越した。
ドラフトでは系列企業のプリンスホテル硬式野球部から
- 大沼幸二：投手（ドラフト1位→横浜・DeNA）
- 水田圭介：内野手（松坂世代：ドラフト7位→阪神→中日→ヤクルト）
- 福井強：投手（松坂世代：ドラフト8位）

の3人を獲得。松坂世代の2人は「高卒で社会人野球に加入した選手は3年間ドラフト指名不可能」の規則で2001年まで指名不可能だったが、プリンスホテル硬式野球部の廃部に伴い、救済措置・特例でプロ入り。
2001年
松坂が3年連続の最多勝となる15勝、西口が14勝、来日2年目の許銘傑が11勝を挙げ活躍するも、優勝した近鉄と6ゲーム差、2位のダイエーとは3.5ゲーム差の3位と3年連続で僅差で優勝を逃した。この年を最後に東尾が監督を勇退し、オフに伊東勤が後任の監督として候補に挙がったが、伊東が現役続行を希望したため、伊原春樹作戦・守備走塁コーチが監督、伊東が総合コーチ兼捕手に昇格した。10月6日にはミゲール・デルトロが事故死、現役中の選手が死亡する事例は2000年の藤井将雄（当時ダイエー）以来の悲劇となった。

###### 伊原監督時代（西武ライオンズ時代）
2002年
開幕直後から首位を独走し、2位の近鉄・ダイエーに16.5ゲーム差をつける大差で1998年以来4年ぶり19回目のリーグ優勝を果たす。しかし、日本シリーズは巨人に4連敗を喫した。個人記録では10月2日にアレックス・カブレラが日本プロ野球タイ記録（当時）の年間本塁打55本を記録。同日松井稼頭央が年間長打数の日本記録を更新した。
オフに横浜から中嶋聡、富岡久貴との2対2トレードで石井義人、細見和史を獲得。
開幕戦は西武主催試合だが、西武ドームではなく、2001年に開場した札幌ドームで行った。これはNPBが全国各地の主要6都市（札幌、東京、名古屋、大阪、広島、福岡）で開幕戦を行うことを目的とした他、札幌ドームの建設に当時の西武ライオンズ球団の親会社であるコクドが携わっていたからである。
2003年
ダイエーと優勝を争ったが、投手陣の不振が響き、最終的にダイエーと5.5ゲーム差の2位でシーズンを終えた。シーズン終了直前に伊東勤が現役引退を表明し、同時に総合コーチから監督に昇格。伊原監督は退任し、オリックスの監督に就任した。
西武は札幌ドームを準本拠地として使用し、年間20試合程度開催することを計画していた。ところが、2002年のシーズン開幕前に当時東京ドームを本拠地としていた日本ハムが2004年から北海道に移転し、札幌ドームを本拠地として使用する計画を発表した。日本ハムと同様に札幌ドームを使用する計画をしていた西武は一旦はこれに難色を示したものの、2002年6月に他チームの公式戦も開催することを条件に日本ハムの札幌ドーム本拠地化に同意した。しかし、結局この年は当初20試合程度の予定であった西武の主催試合は6試合しか行われず、翌年以降は西武の札幌ドームでの主催試合は行われていない。
日本ハムは北海道移転の翌年以降も公式戦の年間数試合を準本拠地として東京ドームで開催しているが、西武は東京ドームでの日本ハム主催試合に関しては日本ハムの札幌ドーム移転前の9月28日の試合後、2015年4月7日・8日に2連戦が行われるまで途絶えていた。

###### 伊東監督時代
2004年
松井のメジャー移籍。開幕から主砲のカブレラが長期離脱、投手陣でも先発・リリーフで主力投手が年間通して働けなかったものの、投打にわたり、全員野球ができた結果、レギュラーシーズンは総合2位。この年導入されたプレーオフの第1ステージにおいて日本ハムを2勝1敗で破り、続く第2ステージではダイエーと対戦。2勝2敗のタイで迎えた第5戦は9回に同点に追いつかれ、なおも二死二、三塁のピンチでレギュラーシーズン三冠王の松中信彦を迎え撃つ（ただし、松中はこの5試合で1本塁打含む2安打と不振だった）。ここで走者が帰れば目前まで迫ったリーグ優勝を逃し、逆にダイエーのサヨナラ逆転リーグ優勝を許してしまう大ピンチであったが、松中を打ち取り同点で切り抜け、延長戦に入る。そして延長10回に勝ち越し、そのまま勝利し、最終成績3勝2敗で破り、2002年以来2年ぶり20回目のリーグ優勝を果たした。日本シリーズでは中日と対戦し、先に王手をかけられるものの、4勝3敗で1992年以来12年ぶりの日本一に輝いた。前身を含め、球団生え抜き監督による日本一は球団史上初。
この年、経営改善策の一環として本拠地・西武ドームの施設名称と二軍のチーム名称について命名権を売却することとなった。企業向け通信料金一括請求サービスを主たる事業としているインボイスが取得に名乗りを上げ、12月29日に二軍の命名権を3年契約で取得することに合意した。
西武は2008年からチーム名を埼玉西武ライオンズに変更するため、西武ライオンズとしてのリーグ優勝・日本シリーズ・日本一はこの年が最後となった。
2005年
この年から二軍の球団名を「インボイス」、球場名を「インボイスSEIBUドーム」とすることを発表した。レギュラーシーズンは開幕直後出遅れたことやロッテ、ソフトバンクとの上位争いに加わることが出来ず、シーズン中盤から終盤にかけてオリックス、日本ハムと3位争いを繰り広げ、最終的に3位となるもプレーオフでロッテに敗れた。
オフにリリーフの中心として活躍した抑えの豊田清がFAで巨人、中継ぎの森慎二がポスティングシステムでタンパベイ・デビルレイズに移籍。11月23日に「ファン感謝の集い」（現・ライオンズサンクスフェスタ）が1980年以来25年ぶりの開催となった（以後、毎年原則同日に開催する）。
2006年
コクドの事業低下に加え、その系列会社である西武鉄道の有価証券報告書虚偽記載問題に端を発した西武鉄道株の急落・上場廃止により、財務体質の悪化が進行したため、西武グループの経営再建を目指すべく、コクド側が球団売却を行う方針となった。売却を2004年の球団の新規参入を楽天と争って敗れたライブドアなど複数の企業に打診したが、売却額が200億から250億と予想されていた上、西武ドームの継続使用が条件のため、交渉はまとまらず、結局この年も西武ライオンズとして引き続き経営された。西武グループの再建計画の中で球団の赤字が解消されなければ、再び球団売却を検討するとしていたが、当時西武グループ経営改革委員会委員長を務めていた諸井虔が売却に反対して計画が立ち消えとなり、2006年以降も球団を保有することになった。
日本ハムとの首位争いの末、最終戦までもつれるが、わずか1ゲーム差で2位に終わった。プレーオフでは第1ステージで福岡ソフトバンクホークスに1勝2敗で敗退となった。オフにエースの松坂大輔がボストンレッドソックスに移籍。
12月2日、西武は任期満了となったインボイスに代わり人材派遣・介護サービス大手のグッドウィル・グループ（現：テクノプロ・ホールディングス）と5年間の命名権取得契約に合意し、西武ドームを「グッドウィルドーム」、二軍のチーム名称を「グッドウィル」に変更することを発表、4日の実行委員会で正式に承認された。
2007年

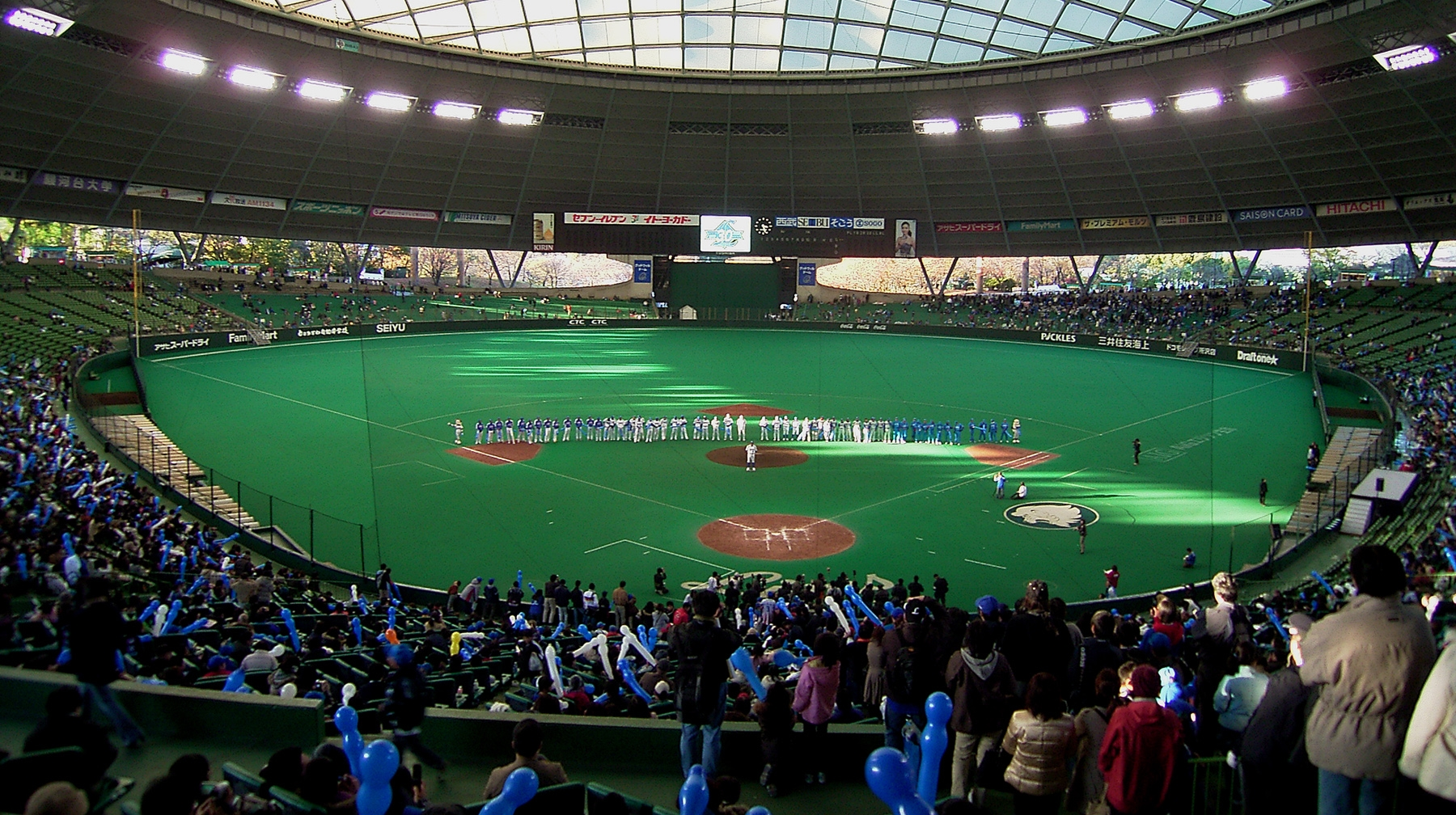
2007年ファン感謝の集い・渡辺監督の就任挨拶風景。（西武ドーム）

1月1日から西武ドームを「グッドウィルドーム」、二軍のチーム名称を「グッドウィル」に変更した。1月17日、太田秀和球団社長兼オーナー代行（当時）が埼玉県庁を訪問し、上田清司埼玉県知事（当時）に翌年より球団名に地域名を入れる方針であることが報告された。この段階では「埼玉ライオンズ」もしくは「所沢ライオンズ」が最有力候補であったが、「武蔵国の西部」として地域名もしくは西武線沿線を表現する球団会社名の「西武ライオンズ」も候補になっていた。また、翌年以降、西武線沿線地域ではないさいたま市（大宮区）にある埼玉県営大宮公園野球場で一軍の公式戦やクライマックスシリーズを開催する方針であることも伝えられた。堤オーナー時代には埼玉県との関係は薄く、「西武線沿線地域のチーム」という位置付けでの集客活動が展開されてきたが、鉄道経営陣の交代により、東京都内を含む西武線沿線と埼玉県全域の双方で活動を行うとする地域密着の方針が変化した。
スカウト活動中にアマチュア選手に金銭供与するなどの不正行為を行ったことに対し、5月29日、同年秋の高校生ドラフト上位2選手について西武の指名権を剥奪し、制裁金3000万円の処分を科すと発表した。チームは交流戦で10連敗を記録し、その後も連敗するなど低迷し、9月26日、対ロッテ戦に敗れた時点で1981年以来26年ぶりのBクラスが確定し、連続Aクラスの日本プロ野球記録（25年連続Aクラス）が途切れ、首位日本ハムと14ゲーム差、最下位オリックスと2.5ゲーム差の5位に終わった。伊東は最終戦の直前に不振の責任を取り、辞意を表明し、監督を退任した。オフに和田一浩が中日にFA移籍。中日にFA移籍した和田の人的補償として岡本真也を獲得。
11月6日、翌年から「埼玉西武ライオンズ」へのチーム名変更をプロ野球実行委員会に申請し、14日のプロ野球オーナー会議で承認された。
この年には二軍チームと球場の命名権契約を結んでいたグッドウィル・グループにおいて子会社であるグッドウィルの違法派遣などの不祥事が発覚したことから、12月にグッドウィル・グループからの申し入れと双方合意により、命名権取得契約を解除することが決定された。
この年までに入団した現役選手は中村剛也と栗山巧と炭谷銀仁朗、涌井秀章（中日）、岸孝之（楽天）の5人。炭谷は他球団への移籍を経て復帰したため、西武ライオンズ時代から一貫して在籍し続けている現役生え抜き選手は中村と栗山の2名。

##### 埼玉西武ライオンズ時代
チーム名が2008年1月1日付で埼玉西武ライオンズに変更された（運営会社は「株式会社西武ライオンズ」のまま）。これにより、保護地域である埼玉県の球団であることを明確にし、さらなる地域密着を図った。1月8日、正式に命名権契約の解除が発表され、9日より本拠地名称が「西武ドーム」、二軍のチーム名称が一軍と同様、「埼玉西武ライオンズ」となることが発表された。

###### 渡辺監督時代
2008年

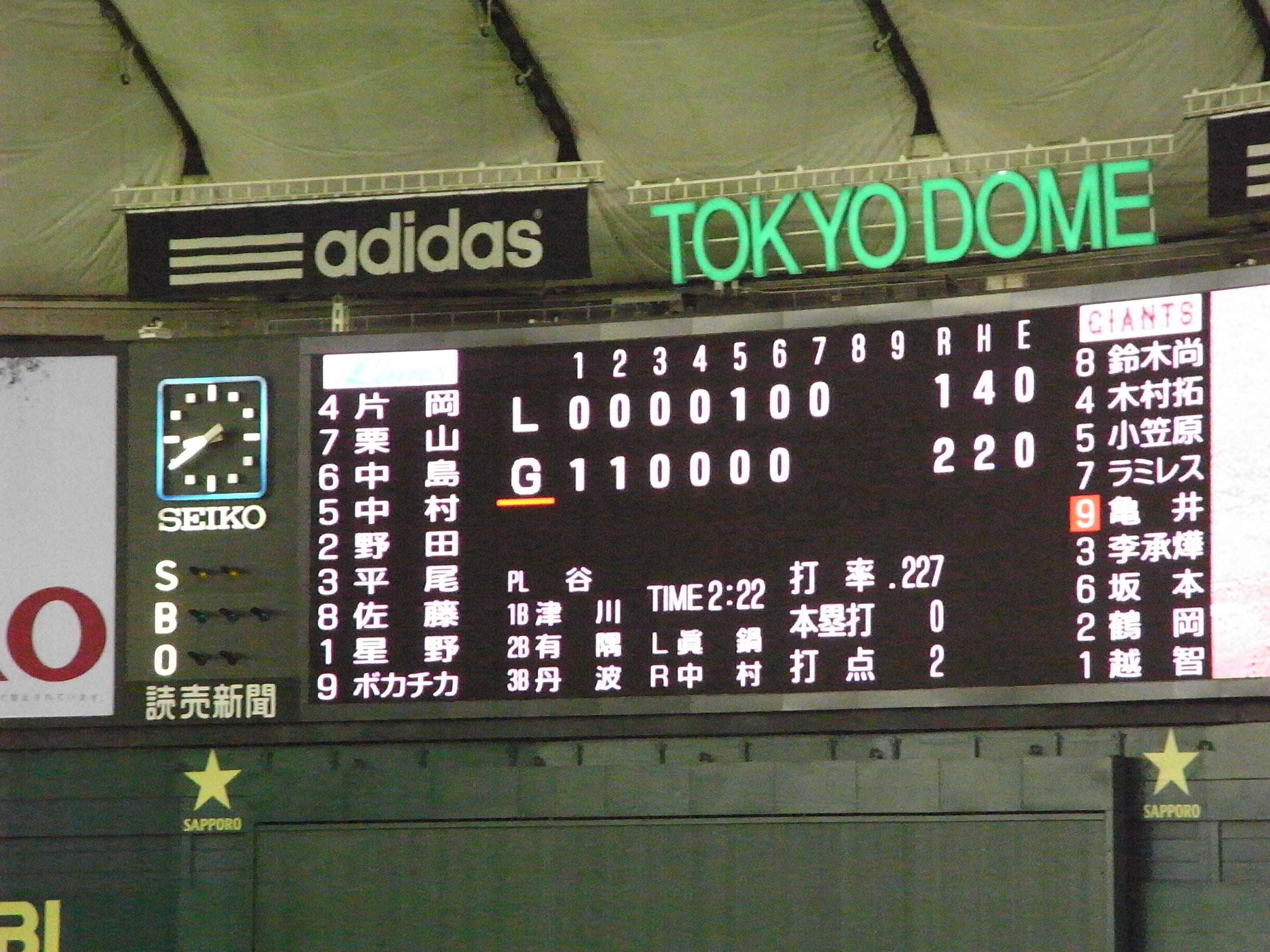
2008年日本シリーズ 西武vs巨人 スコアーボード（2008年11月9日撮影）

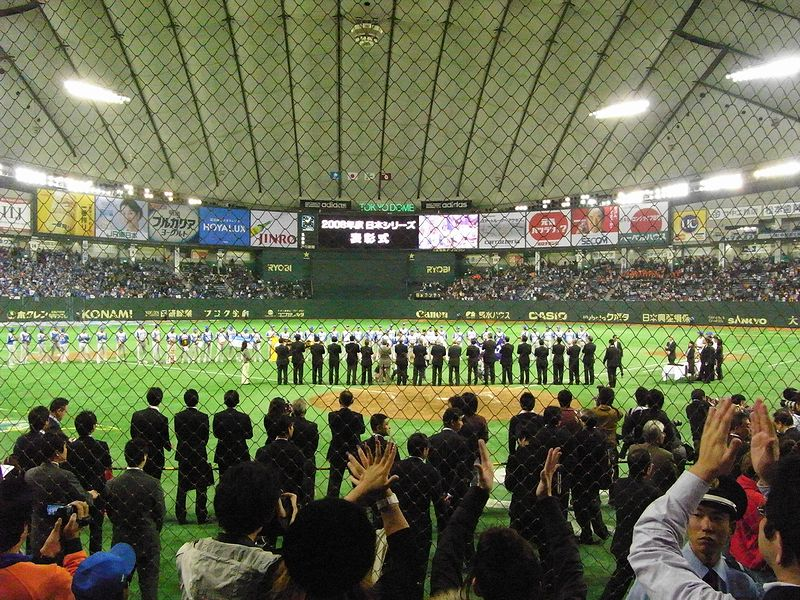
2008年日本シリーズ 西武vs巨人 表彰式（2008年11月9日撮影）

渡辺久信が二軍監督から一軍監督に昇格し、黒江透修をヘッドコーチ、大久保博元を打撃コーチに招聘するなど、コーチ陣を一新した。その結果、打撃力がアップし、渡辺はNo Limit打線と名付けた。6月27日には大宮球場での公式戦がライオンズ主催としては初めて、パ・リーグ公式戦としては1954年以来54年ぶり、セ・リーグを含めても1955年以来53年ぶりに開催された。7月22日にはさいたま市に本拠地を置くJリーグ・浦和レッドダイヤモンズ所属選手の岡野雅行と堀之内聖がライオンズ球場で始球式を行った。8月11日には西鉄クリッパース創設以来通算4000勝を達成。これは、NPBでは6球団目（2リーグ分立後にできた球団の中では初）の記録であり、2リーグ分立後の4000勝は読売ジャイアンツに次いで2球団目である。4月に首位になって以来一度もその座を明け渡さず、9月26日、2004年以来4年ぶり21回目のリーグ優勝を果たした。
クライマックスシリーズでは日本ハムとファイナルステージで対戦。第1戦は大宮開催となったこのシリーズの結果は4勝2敗で2004年以来4年ぶりの日本シリーズ出場を決めた。
日本シリーズでは先に巨人に2勝3敗で王手をかけられたものの、その後連勝し、4勝3敗で2004年以来4年ぶり13回目の日本一を達成した。
アジアシリーズでは決勝戦の台湾の統一ライオンズとの「ライオンズ対決」でサヨナラ勝ちし、初優勝を達成した。
この年、彩の国特別功労賞を受賞。同賞は1997年に岡野雅行を第一号表彰者として制定されていたが、西武は2004年の日本一の際には同賞および彩の国スポーツ功労賞を受賞していなかった。
上記の通り、この年は西武のチーム名変更により、パ・リーグ全球団が現在のチーム名になった最初のペナントレースおよびポストシーズンだったため、埼玉西武は「パ・リーグ全球団が現在のチーム名になった初年度の日本一球団」となった。
2009年　
西武ドームの3塁側をホームとすることが発表された。1月1日、公式ホームページにてチームカラーがこれまでのライトブルーから紺（レジェンド・ブルー：西鉄の黒と西武の青の合体）に変更され、ペットマーク、チームネームロゴ、ユニフォームも変更されることが発表された。ただし、球団旗およびマスコットは変更しない。1月28日、新ペットマークおよびチームネームロゴを用いた公式戦用新ユニフォームが発表された。
前年の守護神であったアレックス・グラマンの故障離脱などにより、リリーフ投手に安定感がなく、リーグワーストの14試合のサヨナラ負けを喫する。それでも終盤には帆足和幸が4試合連続完投勝利するなど先発投手陣が踏ん張り、東北楽天ゴールデンイーグルスやソフトバンクなどと激しくAクラス争いをするが、最終的な順位は4位に終わった。前年日本一からBクラスへの転落は球団として1959年以来50年ぶりとなった。オフに岡本慎也が自由契約となった（LGツインズに移籍）。
ドラフトでは花巻東高校の菊池雄星との交渉権を阪神、ヤクルト、楽天、中日、日本ハムとの6球団による競合の末に獲得に成功した。
2010年
前半はリリーフ投手が安定し、主力選手の故障が相次ぎながらも、前半戦を首位で折り返した。だが、終盤にリリーフ投手陣が崩壊して失速したため、優勝したソフトバンクにわずか2厘差（ゲーム差なし）の2位に終わった。クライマックスシリーズではファーストステージでロッテに2連敗し、敗退した。
ドラフトでは1位希望の早稲田大学の大石達也を横浜、楽天、広島、オリックス、阪神との6球団による競合の末に獲得した。オフに細川亨がソフトバンクにFA移籍。
2011年
東日本大震災による計画停電の影響を受け、4月中は本拠地西武ドームでの試合を自粛することとなった。セ・パ交流戦の後半から失速し、8月終了時点で最大借金15を経験して最下位に低迷する。しかし、9月は19勝5敗2分の成績で、クライマックスシリーズ出場権をめぐる3位争いに加わった。10月18日の最終戦前まで4位であったが、最終戦で勝利し、68勝67敗9分で勝率.50370となり、前日まで3位だったオリックスが同日に敗戦して69勝68敗7分、勝率.50365となってシーズンを終了したため、勝率を5糸（0.5毛）上回り、3位が確定し、クライマックスシリーズ出場を決めた。クライマックスシリーズではファーストステージで日本ハムに2連勝するも、ファイナルステージでソフトバンクに3連敗で敗退した。オフに帆足和幸がソフトバンク、許銘傑がオリックスにFA移籍。
2012年
5月1日には2007年に死去した稲尾和久の背番号「24」を永久欠番とすることを発表、7月1日の西武ドームでの対日本ハム戦にはメモリアルゲームとしてこの試合に出場した選手全員が稲尾の背番号である24を着用した。開幕戦は5年連続で涌井秀章が先発するものの、敗戦投手となり、涌井は開幕から3連敗で4月16日に登録を抹消され、チームも最大借金9を抱えて最下位と低迷した。涌井が救援投手に回り、6月以降は勝ち越すようになり8月までの3か月で貯金を19とし8月19日に首位に立った。日本ハムとの優勝争いとなったが、10月2日の試合に敗れ、優勝を逃し、3ゲーム差の2位に終わった。クライマックスシリーズではファーストステージでソフトバンクに1勝2敗で敗れ、3年連続クライマックスシリーズ敗退となった。中村剛也が本塁打王を獲得した。
オフに平尾博嗣、佐藤友亮、マイケル中村、大島裕行が現役を引退した。中島裕之が海外FA権を行使し、オークランド・アスレチックスに移籍。
2013年
リーグ一番乗りで10勝に到達するなど、開幕ダッシュには成功したものの、5月9日ロッテに連敗したことで、4月10日から守り続けた首位を明け渡し、交流戦開始後の同月22日には楽天に抜かれて3位に転落、6月8日には交流戦で優勝したソフトバンクにも抜かれて4位に後退、結局交流戦は11勝13敗で同率8位でパ・リーグ現存6球団では最下位に終わり、6月29日には最大9あった貯金が一旦なくなった。7月28日には再び2位浮上するが、8月15日にソフトバンクに3連敗した時点で4位に転落し、その後3位ソフトバンクに最大5ゲーム差をつけられたが、10月3日にソフトバンクとの直接対決で連勝したことにより、再度3位に浮上し、10月5日に対楽天戦（Kスタ宮城）で2対1で勝利したことで、年間3位以上が確定し、4年連続クライマックスシリーズ出場が決定した。10月8日、共にシーズン最終戦の西武ドームでの2位ロッテとの直接対決を10対2で勝利し、8連勝で2位に浮上し、本拠地でのクライマックスシリーズファーストステージ開催権を獲得したが、クライマックスシリーズではファーストステージで1勝2敗でロッテに敗退し、ファーストステージ終了の15日、渡辺が球団に監督を辞任することを申し入れ、了承されたことと球団シニアディレクターに就任することを発表した。10月22日、後任には2年間西武ライオンズの監督を務めた伊原春樹の就任が発表された。
オフに片岡治大が巨人、涌井秀章がロッテにFA移籍。巨人にFA移籍した片岡の人的補償として脇谷亮太、ロッテにFA移籍した涌井の人的補償として中郷大樹を獲得。

###### 伊原監督時代（埼玉西武ライオンズ時代）
2014年
開幕から3連敗スタートで、両リーグ最速の30敗に到達するなど、監督の伊原の前時代的な指導や練習法が選手の心の離反を生み、最下位に低迷し、5月5日に打線のテコ入れのために新外国人としてエルネスト・メヒアを獲得するも、監督の伊原が6月3日に成績不振と右ヒザ痛悪化のため、球団に休養を申し入れ、翌4日に了承され、開幕から53試合目となる同日の対DeNA戦の試合後に監督の伊原の休養と、打撃コーチの田辺徳雄が監督代行として指揮を執り、チーフ兼バッテリーコーチの袴田英利がヘッド兼バッテリーコーチ、二軍野手総合兼打撃コーチの高木浩之が打撃コーチ、二軍外野守備走塁コーチ兼打撃コーチ補佐の嶋重宣が二軍打撃コーチ兼外野守備走塁コーチに配置転換されることを発表した。

##### 田辺監督時代
※2014年の監督代行時代も含める。
2014年
6月27日に休養していた監督の伊原が辞任を申し入れ、了承され、7月1日付での球団本部付アドバイザーに就任することを発表した。打撃コーチの田辺が監督代行のまま指揮を執る。途中加入のメヒアは中村と共に2リーグ制後初となる「同一チーム2人本塁打王」となったが、9月22日の対ソフトバンク戦（西武ドーム）、27日の対楽天戦（コボスタ宮城）に敗れ、2007年以来7年ぶりの負け越しと2009年以来5年ぶりのBクラスと5位が確定した。翌年から監督代行の田辺が正式に監督として指揮を執ることを発表した。
ドラフトでは髙橋光成らを指名。
2015年
開幕より中村・森友哉・メヒアなどを揃えた打線により、チームは1991年以来24年ぶりの開幕5連勝を飾った。交流戦では中村が期間中に8本の本塁打を放つなど、10勝6敗2分の3位となり、交流戦以降はソフトバンク、日本ハムとの首位争いとなり、前半戦を3位でターンした。しかし、後半戦になると失速し、後に球団ワースト記録となる13連敗を喫し、最大11もあった貯金がなくなった。連敗中は抑えを髙橋朋己から牧田和久に配置転換した。8月29日、対楽天戦に3-2で勝ち、球団通算4500勝を達成した。1リーグ制時代からの球団である巨人、阪神、中日、オリックス、ソフトバンクの5球団に次ぐ6球団目の到達で、1950年の日本プロ野球2リーグ制発足時に誕生した球団では初である。また、2リーグ制後に4500勝を記録したのは巨人に次いで2球団目。9月28日に西武プリンスドームで行われた引退試合を最後に西口文也が現役を引退した。終盤はロッテとのCS進出争いとなり、西武が先に3位でシーズンを終えるが、ロッテが逆転したため、最終順位は4位となり、CS進出を逃した上、球団としては1981年以来34年ぶりの2年連続Bクラスが確定した。秋山翔吾がシーズン216安打の日本記録を樹立した。
オフに脇谷亮太が巨人にFA移籍。田中靖洋が自由契約となった（ロッテに移籍）。
2016年
開幕から中継ぎに再転向した牧田の好投、メヒアら打撃陣の好調により、一時は首位に立つが、岸孝之の故障離脱やその他先発陣の不調、両リーグ最多の失策数を記録する守備の乱れが響き、5月5日には最下位に転落した。これらを受け、森慎二二軍投手コーチが一軍投手コーチに昇格し、先発要員のために新外国人としてフェリペ・ポーリーノ、ブライアン・ウルフを獲得。しかし、9月11日のソフトバンク戦で2014年以来2年ぶりの負け越し、9月21日のオリックス戦で3年連続Bクラスが確定した。シーズン最終戦で田辺の監督退任が正式発表され、後任には球団OBの辻発彦が就任。金子侑司が自身初の盗塁王を獲得した一方、4年ぶりに失策数が3桁に到達（失策数101はセ・パ12球団ワースト）・外国人先発投手が19戦連続未勝利を記録するなど、課題の多く残るシーズンとなった。また、2005年の球団創設から2015年まで年間対戦成績で一度も負け越しがなかった楽天を相手に初めて負け越した。この年はオリックス戦のみ勝ち越してパ・リーグ現存5球団を相手に負け越しを免れたが、CS争いには加われず、2年連続4位が確定した。
オフに岸孝之が楽天にFA移籍。

###### 辻監督時代
2017年
1月16日、西武の本拠地である西武ドームの名称をネーミングライツによって3月1日から『メットライフドーム』にすることを発表した。4月中旬以降、5月上旬の一時期に4位となったほかは8月末まで3位を保ち続けた。6月28日に森投手コーチが急死。外崎修汰が3年目でレギュラーに定着し、シーズン中盤からは打撃不振の中村、メヒアに代わって山川穂高が4番に座った。チームもこの間、7月21日から8月5日にかけて西鉄時代以来59年ぶりとなる13連勝を達成している。8月31日に2位の楽天との直接対決を制して2位に浮上すると、その後はシーズン終了まで2位を維持し、2013年以来4年ぶりのAクラス入りを果たした。
クライマックスシリーズではファーストステージで3位楽天と対戦、第1戦ではエース菊池が完封して10-0で大勝するも、第2戦・第3戦で敗れ、1勝2敗でファーストステージ敗退となった。エースの菊池がリーグ最優秀防御率および最多勝を達成、新人の源田壮亮が1961年以来56年ぶりとなる新人でのフルイニング出場を達成し新人王を受賞、秋山が打率.322で首位打者となった。
オフに楽天から松井稼頭央がテクニカルコーチ兼外野手として15年ぶりに復帰。野上亮磨が巨人にFA移籍。牧田和久がポスティングシステムでサンディエゴ・パドレスに移籍。
2018年
所沢への球団移転以来40周年の記念に当たる年で、西武球団でも様々な催しや事業が実施された。中でも最大の事業は2017年末から2021年春にかけて予定されている西武ドームや二軍施設とその周辺の大規模な改修・再整備である。
4月17日には東京ドームで球団史上初めて主催ゲームも行われた。4月21日、本拠地で開幕から8連勝となり、球団初の記録となった。また、貯金が10となり開幕18試合以内での到達は1954年、1955年に続く63年ぶりの球団3回目となった。4月22日にロッテに勝ち、西武ドームで開幕から9連勝と球団記録を更新して貯金を11とし、最終的に本拠地での連勝を12まで伸ばした。4月25日にソフトバンク戦で5試合連続9得点を挙げ、パ・リーグ新記録を達成した。また、2002年以来14年ぶりの4月に2度目の5連勝となった。強打で首位の座を一度も譲らず、9月半ばから勢いが加速し、9月14日の楽天戦から12連勝で一気にマジックを減らし、9月30日、マジック1としていた首位西武は日本ハムに敗れたが、マジック対象チームである2位のソフトバンクがロッテに負けたため、2008年以来10年ぶり22度目のリーグ優勝が決まった。1、2位が同日に敗れて優勝が決まったのは2010年パ・リーグのソフトバンクと西武以来となり、開幕から首位のまま優勝をしたのは、2リーグ制では1953年の巨人、1962年の東映、1997年のヤクルトに続く4例目の記録だった。771得点、191本塁打、2割7分3厘の打率と攻撃面はリーグトップを記録した一方、防御率4.27と636失点、84エラーはいずれもパ・リーグワーストで、うち防御率が最下位で優勝したのは2001年の近鉄以来となった。
クライマックスシリーズではファイナルステージで2位ソフトバンクと対戦するが、不安材料の4.27の防御率とそのアキレス腱だった投手陣が5試合で合計44失点と甚だしく壊滅した。初戦で敗れ、第2戦でようやく勝利したが、第3戦から第5戦にかけてソフトバンクを相手に3連敗を喫し、アドバンテージ1勝を含めた2勝4敗で敗れた。その後、10月21日にメットライフドームで行われた第5戦を最後に松井稼頭央が現役を引退した。監督の辻は試合後に行われたシーズン最終戦セレモニーで「悔しいです。まさか今日2018年シーズンが終了するとは考えてもいませんでした。」と3連敗で敗れ去ったことを悔しがり、涙を流し続けた。
オフに藤原良平、坂田遼、福倉健太郎が戦力外通告を受け、3人ともその後現役を引退した。浅村栄斗が楽天、炭谷銀仁朗が巨人にFA移籍。新外国人としてザック・ニール、巨人にFA移籍した炭谷の人的補償として内海哲也を獲得。菊池がポスティングシステムでシアトル・マリナーズに移籍。
2019年
巨人から移籍した内海を含め、開幕前に先発陣で故障者が相次いだ。開幕以来一度も首位を譲らず、優勝した前年とは異なり、開幕カードのソフトバンク3連戦で3連敗を喫し、リーグ最下位からのスタートとなった。しかし、令和に入ると、5月1日に山川がパ・リーグの令和初となる本塁打を放ち、5月5日に今井達也が令和初の完封勝利を果たした。7月9日に首位とのゲーム差が最大8・5まで開いたが、8月に入って打線が奮起。9月11日、ソフトバンクとの首位攻防戦に勝って初めて首位に立つ。9月24日、マジックを「2」としていた西武が対ロッテ戦（ZOZOマリンスタジアム）に勝利し、2位のソフトバンクが楽天に2-4で敗れたため、2年連続23度目のリーグ優勝を果たした。浅村や菊池、炭谷と主力の移籍でチーム状況は決して万全とは言えなかったものの、前評判を覆し、防御率はリーグワーストの4.35だったが12球団トップの756得点を挙げる圧倒的な打力を武器に優勝を勝ち取った。パ・リーグの2連覇は2014 - 2015年のソフトバンク以来、球団では1997 - 1998年以来となった。山川120打点、中村123打点、森105打点で球団史上初の100打点トリオを形成し、パ・リーグでは2003年のダイエー以来の快挙となった。さらに山川が本塁打王（2年連続）、中村が打点王（4度目）、森が首位打者（初）、金子が盗塁王（2度目）、秋山が最多安打（4度目）と6部門中5部門で西武がそれぞれトップを占め、打撃タイトルを総なめにした。だが、勇躍臨んだソフトバンクとのクライマックスシリーズファイナルステージでは3連敗を喫すると、第4戦では今宮健太にも3本の本塁打を許すなど4連敗を喫した（アドバンテージ1勝を含む）。シーズン756得点の強力な打線もわずか13得点と振るわず、投手陣も32失点（自責29）、防御率7.25と試合を全く作れなかった。前年同様にソフトバンクを相手に計1勝8敗と短期決戦でのもろさが際立ち、本拠地4連敗という屈辱的な“逆スウィープ”で2年連続で年間勝率1位ながら日本シリーズ進出を逃した。翌年から三軍制を導入することを発表した。
オフに中日を退団した松坂大輔が14年ぶりに復帰。新外国人としてショーン・ノリン、リード・ギャレット、コーリー・スパンジェンバーグを獲得。秋山翔吾がシンシナティ・レッズにFA移籍。
上記の2年連続リーグ優勝により、西武は「平成最後と、令和最初のパ・リーグ優勝球団」となった。
2020年
開幕から主砲の山川が打撃不振に陥り、スパンジェンバーグも開幕直後は低調だった。中盤には中村が死球を受けて故障離脱、前年首位打者の森もシーズン全体を通して打率2割5分前後に留まり、外崎も不振に陥るなど前年までの強力打線も影を潜めた。課題の先発投手陣も、前年チーム最多勝のニールを筆頭に軒並み防御率4点台から5点台と不調で夏場には借金生活に入り、8月には5位まで後退した。しかしながらシーズン後半になると、救援投手陣で7回森脇亮介、8回平良海馬、9回増田達至の必勝リレーが確立してシーズン終盤の接戦を落とさなかったことで、10月下旬に借金を完済し、失速した2位のロッテにも迫ったが、11月8日のロッテとの直接対決の末に敗れ、3位が確定したため、クライマックスシリーズを逃した（この年のクライマックスシリーズはコロナ禍のため、2位対3位戦の中止が決定していた）。楽天とロッテには勝ち越したのに対して、ソフトバンクと日本ハムとオリックスには負け越すなど、チーム防御率が最下位であり、3連覇を逃す原因となった。しかし、相内誠と佐藤龍世の両名が不祥事を起こしてシーズン終了までの対外試合禁止処分が下され、この内相内は戦力外として格闘家に転向された。その中で平良がパ・リーグ新人王を受賞した。
オフにノリンが自由契約となった（ワシントン・ナショナルズに移籍）。日本ハムから金銭トレードで吉川光夫、新外国人としてマット・ダーモディを獲得。
2021年
この年に開催された東京オリンピックの日本代表選手として西武からは平良、源田が選出された。
序盤から低迷し、5月13日に水上由伸を支配下選手に登録させ、7月26日にメヒアがウェイバー公示され、8月12日に日本ハムから木村文紀、佐藤との2対2トレードで公文克彦、平沼翔太を獲得。10月19日にメットライフドームで行われた引退試合を最後に松坂大輔が現役を引退した。その後、最終盤にシーズン中のトレード相手の日本ハムとの5位争いを繰り広げる中、10月30日のシーズン最終戦でその日本ハムが2位ロッテに勝利したことで、1979年以来42年ぶりの最下位が確定した。これにより、パ・リーグ全球団が現在のチーム名になってからリーグ最下位を経験した。最終的には5位日本ハムとは1ゲーム差、首位オリックスにも15ゲーム差をつけられ、そのオリックスと3位楽天にもそれぞれ8勝15敗と大きく負け越した。ドラフトでは隅田知一郎を1位、佐藤隼輔を2位で獲得した。オフに小川龍也、吉川光夫が自由契約となり（小川はモンテレイ・サルタンズ、吉川は栃木ゴールデンブレーブスに移籍）、メヒア以外の外国人選手4人が退団した（ニールはコロラド・ロッキーズ、スパンジェンバーグはセントルイス・カージナルス、ギャレットはワシントン・ナショナルズに移籍、ダーモディはシカゴ・カブスに復帰）。新外国人としてディートリック・エンス、ブライアン・オグレディ、ボー・タカハシ、ジャンセン・ウィティ、バーチ・スミスを獲得。
2022年
1月15日付で居郷肇球団社長が退任し、翌16日付で後任に奥村剛が球団社長に就任した。メットライフが西武ドームとのネーミングライツ契約の満了に伴い、新たにベルーナとネーミングライツ契約を結び、3月1日付で「ベルーナドーム」に改称された。5月に新外国人としてロマー・コドラド、ジャシエル・ヘレラと育成契約を結んだ。シーズン中盤から後半にかけて調子を上げ、7月下旬からソフトバンクとの首位争いを繰り広げる中、8月28日には球団通算5000勝を達成。1リーグ制時代からの球団である巨人、阪神、中日、オリックス、ソフトバンクの5球団に次ぐ6球団目の到達で、1950年の日本プロ野球2リーグ制発足時に誕生した球団では初である。9月12日から19日にかけて7連敗を喫し、貯金がなくなり、順位も4位に後退した。この間、源田壮亮・衛藤美彩夫妻が誹謗中傷の被害に遭い、調査したところ、山田遥楓の妻が加害者だったことが発覚した。その後、9月20日からの4連勝などにより、楽天との3位争いを制したことで、9月29日に2019年以来3年ぶりとなるクライマックスシリーズ出場を決めた。内海哲也、十亀剣、武隈祥太が現役を引退した。7回水上由伸、8回平良海馬、9回増田達至の必勝パターンを形成、水上と平良が最優秀中継ぎのタイトルを分け合った。
クライマックスシリーズではファーストステージで2位ソフトバンクに2連敗を喫し、敗退した。ファーストステージ終了後、辻監督の退任が発表され、後任にはヘッドコーチの松井稼頭央が昇格する形で就任した。ドラフト会議では蛭間拓哉を1位、甲子園を湧かせた山田陽翔を5位で獲得した。オフに熊代聖人が戦力外通告を受け、その後現役を引退し、ジャンセンら外国人選手3人が自由契約となった（オグレディとスミスの両外国人選手はハンファ・イーグルスに移籍）。日本ハムから山田とのトレードで佐藤が1年半ぶりに復帰。森友哉がオリックスにFA移籍。オリックスにFA移籍した森の人的補償として張奕、新外国人としてヘスス・ティノコ、デビッド・マキノン、マーク・ペイトンを獲得。

###### 松井監督時代
2023年
ワールド・ベースボール・クラシックでは源田と山川が日本代表、呉念庭がチャイニーズタイペイ代表、ヘレラがコロンビア代表として選出された。だが、ワールド・ベースボール・クラシック本戦中に源田が小指を骨折して開幕絶望。
4月14日に古市尊、7月21日に豆田泰志を支配下選手に登録させ、7月20日に中日から川越誠司とトレードで髙松渡、27日に元DeNAのブルックス・クリスキーを獲得。
5月に山川が警視庁に強制わいせつ致傷の容疑で捜査されていることが報じられ、報道以降、公での活動を自粛した。その後、8月23日に強制性交等の容疑で送検されるも、29日に不起訴になったため、練習を再開し、31日にフリー打撃で柵越えを披露したが、今年度の公式戦への出場は見送られた。
オフに公文克彦が戦力外通告を受け、その後現役を引退した。また、謹慎中の山川がFA権を行使し、ソフトバンクに移籍。さらに、呉が台湾球界への移籍を希望して退団。
補強面では楽天から戦力外通告を受けた炭谷銀二朗が6年ぶりに復帰。外野手のフランチー・コルデロ、内野手のヘスス・アギラーを獲得。宮川哲とトレードを行い、ヤクルトから元山飛優を獲得。さらに投手陣を豊富にすべく、現役ドラフトで広島から中村祐太、リリーフのアルバート・アブレイユ、ジェフリー・ヤンを獲得した。
2024年
1月11日、山川の人的補償としてソフトバンクから甲斐野央を指名した。また、開幕直前にブランドンを支配下登録。
開幕直後こそ3カード連続勝ち越しを決めたが、野手陣の低迷と中継ぎ陣の乱調が重なり投打がかみ合わず、4月14日には最下位に転落。27日のソフトバンク戦に延長戦でのサヨナラ負け。2023年6月15日の巨人戦から続く延長戦に入った試合での連敗を「14」に伸ばし、2015年 - 2016年にDeNAが記録した1分を挟む13連敗を抜く2リーグ制以降でのワースト記録を更新。翌日も延長サヨナラ負けを喫し、同一月間に喫した延長サヨナラ負けの最多記録も更新した。その翌日の試合もサヨナラ負けを喫し、球団初かつ同一球団相手の1カードにおける3試合連続サヨナラ負けを記録した。
最下位に低迷し、成績不振のため、交流戦前最後のゲームとなる5月26日の対オリックス戦を最後に松井監督の休養が決定した。監督代行には渡辺久信GMが就任（5月27日付でコーチ登録）し、指揮を執ることとなった。
6月15日、ベルーナドームで行われたDeNA戦で完封負けを喫した事で、セ・パ交流戦2年連続最下位が確定した。なお全日程終了後、西武のみ5勝および交流戦勝率.250未満という結果に終わった。
6月21日、対オリックス10回戦に完封負けし、球団ワーストタイとなる3試合連続の零敗を喫した。また32イニング連続無得点は西鉄時代の1964年8月の31を抜いて球団ワースト記録となった。
シーズン中は6月に菅井信也、奥村光一、牧野翔矢、7月にアンソニー・ガルシアを育成から支配下に昇格させ、さらに若林楽人とのトレードで巨人から松原聖弥を、齊藤大将とのトレードでソフトバンクから野村大樹を獲得した。
7月31日、ロッテ戦に開幕13連敗。1965年の産経による13連敗に並ぶ同一カード開幕最多連敗タイ記録。産経は1引き分けを挟んでおり、開幕から13戦全敗は史上初。翌8月1日のロッテ戦にも敗戦し、プロ野球ワースト記録となる同一カード開幕14連敗。この開幕連敗記録は同月28日のロッテ戦で「16」まで伸びたが、翌29日に今季カード初勝利とし、開幕に限らない同一カード連敗のパ・リーグ記録である17連敗は回避し、対ロッテは昨年10月3日以来331日ぶりの勝利となった。しかし、30日の日本ハム戦（ベルーナ）の敗戦により、クライマックスシリーズ進出が完全消滅し、2年連続のBクラスが確定した。9月10日の日本ハム戦（エスコンF）に敗れ、2021年以来3年ぶりの最下位が確定した。12日、今季85敗目を喫し、西鉄時代の1971年に記録したシーズン敗戦数の球団ワースト記録を53年ぶりに更新した。
10月9日、レギュラーシーズン最終戦として行われた楽天戦（楽天モバイルパーク）では初回に先制こそしたが7回に追いつかれ、そのまま延長12回表を無得点で終了したことにより引き分け以下が確定し、年間勝利数が50勝届かずという結果に終わった。
この年の最終成績では49勝91敗3分となり、シーズン敗戦数など球団ワースト記録を次々と更新する球団史上最悪な低迷となった。また、チーム打率は.212と、パ・リーグ史上最下位の数値であった。
この低迷を受け、渡辺GM兼監督代行、および松井監督の退団が決定し、監督の後任はファーム監督を務めていた西口文也が務めることとなった。また、平石洋介ヘッドコーチら6名のコーチが退任、新任コーチには球団に在籍経験のない鳥越裕介、仁志敏久、大引啓次らを招聘した。オフには打線の強化を図るべく、ボーを除く全ての支配下の外国人選手を自由契約とし（このうちガルシアとは育成再契約）、新外国人としてタイラー・ネビン、オリックスから自由契約となっていたレアンドロ・セデーニョを獲得。ドラフト会議では大学屈指の強打者の渡部聖弥を2位で獲得し、現役ドラフトではロッテから平沢大河を獲得した。また、投手陣は新外国人としてエマニュエル・ラミレス、トレイ・ウィンゲンターを獲得。同年限りで金子侑司、岡田雅利、増田達至が現役を引退。

###### 西口監督時代
2025年
金銭トレードで5月1日に山野辺翔がヤクルト、6月15日に佐藤が中日に移籍。

## チーム成績・記録

1950年以降の順位の変遷。赤い丸は日本シリーズ優勝を示す

- リーグ優勝 23回[注釈 33]

（1954年、1956年 - 1958年、1963年、1982年 - 1983年、1985年 - 1988年、1990年 - 1994年、1997年、1998年、2002年、2004年、2008年、2018年、2019年）
- 日本一 13回

（1956年 - 1958年、1982年、1983年、1986年 - 1988年、1990年 - 1992年、2004年、2008年）
- クライマックスシリーズ優勝 1回

（2008年）
- 前期優勝 1回

（1982年）
- Aクラス 50回

（1951年、1952年、1954年 - 1958年、1960年 - 1963年、1965年 - 1967年、1975年、1982年 - 2006年、2008年、2010年 - 2013年、2017年 - 2020年、2022年）
- Bクラス 25回

（1950年、1953年、1959年、1964年、1968年 - 1974年、1976年 - 1981年、2007年、2009年、2014年 - 2016年、2021年、2023年 - 2024年）
- 最下位 8回

（1970年 - 1972年、1976年 - 1977年、1979年、2021年、2024年）
- 連続Aクラス入り最長記録 25年（1982年 - 2006年）※日本プロ野球記録
- 連続Bクラス最長記録 7年（1968年 - 1974年）
- 最多勝 96勝（1956年）
- 最多敗 91敗（2024年）
- 最多引分 18分（2021年）[注釈 36]
- 最高勝率 .683（1983年）
- 最低勝率 .311（1971年）

### その他の記録
- 最小ゲーム差 0.0ゲーム（2010年）
- 最大ゲーム差 43.5ゲーム（1971年）
- 最多本塁打 219本（1980年）
- 最少本塁打 60本（2024年）
- 最高打率 .281（1986年、1997年）
- 最低打率 .212（2024年）
- 最高防御率 1.87（1956年）
- 最低防御率 4.60（1979年）
- 最多連勝 14（1957年）※2引き分けを挟む
  - 引き分けを挟まない連勝記録は13（2017年）
- 最多連敗 13（2015年）

## 永久欠番

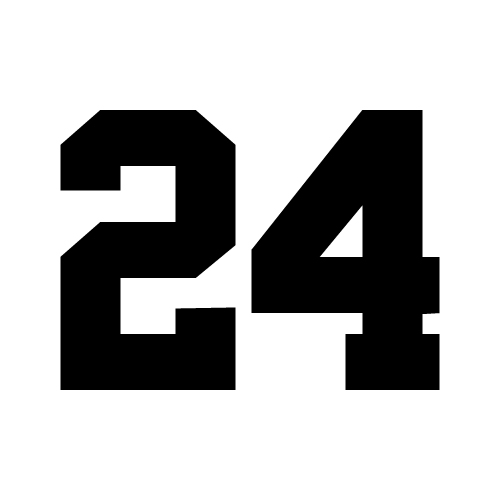
稲尾和久の背番号24

- 24：稲尾和久
引退後も1972年までは稲尾自身が監督として付け、1973年の福岡野球株式会社への売却時に稲尾が背番号を81に変更した事から欠番となった。当時球団は稲尾が永久欠番を辞退したため、「将来有望な選手が入団してきたら24番をプレゼントしたい」としてしばらく欠番とした[155]後、1976年に古賀正明が着用した。その後、秋山幸二、平野謙、小野和義、金村義明などさまざまな選手が着用した[155]が、2012年の生誕75周年を機に永久欠番に指定（同年は永久欠番指定が報じられる前から欠番となっていた。）[156]。

## 沢村栄治賞受賞者
1992年に沢村栄治賞を受賞した石井丈裕より前の時代だと、稲尾和久が投手三冠王を2度達成するなど記録を残しているが、当時、パシフィック・リーグは沢村賞の選考対象外だった為、稲尾は受賞出来なかった。
- 石井丈裕 ：1回（1992年）
- 西口文也 ：1回（1997年）
- 松坂大輔 ：1回（2001年）
- 涌井秀章 ：1回（2009年）

## 三冠王（投手・打者）

### 投手三冠王
ライオンズでの投手三冠王の達成者は1人。また稲尾和久が複数回達成している。2回達成はプロ野球最多タイ記録となっている。
- 稲尾和久 ：2回（1958年、1961年）※最多タイ記録

### 打者三冠王
2024年シーズン終了時点で達成者はいない。

## 最優秀選手受賞者（複数回）

### 投手の複数回受賞者
ライオンズの投手で最優秀選手を複数回受賞しているのは2人。他球団での受賞も含めると工藤公康がライオンズ時代に1回、ホークス時代に1回で複数回受賞を達成している。
- 稲尾和久 ：2回（1957年、1958年）
- 東尾修：2回（1983年、1987年）

### 打者の複数回受賞者
2024年シーズン終了時点で複数回受賞の達成者はいない。

## 歴代本拠地
- 1950年 - 春日原球場、平和台野球場

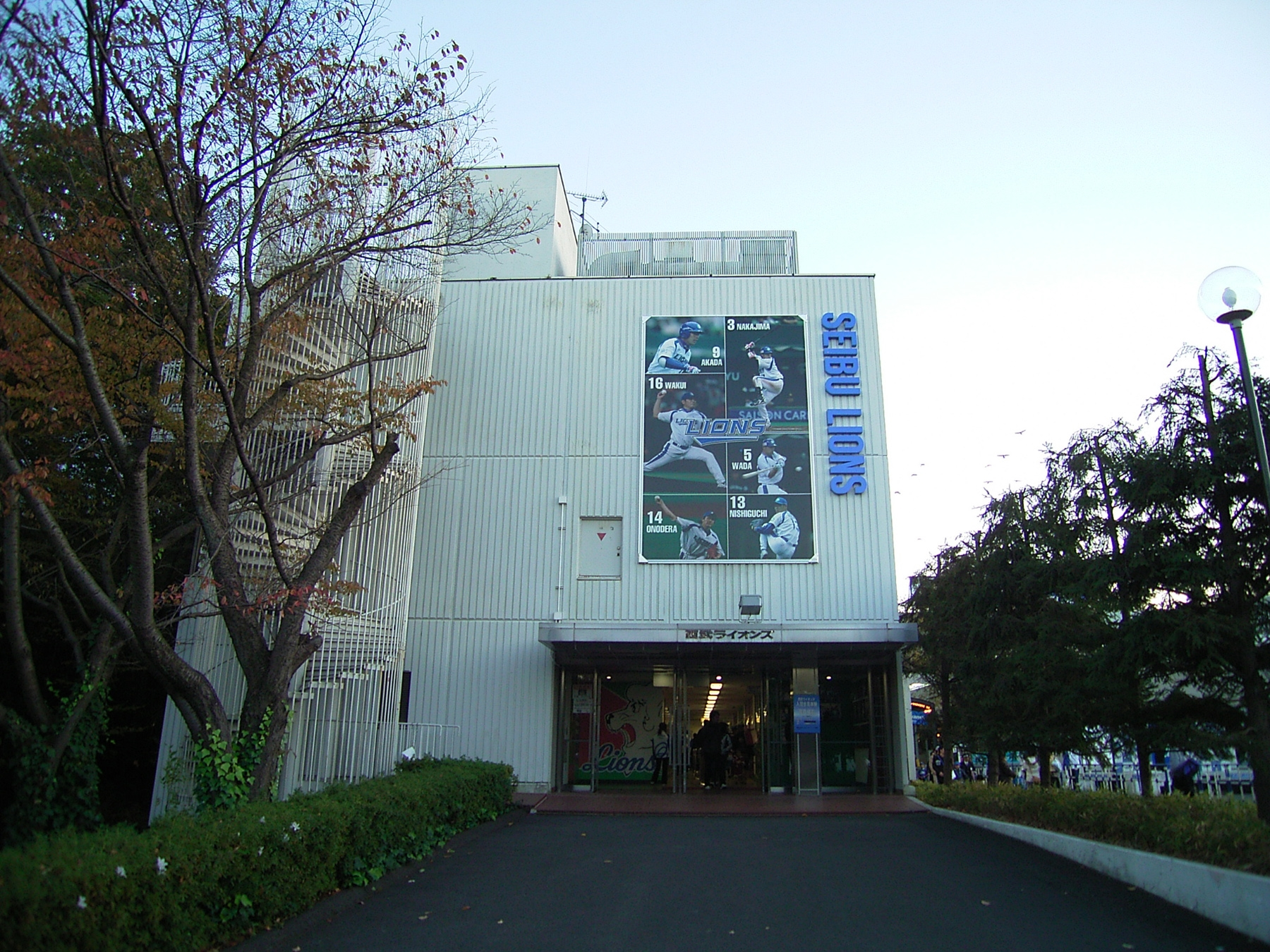
球団事務所（所沢市・2007年撮影）

- 1951年 - 1978年 - 平和台野球場
  - 1952年より正式なフランチャイズ制が敷かれる。なお、1950年は西日本パイレーツの本拠地としても規定されていた。
- 1979年 - 1997年 - 西武ライオンズ球場
- 1998年 - 現在 - 西武ドーム
  - 命名権による名称変更で2005年・2006年は「インボイスSEIBUドーム」、2007年は「グッドウィルドーム」、2015年・2016年は「西武プリンスドーム」、2017年から2021年は「メットライフドーム」、2022年からは「ベルーナドーム」
  - 西武球場の完全ドーム化は1999年。名称は第1期工事（スタンド外周部に屋根を架設する工事）が完成した1998年に「西武ドーム」に変更されており、同年は雨天による中止試合があった。

1950年は西日本が平和台、西鉄は春日原を一応の本拠地と定めるが、県内での試合数は極端に少なかった（西日本7試合、西鉄27試合）。
1965年からは小倉球場（現：北九州市民球場）、1973年からは藤崎台県営野球場を準本拠地として試合を開催し、いずれも1978年まで使用された。
パ・リーグでは地方球場での主催試合開催で観客動員数を高める営業戦略を採るチームが多く、本拠地（西武ライオンズ球場→西武ドーム）での試合開催率が高い西武の方針は異例だった。特に1993年までの15年間では、西武球場で全ての主催試合を行ったのが1982年から1986年と1989年から1993年の計10年間あり、それ以外の5年間も地方球場開催は平和台のみだった。1994年以降は徐々に地方開催を行うようになった。特に2000年から2008年までの間は長野オリンピックスタジアムでの開催が毎年続けられたほか、1996年からは群馬県立敷島公園野球場でも2、3年に1回開催しており、渡辺久信監督在任時期は同監督の出身地ということもあってほぼ毎年開催されていた。なお、2008年からは埼玉県営大宮公園野球場でも毎年主催試合を行っている（参照：埼玉西武ライオンズ主催試合の地方球場一覧）。ただし、球団名に「埼玉」がついてからは埼玉県外での公式戦主催試合は減少傾向である。

## 歴代監督
※太字はリーグ優勝、◎は日本一
|          | 代                 | 氏名     | 就任   | 退任                                                             | 備考                                                     |
| -------- | ------------------ | -------- | ------ | ---------------------------------------------------------------- | -------------------------------------------------------- |
| 西鉄     | 1                  | 宮崎要   | 1950年 | 1950年                                                           | 登録上は1951年 - 1952年も監督 1950年から西鉄クリッパーズ |
| 西鉄     | 2                  | 三原脩◎  | 1951年 | 1959年                                                           | 1951年 - 1952年の登録は総監督 1951年から西鉄ライオンズ   |
| 西鉄     | 3                  | 川崎徳次 | 1960年 | 1961年                                                           |                                                          |
| 西鉄     | 4                  | 中西太   | 1962年 | 1969年                                                           | 選手兼任                                                 |
| 西鉄     | 5                  | 稲尾和久 | 1970年 | 1974年                                                           | 1973年から太平洋クラブライオンズ                         |
| 太平洋   | 5                  | 稲尾和久 | 1970年 | 1974年                                                           | 1973年から太平洋クラブライオンズ                         |
| 6        | 江藤慎一           | 1975年   | 1975年 | 選手兼任                                                         |                                                          |
| -        | レオ・ドローチャー | -        | -      | 就任が発表されたが、病気のため来日することなく契約が解除された。 |                                                          |
| 7        | 鬼頭政一           | 1976年   | 1977年 | 1977年からクラウンライターライオンズ                             |                                                          |
| 7        | 鬼頭政一           | 1976年   | 1977年 | 1977年からクラウンライターライオンズ                             | クラウン                                                 |
| 8        | 根本陸夫           | 1978年   | 1981年 | 1979年から西武ライオンズ                                         |                                                          |
| 8        | 根本陸夫           | 1978年   | 1981年 | 1979年から西武ライオンズ                                         | 西武                                                     |
| 9        | 広岡達朗◎          | 1982年   | 1985年 |                                                                  |                                                          |
| 10       | 森祇晶◎            | 1986年   | 1994年 |                                                                  |                                                          |
| 11       | 東尾修             | 1995年   | 2001年 |                                                                  |                                                          |
| 12       | 伊原春樹（第1期）  | 2002年   | 2003年 |                                                                  |                                                          |
| 13       | 伊東勤◎            | 2004年   | 2007年 |                                                                  |                                                          |
| 埼玉西武 |                    |          |        |                                                                  |                                                          |
| 14       | 渡辺久信◎          | 2008年   | 2013年 | 2008年から埼玉西武ライオンズ                                     |                                                          |
| 15       | 伊原春樹（第2期）  | 2014年   | 2014年 |                                                                  |                                                          |
| 16       | 田邊徳雄           | 2015年   | 2016年 |                                                                  |                                                          |
| 17       | 辻発彦             | 2017年   | 2022年 |                                                                  |                                                          |
| 18       | 松井稼頭央         | 2023年   | 2024年 |                                                                  |                                                          |
| 19       | 西口文也           | 2025年   |        |                                                                  |                                                          |

1. ↑  日付はシーズン途中で就任した場合のみ記載。
2. ↑  日付はシーズン途中で退任した場合のみ記載（休養は含まない）。その他は原則として年度末退任。
3. ↑  登録上は1951年 - 1952年も監督だが、その間は三原脩が総監督を務めた。
4. ↑  1965年4月19日 - 5月10日は病気療養のため深見安博が監督代行。1969年5月23日 - 6月13日と、10月9日以降は鬼頭政一が監督代行。
5. ↑  1997年7月11日 - 13日は須藤豊が監督代行。
6. ↑  2014年6月5日をもって休養し、シーズン終了までは田邊徳雄が監督代行を務めた。
7. ↑  2024年5月26日をもって休養し、シーズン終了までは渡辺久信が監督代行を務めた。

## チームの特徴
- 西鉄時代は三原脩、川崎徳次以外は球団生え抜きだった選手が監督を務めた。太平洋から西武時代は長らく外部監督が続いたが、1995年就任の東尾修以降は、球団生え抜きおよびチーム出身者の監督が続いている。堤義明オーナー退任以降は監督の球団生え抜きおよびチーム出身者重視が非常に強く、完全外部でもプリンスホテル出身者でなければ、監督候補に挙がらないほどである（例：宮本慎也）。また、歴代監督は森祇晶（右投左打）、松井稼頭央（右投両打）以外右投右打であり、左投は1人もいない（近鉄を含めた13球団で唯一）。
- 西鉄クリッパースのニックネームの由来はニックネームを公募したところ、親会社だった西鉄が当時パンアメリカン航空の日本販売代理店だったことから、パンナム機の愛称「クリッパー」から採用されたと言われる[161]。
- 埼玉移転以降、「西武」を名乗っているが、元々は西武グループの意味であり、直接の球団親会社は1978年に旧クラウンライターライオンズを買収した国土計画（後のコクド）、2006年の西武グループの再編時はコクドを吸収したプリンスホテルだったが、2008年から本格化している地域密着の強化を目的として、11月21日のプロ野球オーナー会議において、球団の親会社を所沢市内に移転していた西武鉄道に変更することが承認され[162]、球団の親会社変更が、その間3度となっている。
- 西武になってからの球団シンボルマークは、西武線沿線にゆかりが深い漫画家の手塚治虫の人気漫画『ジャングル大帝』の主人公・レオを採用している[163]。
  - 作者の手塚の談話によると、西武の堤オーナーから直接「引退中のジャングル大帝レオを球団マークとして復帰させてみる気はないですか？」との連絡があり、さらに「子供のレオではなく、大人になってからのレオに衣服（ユニフォーム等）を着用させて使いたい」との意向も示され[注釈 38]、球団マスコットとしてレオが（人型で）登場した。発表後、手塚の周囲では「あれは、レオじゃなくて父親のパンジャじゃないですか。パンジャ球団にでもするのか」などと冷やかされたそうで、マスコットには他に女性キャラのライナがいるがこちらは球団としてのオリジナルキャラクターとなるため、鼻の頭の色や目の大きさなど何度も作りなおした末に仕上げ、思い出深いキャラクターになったという。実際その後、手塚の自室ではさまざまなライナの失敗作を飾っていたとのこと[164]。共に当初は背番号無し（のちにユニフォームのスポンサー・ナイキ→マジェスティック・アスレティックのロゴが入る）。ちなみに、このマスコットは「異競技交流」の一環として2003-2004年シーズンに西武鉄道アイスホッケー部を統合したコクドアイスホッケーチームにも使用された（チームが西武プリンスラビッツとなった2006年からは使用せず）。
  - このレオマークは西武山口線の8500系の前面にも取り付けられたほか（車両愛称もレオライナー）、西武鉄道のプリペイドカードシステムである「レオカード」（共通SFカードシステム「パスネット」加盟後は「SFレオカード」）にも使用された。
- 2015年まではNPB現存11球団で唯一、東北楽天ゴールデンイーグルスに負け越しのない球団だったが、2016年に初めて楽天に負け越した。これにより、年間の対戦成績で一つの球団にのみ負け越しがないという事例はなくなった[91]。
- 球団生え抜き選手での200勝投手は稲尾和久（276勝）、東尾修（251勝）がいたが、長年黄金期を築いた球団では珍しく、2000本安打達成者が2020年までにいなかった。しかしながら2021年に栗山巧[注釈 39]が球団生え抜き選手として初めて達成した[注釈 40]。
- 20世紀末に現存した球団では最後に連続日本一を達成した球団でもある。1990年 - 1992年の3年連続日本一が20世紀では最後の連続日本一となった。
- パ・リーグ全球団で唯一、交流戦優勝を経験していない。
- 2024年シーズン終了時点で日本シリーズ出場はNPB全球団で2番目に多い球団ながらも最後の同シリーズ出場および日本一は2008年であり、パ・リーグ全球団で最も遠ざかっている。なお、年間勝率1位によるリーグ優勝は2018年、2019年にしているが、いずれもクライマックスシリーズで福岡ソフトバンクホークスに敗退されている。
- 2024年シーズン終了時点でFA流出人数がNPB12球団トップの21人となっており、チームも毎年選手のFA流出に頭を悩ませている[165]。

## 球団旗の変遷

### 球団旗（一軍）
福岡時代
- 1950年 - 上が青・下が黄色のセパレート型。上に西鉄の社章。下に青字で「CLIPPERS」。書体は前述の事情でパンアメリカン航空が使用していたものとなる。
- 1951年 - 1972年 - 球団名が西鉄ライオンズへの変更に伴い「CLIPPERS」の部分を「LIONS」に変更。書体はその後数度にわたって変更されている。
- 1973年 - 1976年 - 球団買収により、球団名が太平洋クラブライオンズへの変更に伴い、上が青・下が赤のセパレート型、間に白の細い線。上には太平洋クラブの社章。下には白文字の筆記体で「Lions」。
- 1977年 - 1978年 - メインスポンサーがクラウンガスライターとなり、球団名がクラウンライターライオンズへの変更に伴い、上が赤・下が青のセパレート型と太平洋時代のものとは上下反対に、中心の白線が太くなる。中心の白地に青文字で「CROWN LIGHTER」の文字。上に王冠と「C」を模したクラウンのマークが入った。白文字の筆記体で「Lions」のロゴが大きくなる。

埼玉時代
- 1979年 - 西武グループが買収し、球団名が西武ライオンズへの変更に伴い、ライオンズブルー(水色)が地色。中央に手塚治虫デザインの「レオマーク」。上に白文字で「SEIBU」、下に白文字の筆記体で「Lions」。総合デザインはユニフォームを含めて細谷巖が担当。
  - 1979年 - 2024年までは「SEIBU」の文字が小さく、「Lions」のロゴは下辺に平行となるデザインであった。
  - 2025年より、球団エンブレムやグッズ等に使用されていた「SEIBU」の文字が大きく、「Lions」のロゴがレオマークと組み合わせる形で右上がりとなるスタイルに変更された。

### 球団旗（二軍）
- 2005年 - 2006年 - 二軍の球団名がインボイスに変更され、白地にインボイスのマーク。
- 2007年 - 二軍の球団名がグッドウィルに変更され、白地にグッドウィルのマーク。

## ユニフォームの変遷

### ユニフォーム（一軍）

#### 福岡時代

##### 西鉄時代

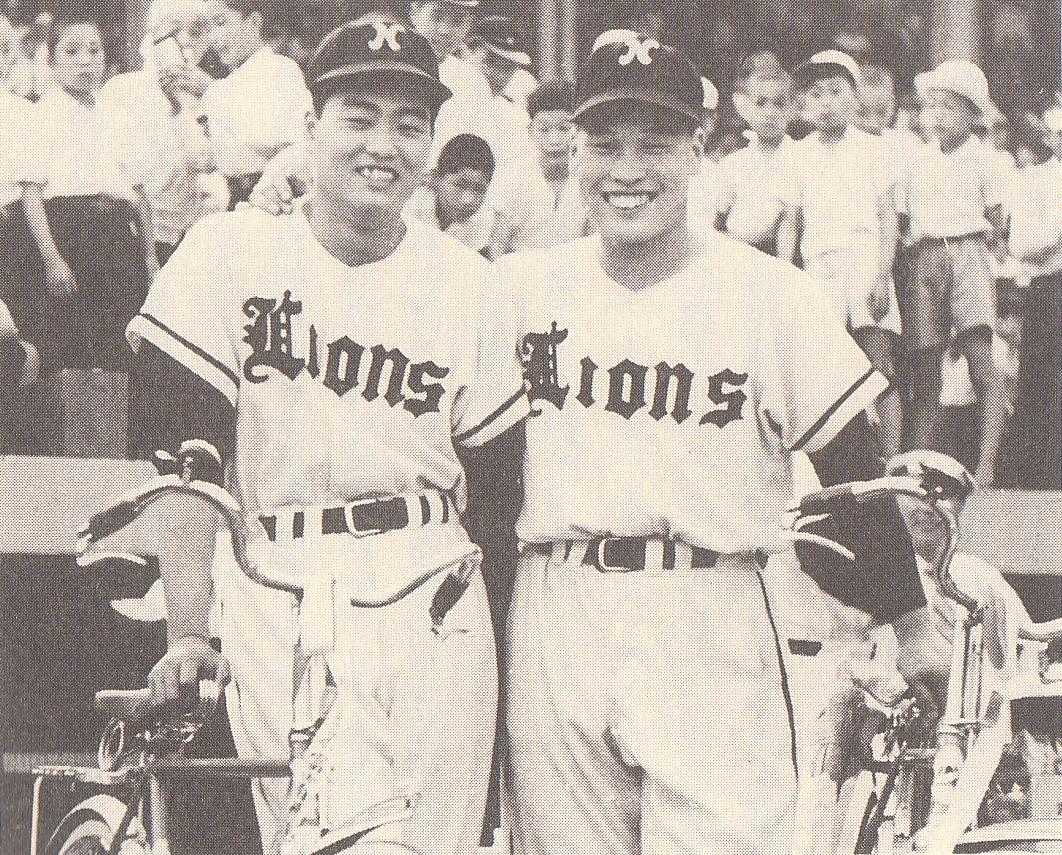
西鉄ライオンズのユニフォームを着た西村貞朗・中西太（1954年）

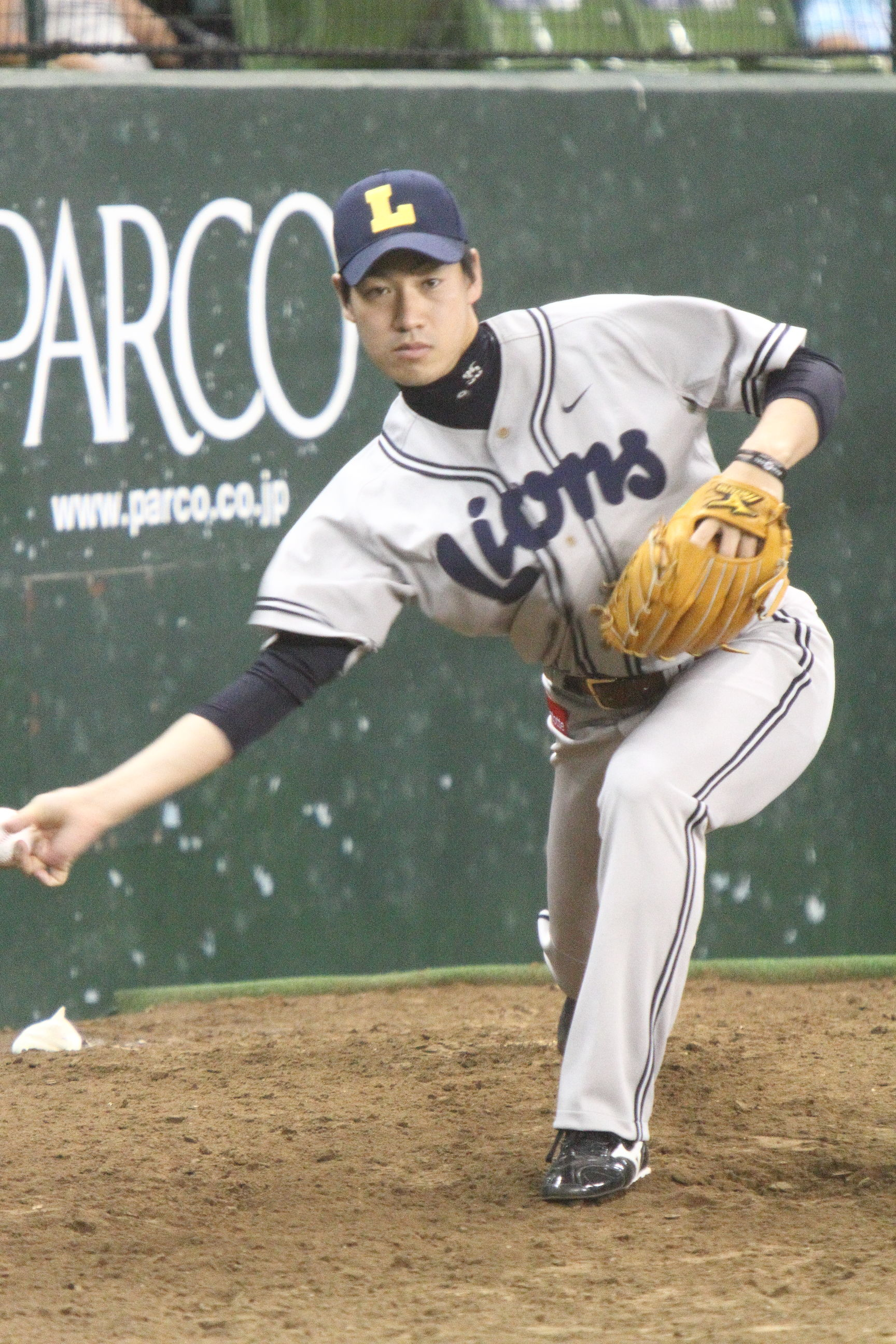
西鉄ライオンズ誕生当時の復刻ユニフォームを着た牧田和久（2011年）

- 1950年 -1951年 - 紺に黄色の縁取りで「CLIPPERS」。グレーの縦縞に「FUKUOKA」のマークもある。西鉄ライオンズになってからロゴが「Lions」に変わった以外、変更点はない。1950年は帽子のマークは黄色の「N」と紺の「C」の組み合わせで、翌1951年はペットネーム変更により「L」となった。
- 1951年 - 1952年 - 濃紺で「LIONS」と書かれたロゴが登場。黄金期の象徴だった「NISITETU」マークが初登場。しかし、ストッキングの評判が悪くビジター用は1年で廃止。
  - 1952年当時のユニフォームは、その後もしばらく二軍・練習用に使用された。
- 1952年 - 1954年 - ブルーグレーの縦縞を採用したユニフォームとなる。同時に、西鉄晩年まで使われていた「Lions」のブラックレター（飾り文字）が登場。
- 1954年 - 1961年 - 黒色の帽子・ライン・レターを基調とした、後の西鉄黄金期を象徴するデザインが登場。また、胸ロゴ「Lions」はiの黒点が取れるなどのマイナーチェンジ、帽子マークは従来のNマークからNとLを重ねたマークに変更された（以来、NLマークは1960年から1961年を除き、西鉄売却まで使用）。このユニフォームは日本シリーズから使用された。1958年シーズン途中からビジター用胸マークが「FUKUOKA」となった。1960年には袖番号が装着され、帽子マークはLの飾り文字になった。
- 1962年 - 1965年 - ホーム用のラインをWラインに変更。また、袖番号に変わり、球団史上初の胸番号を採用。また、ビジター用は、ラインが少し太くなった。
- 1966年 - 1968年 - ユニフォームにオレンジ色を採用（帽子マーク、ライン・レターの縁取り）。左袖にはエジプト壁画風のライオンマークが登場。球団史上初の背ネームを採用。
  - 1968年途中にはビジター用のロゴが親会社の「NISHITETSU」となり、左袖には立ち姿のライオン（西鉄グランドホテルのマークと同デザイン）を入れた紋章風ワッペンを装着。
  - 1969年には背ネームが除外。番号がゴシック体風書体となる（公式戦使用終了後は練習用として使われ、西鉄最終年のみ在籍していた榎本喜八がビジター用を着ている写真が残っている[166]）。
  - 1970年には左袖に足を1本突き出すライオンのイラストワッペンを装着。ビジター用がブルーグレーに変更、また、ビジター用の胸のロゴが1951年から1958年途中まで使用されていた「NISITETSU」マークに変更される。
- 1971年 - 1972年 - パンツと袖口がWラインとなり、ワッペンのライオンが2本足に変更される。これが西鉄最後のユニフォームとなった（なお、太平洋クラブライオンズ初年度の1973年春季キャンプ、オープン戦までは引き続き西鉄のユニフォームを着用していた）。

##### 太平洋時代

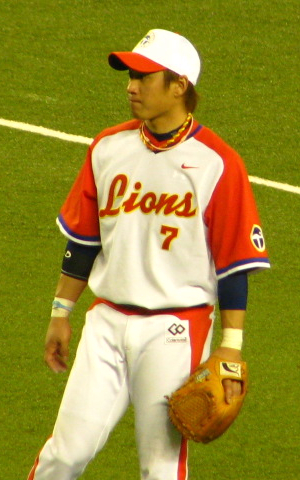
太平洋時代の復刻ユニフォームを着る片岡易之（2010年）

- 1973年 - 1975年 - メインスポンサーが太平洋クラブとなり、ホーム用は帽子・上着（球団初のプルオーバー）・パンツ（球団初のベルトレス）に白を基調としたデザインとし、ビジター用には日本初の原色カラーのユニフォーム（上下ツートンカラーとしても日本初〈上は赤、下は白をそれぞれ基調としたデザイン〉）が登場。同時期に袖が赤いホーム用、ビジター用の上着がブルーというデザインも存在した[167]。ホーム用は胸番号の上に「Lions」、ビジター用は胸番号の上に「TAIHEIYO CLUB」。帽子は、ホーム用が白地につばは青、ビジター用は青地に赤のつばと赤地に青のつばの2種類。帽子マーク・左袖に、太平洋クラブのシンボルマーク（社章）[168]。
- 1976年 - 前期のものは最初で最後のアメリカンフットボール風ユニフォーム。ベースカラーはワインレッドで、近鉄同様にラグランスリーブスタイルを採用し左袖には「FUKUOKA」、右袖にはライオンのイラストワッペンが付く。帽子はワインレッドに青の鍔でマークは「T」と「L」の組み合わせ文字。袖・ベルト・パンツのラインは青地に白2本のストライプ。ユニフォーム前面にアメフトのユニフォームよろしく大きく番号が入った[注釈 41]。しかし、「身売りへの準備」と勘ぐられるなどの悪評から後期は「Lions」のロゴが、ビジター用は「TAIHEIYO CLUB」のロゴがそれぞれ復活（胸番号なし）。いずれも背番号の上には選手名が入った。
  - 二軍は1975年までのユニフォームを継続使用したが、帽子のみ青地に赤のつばの物のマークを、社章から黄色の「T」と「L」の組み合わせ文字に変えていた。

##### クラウン時代
- 1977年 - 1978年 - メインスポンサーがクラウンガスライターとなり、帽子も赤地に前部が白となって「C」と「L」の組み合わせ文字に変更。ユニフォームも白地に赤文字をベースとしたユニフォームにモデルチェンジ。ビジター用はライトグレー地に赤文字となり「CROWN LIGHTER」の二段文字となる。ホーム用のみ、王冠と「C」を模したクラウンのマークが胸番号の代わりに入った（マークを使用しないビジター用にも胸番号はない）。なお右袖には引き続き太平洋クラブのマーク（若干の援助を受けていたため）、左袖は帽子をクラウン仕様に変更したライオンのイラストワッペンが付く。これが福岡時代に着用した最後のユニフォームとなった。

#### 埼玉時代
- 1979年 - 2003年 - 球団名が「西武ライオンズ」となり細谷巖によるデザインに一新。西武黄金期を築いたユニフォームで、途中マイナーチェンジはあったが、基本デザインは2003年まで使用された。
  - 帽子、アンダーシャツ、ストッキングがチームカラーのライトブルーとなり、袖、首、パンツに“太陽”と“草原”のイメージにより考案された赤、緑のラインが入る。
  - 帽子は緑の楕円の中に手塚治虫デザインのレオマークがつき、下に白文字でLionsのロゴが刺繍される。ヘルメットは、これらのマークが直接プリントされ、さらに右側（左打者用は左側）にSEIBUのロゴが入る[注釈 42]。
  - 背番号、胸番号の書体がゴシック体になり、パンツは腰ラインの入っていないベルトレスタイプになる。
    - ただし背番号「1」の書体については、秋山幸二のみ本人の希望で「_（セリフ）」の付いた書体が使用された[注釈 43]。

  - スパイクはつま先、踵および紐通し部分が濃紺、それ以外は白でつま先側から青、緑、赤、のラインが各メーカーのデザインに沿った形で入る。紐は青[注釈 44]。
    - ホーム用は、上下白で、胸ロゴ、胸番号、背番号はライトブルー。左袖にライトブルーの文字で西武百貨店のマークが入る。
    - ビジター用は、上下ライトブルーで、胸ロゴ、胸番号、背番号は白。左袖には白文字でLionsのロゴが入った（1995年まで使用されたが、イースタンでは1996年まで使用された）。
      - 1980年より、ベルト式になり、腰を一周する形のベルト通しに、ホーム、ビジター共地色と同色のベルトになる。ただし、山崎裕之は1980年以降もベルトレスタイプを使用し続けた[170]。
        - 1981年に入団した石毛宏典は、全身ブルーのビジター用をパジャマみたいで格好悪いと思ったが、チームが勝ち続ける中愛着も沸き、他チームの選手からは「ビジター用の方が強そうに見える」という感想を聞いている[171] というエピソードが存在する。

      - 1990年より、ユニフォームのボタンが、乳白色半透明から地色と同色のボタン（製造メーカーデサントのロゴが入る）になる。
      - 2001年より、ホーム用がデサント社から、ナイキ社の製造になり、左胸にナイキのスウッシュマークが入る（日本プロ野球で初めてユニフォームにブランドマークが入る）[注釈 45]。
      - 2002年より、ホーム用がカッティング・デザインを駆使したものになる。胸のLionsのロゴが太くなって大きさが縮小され、パンツのベルトループがスタンダードなものになり、青色のベルトになる。
- 1996年からのビジター用は、上着がライトブルーに白のラケットラインが入り、胸番号、背番号、胸ロゴに白の縁取りが入り、書体が高校野球型に、パンツが白になり、ライトブルーのラインが入る。また袖、首の赤、緑ラインが消える。同時にスパイクの色が白地にライトブルー（端部に緑と赤が付く）ラインになる。なお、このビジター用ユニフォームは4つのデザインの中からファン投票によって選ばれたものであった[172]。
- 2002年からのビジター用は、ホーム用と同じくナイキの製造になり、大幅にモデルチェンジされ、ビジター用の上着の正面がグレー、脇・背中がライトブルーになり、パンツがグレーになる。胸のネームと番号は、発表時は白だったが、公式戦時にブルーへ変更された。また、当初は札幌、長野での主催ゲーム用という位置づけで[注釈 46]サード・ユニフォームも登場した。ホーム用をアレンジしたもので、ネームと番号の縁取りが黒。番号のロゴは、ビジターと同じものを採用。ビジター用とサード用の帽子からは、緑の楕円がはずされた（ヘルメットは、ホーム用と同じ）。なお、3種類とも右袖にプライド・ロゴ（赤・緑の2色のホームベース型にLionsのロゴと日本一の回数の8個の星をあしらったもの）が入る。
- 2004年 - 2008年 - 伊東勤監督就任を機に25年ぶりにホームのユニフォームを変更。3月15日、開幕まで約2週間のタイミングでの発表となった[173]。赤、緑のラインが消え、Lionsのロゴが大文字のLIONSにアンダーラインの付いたもの[注釈 47] となる。また、帽子の正面からLionsのロゴが消え、横にLIONSのロゴが入る。ビジター用の帽子もホーム用兼用となり、サード・ユニフォームは、廃止された。プライド・ロゴは、ビジター用のみとなる。
  - 2005年よりプライド・ロゴの星の数が9個となる（前年度日本一になったため）。
  - 2008年は埼玉移転30周年記念ロゴが右胸に入る。
- 2009年 - 2014年 - チームカラーがそれまでのライトブルーから「レジェンド・ブルー」と称する紺色に変更。また、「Lions」のロゴも一新される[注釈 48]ことが2009年1月1日、公式ホームページにて発表された。それに伴ってユニフォームのデザインも一新。基本デザインは西鉄ライオンズ時代のユニフォームデザインを踏襲しており、ホーム用は白地に紺の前掛けライン。左胸に「L」のイニシャルが付く。ビジター用はライトグレー地に紺の前掛けライン。胸に「Lions」の新ロゴと胸番号。ホーム用・ビジター用ともに、左袖には獅子がボールをわし掴みにするデザインの新球団ペットマークが、右袖にはLionsとほぼ同じ書体で「saitama seibu」の赤い文字が入る。また、帽子・ヘルメットもレオマークから紺地に白で「L」の一文字に変更。
- スパイクは黒地に白のラインとなる。
  - ただし、キャップを除きこのユニフォームの使用は開幕戦からで、初年の春季キャンプ・オープン戦時は、上が新デザインを踏まえた紺のオリジナル仕様練習着、パンツおよびヘルメットは前年までのライトブルーの時代のものを使用。
  - 2012年より県営大宮球場での試合に「大宮リミテッドキャップ」を着用。キャップは、通常の帽子デザインをさいたま市大宮区の色・オレンジを使ってアレンジしたもの。空気坑・頭頂部のボタン・つばの端をオレンジ色に。ユニフォームは変更なしで、2013年の1試合のみ3rdユニフォームの併用。
  - 2013年より新たに「Saitama」ユニフォームを3rdユニフォームとして使用することとなった。レジェンド・ブルーをベースとし、脇からわき腹にかけて白。襟から胸へ流れるラケットラインと袖口のラインは、埼玉県のカラーを意識した赤色を使用。胸に白で「Saitama」の文字と胸番号、左袖にペットマーク、右袖に埼玉県章が入っている。ユニフォームに県章を用いるのは日本プロ野球では初のこととなる[174]。なお、翌2014年も継続して使用[175]。
- 2015年 ホーム用の胸ロゴが前ビジター用の「Lions」ワードマークのみに変更された。胸番号はなし。右袖のエンブレムは左袖のペットマークと組み合わせる形で移動し、これを「プライマリーマーク」と命名。右袖には西鉄時代を含む日本一の数「13」を☆に散りばめた西鉄ブラック・先代ライオンズブルー・レジェンドブルーの3色のフラッグエンブレムに「i believe lions.」のスローガンが下部に入る「コンセプトマーク」が新たに入った。選手名・背番号ロゴは「ライオンズの力強さ」をイメージした新タイプに変更。ビジター用は前年までの3rdユニフォームに変更。これも選手名・背番号ロゴはホーム用と同じである。新たな3rdユニフォームは制定せず。
- 2016年よりユニホームがナイキ社製からマジェスティック社製になる[176]。基本的なデザインは、ホーム・ビジターともに2015年シーズンのものと同じであるが、右胸のナイキのロゴがマジェスティックのロゴとなる他、選手名・背番号の字体がヒューストン・アストロズ（2013年にアメリカン・リーグへ移動した直後の）仕様に変更される。
  - 2016年よりパンツ部分に広告が入り、そごう・西武のプライベートブランド「リミテッド エディション」の広告が入る[177]。
  - 2017年シーズンよりロゴが昇華プリント方式に変更された。
  - 2018年より群馬県甘楽町に本社を置く食品会社「ヨコオデイリーフーズ」とキャップスポンサー契約を締結し、同社が運営する「こんにゃくパーク」のロゴが入ったキャップを着用する。キャップへの広告掲出は球団初の取り組みとなる[178]。また、ユニフォームの左袖には埼玉移転40周年ロゴが入れられた。
  - 2019年、6年ぶりにサードユニフォームが導入。「球団創立70年を迎え、伝統と栄光、そして悲願のリーグ制覇が融合した時代（カラー）を身に纏い、新たなる戦いへと挑むユニフォーム」として、身頃はレジェンドブルーを基調に、両肩には西鉄ライオンズのブラック（右側）と西武ライオンズのブルー（左側）がグラデーションで入れられている。胸ロゴは「Seibu」の右上に小さく「Saitama」と入れられたものが白文字で入れられた。キャップとヘルメットもブラック、ブルー、レジェンドブルーの三色を取り入れたほか、ツバの右側には西鉄時代を含む日本一の回数を示す13個の星が入れられた（通常のホーム・ビジター用ヘルメットとは異なり、つや消し加工はされていない）。また、新たに『ビクトリーエンブレム「WE ARE ONE」』が導入され、2019シーズンのホームユニフォーム及びサードユニフォームの右袖に刻み込まれることになった[179]。
  - 2021年、ビジター用が再び前年までのサードユニフォームに変更。新たなサードユニフォームは制定せず。
- 2023年、右胸のロゴがマジェスティックから親会社のファナティクス・ジャパンに変更、キャップ右側にもつけられた。同時にホームユニフォームをマイナーチェンジ。ユニフォームの中心に「Legend Line」と名付けられた西鉄ブラック・先代ライオンズブルー・レジェンドブルーがグラデーションで描かれた一本線。袖とパンツには「Legend Circle」と名付けられた先代ライオンズブルーとレジェンドブルーが入った二本線。キャップとヘルメット側面、右袖には15年ぶりにレオマークが復活（キャップとヘルメットはシルエット）。またキャップつばのふちの色が先代ライオンズブルーとなり、背番号、胸番号（ビジターのみ）およびネームも変更となった[180]。

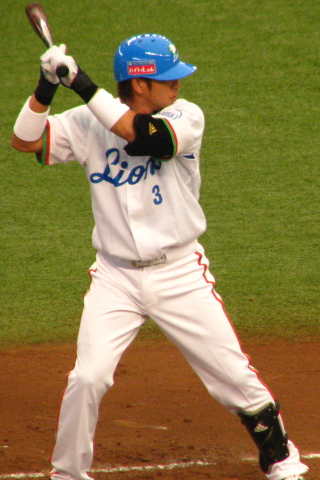
1979年～2003年のホームユニフォーム（復刻版）
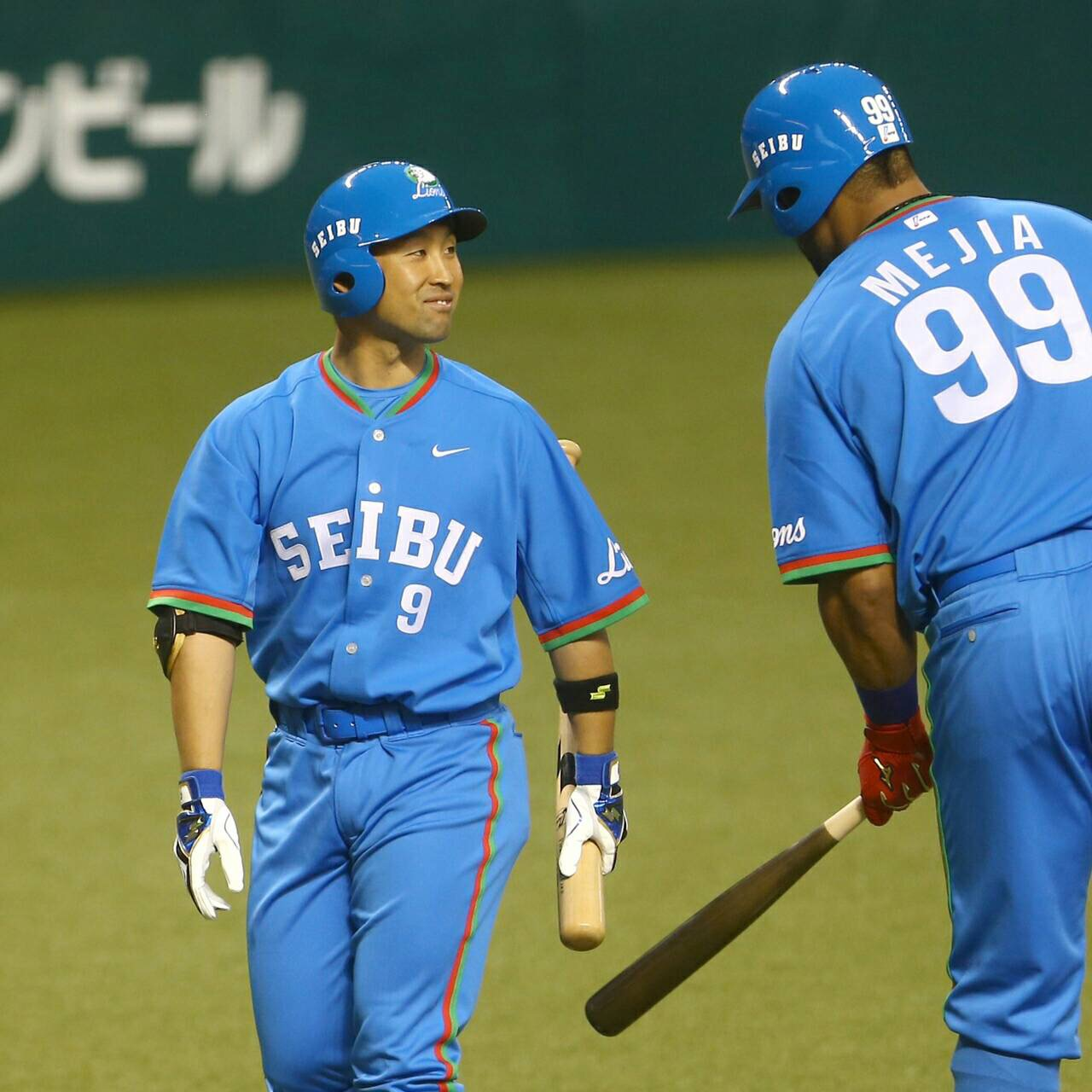
1979年～1995年のビジターユニフォーム（復刻版）
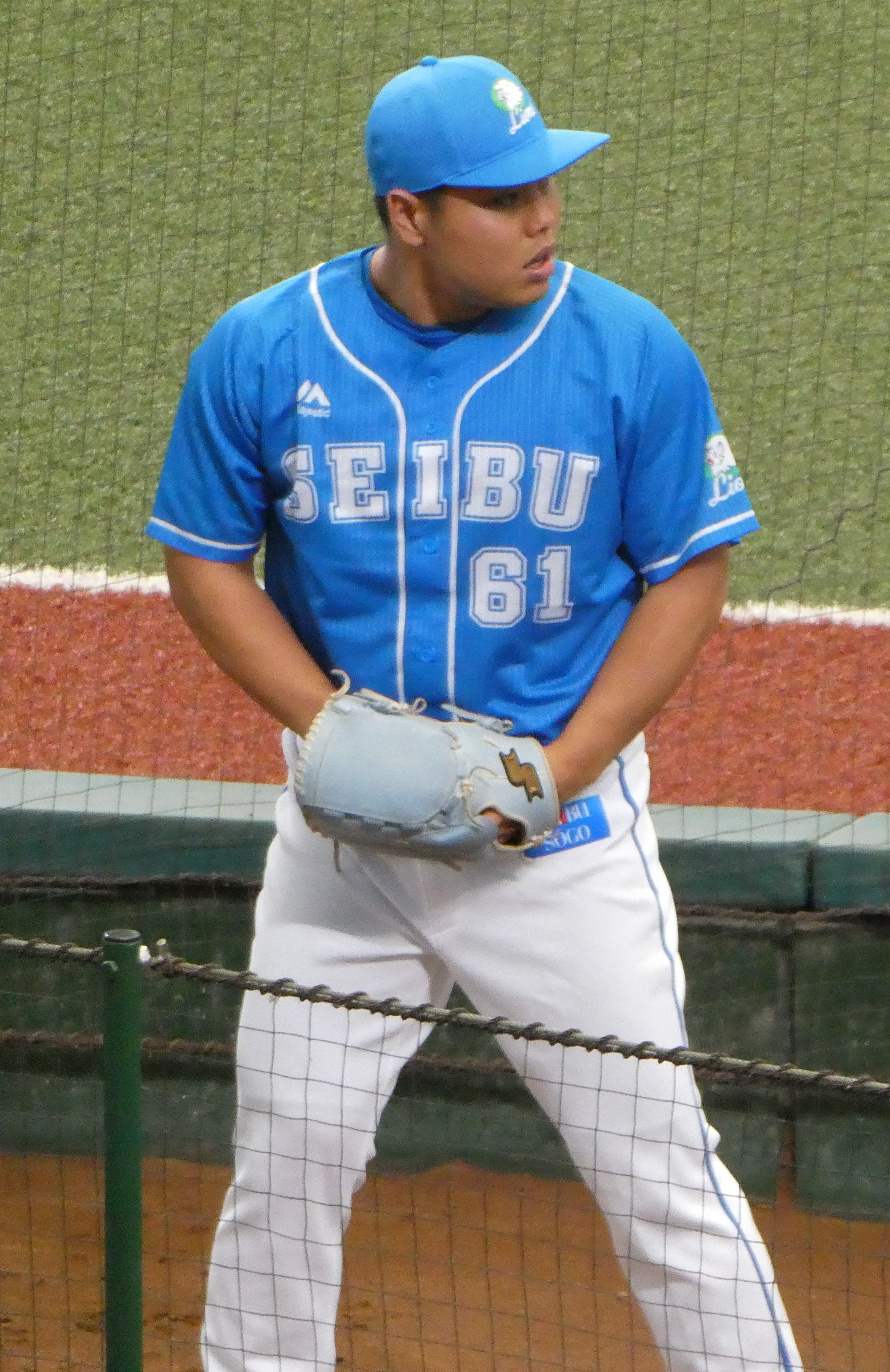
1996年～2001年のビジターユニフォーム（復刻版）
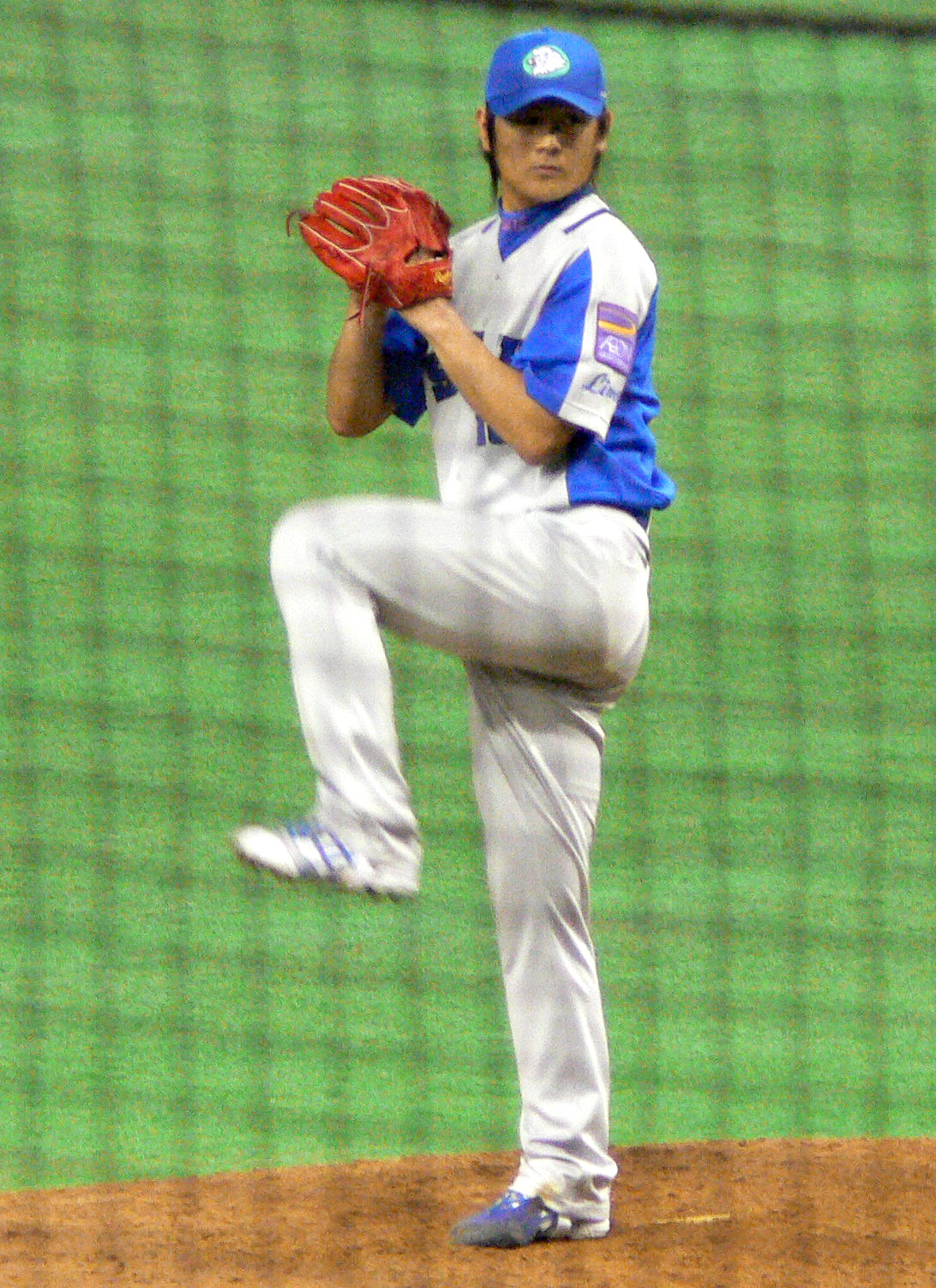
2002年～2008年のビジターユニフォーム
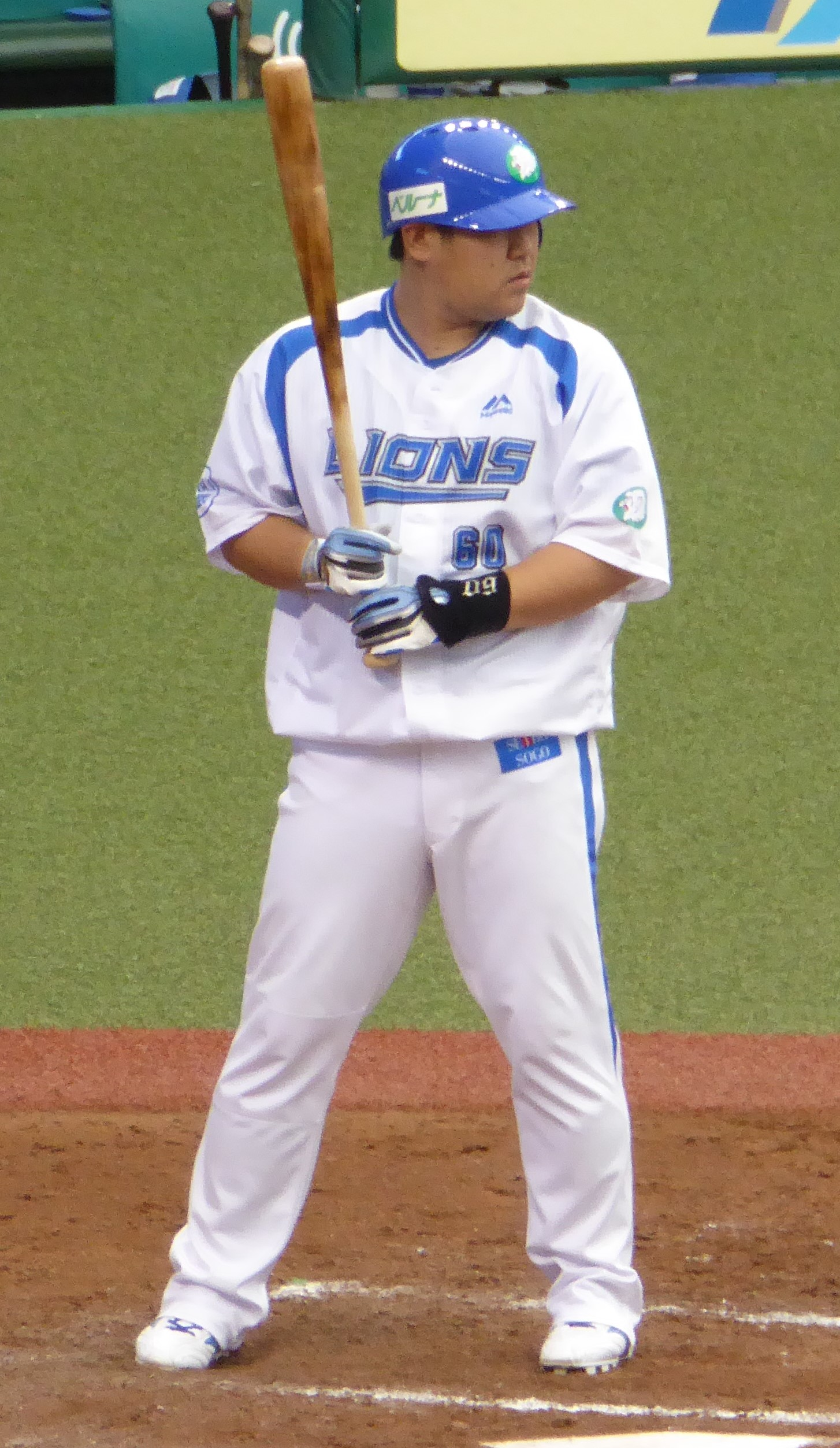
2004年～2008年のホームユニフォーム（復刻版）
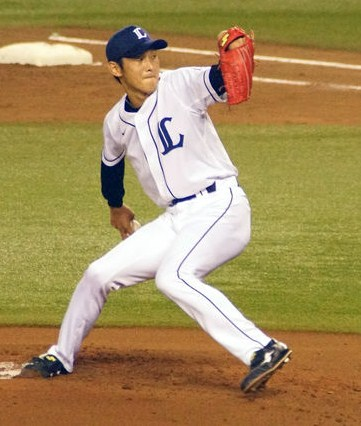
2009年～2014年のホームユニフォーム
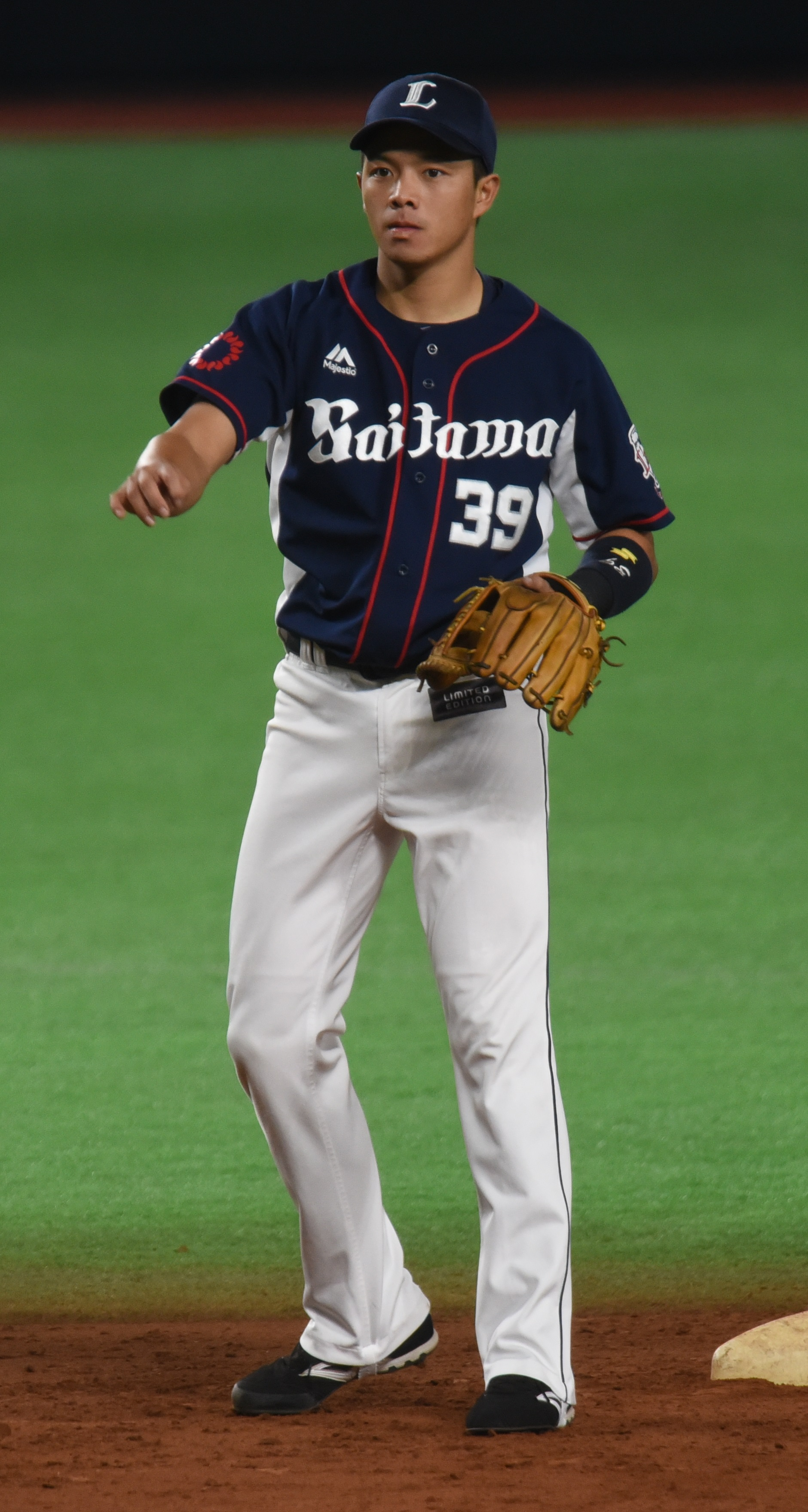
2015年～2020年のビジターユニフォーム（2013年～2014年のサードユニフォーム）
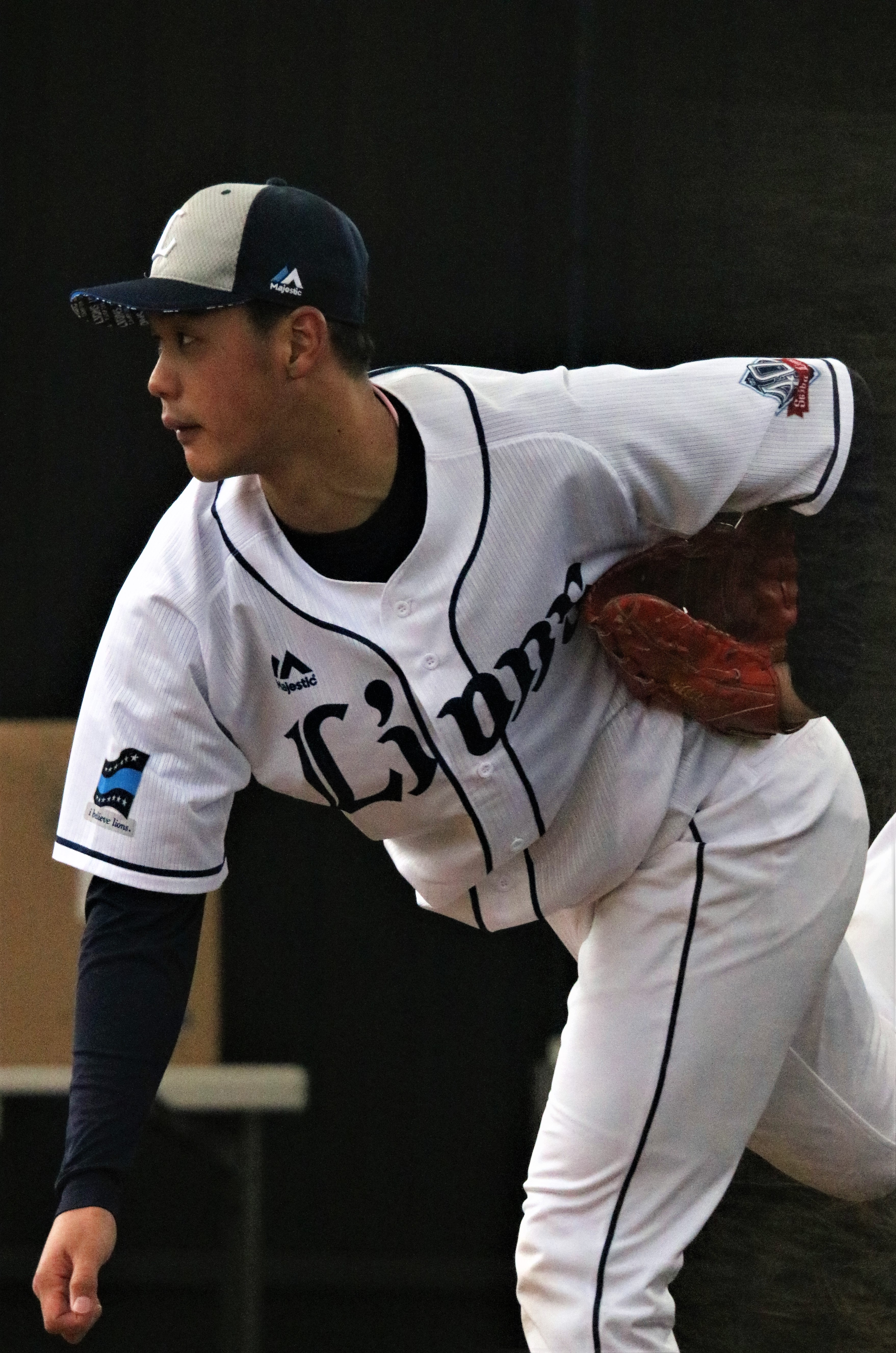
2015年～2022年のホームユニフォーム
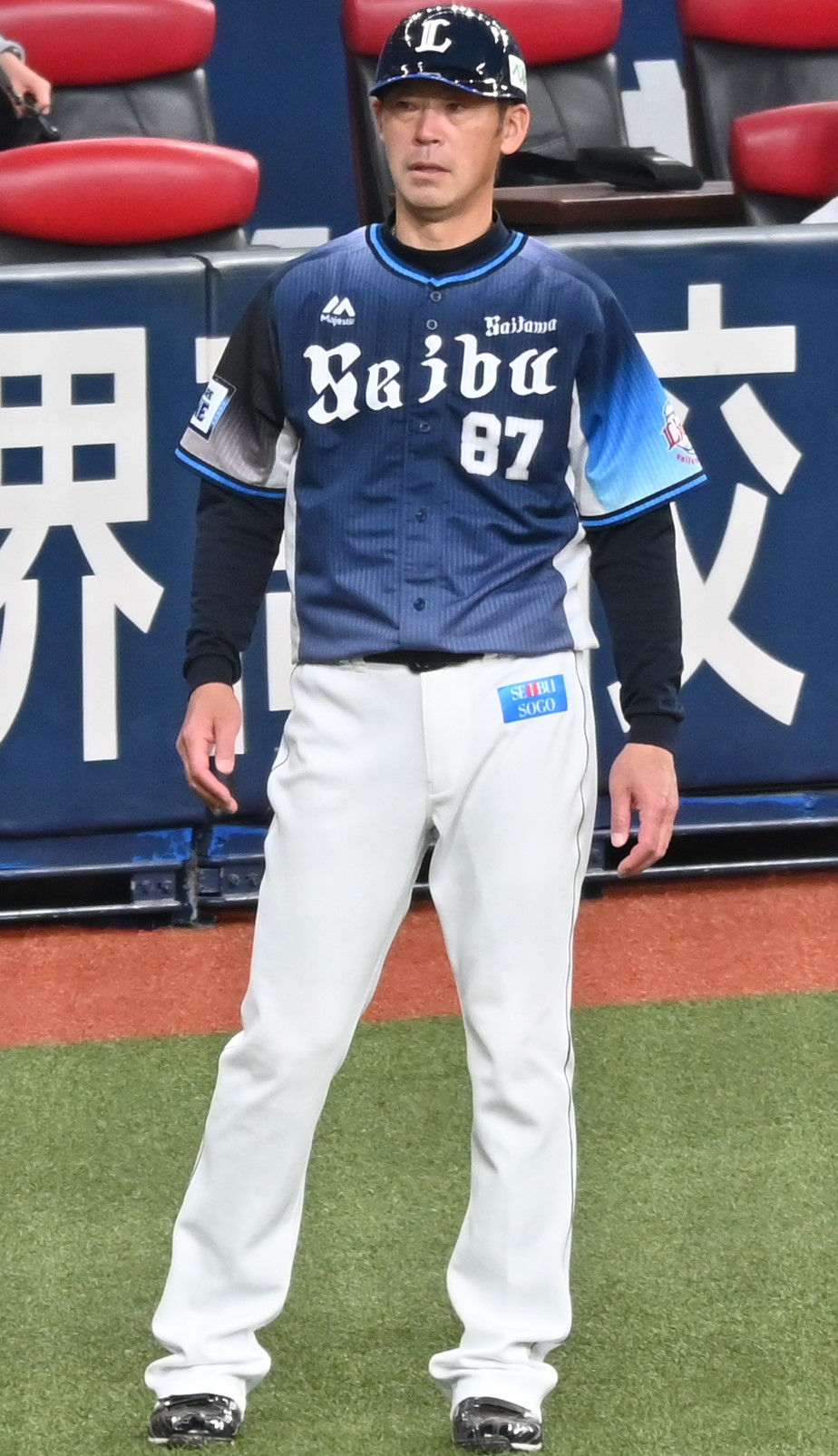
2021年～現在のビジターユニフォーム（2019年～2020年のサードユニフォーム）
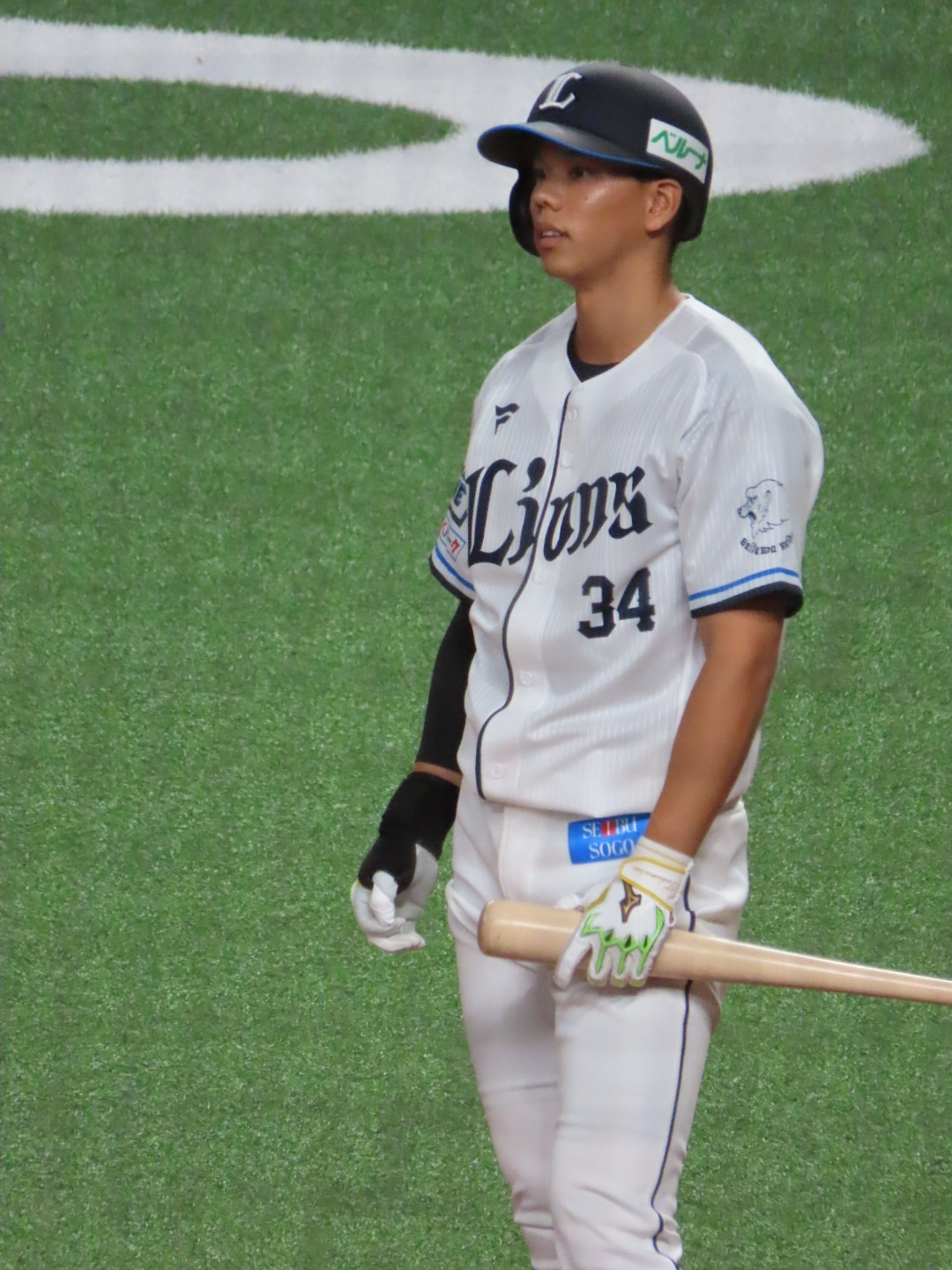
2023年～現在のホームユニフォーム

### ユニフォーム（二軍）
- 1976年 - 基本的に前年と同じものを使用。帽子は同年の一軍と同じくTLマークを入れたものを使用。
- 2005年 - 2006年 - 二軍の球団名がインボイスに変更され、帽子のマーク・ホーム用の西武百貨店マークがインボイス社の社章に変更。ロゴも「INVOICE」となる（書体は従来と同じ）。
- 2007年 - 二軍の球団名がグッドウィルに変更。胸のロゴが「GoodWill」となり、ホーム用は、一軍ビジター用のグレー部分と背中を白にしたもの（背番号のロゴは一軍ホーム用と同じ）が使用され、ビジター用は、一軍のものから首のラインをはずしたものがそれぞれ使用された。帽子マークはグッドウィルの社章に変更。

### 期間限定ユニフォーム
- 2007年に夏季特別企画として、7月10日から8月30日の主催ホームゲームで特別ユニフォームと1979年から1996年まで使用されていたビジターユニフォーム（いわゆるライオンズブルー）の復刻版を使用。特別ユニフォームはフロント・わきの下の部分が水色、背中と肩の部分が白。胸ロゴの「LIONS」と背番号・胸番号は赤縁に白。背中にライオンの牙をモチーフにした赤い模様が入ったもの。
- 2008年に交流戦限定ユニフォームを着用。肩から袖にかけての部分と脇からわき腹にかけての部分が白、それ以外の部分がライオンズブルー。右胸に所沢移転30周年記念ロゴのワッペン、肩の上には黒縁に白の☆、背番号の下に2008年のスローガン「No Limit!」をあしらったもの。
- 2008年より「ライオンズ・クラシック」が開始され、期間中は復刻版のユニフォームを着用している。詳細は、ライオンズ・クラシックを参照。
- 2012年、球団の親会社である西武鉄道の設立100周年を記念し、全国の小中学生からユニホームのデザイン案を募集[181]。採用案がデザインされたユニホームを、8月11日・12日の日本ハム戦と同月17日 - 19日の楽天戦で着用した[181]。その後、ファンから「もう一度、100周年記念ユニフォームで戦って欲しい」という要望が多かったため、9月25日 - 27日の楽天戦でも着用した[182]。
  - 採用案のタイトルは「4000系とスマイルトレインユニフォーム」[181]。西武鉄道が保有する鉄道車両である4000系電車ならびに30000系電車「スマイルトレイン」の車体塗装をモチーフとし、スマイルトレインの帯色であるブルーとグリーンのグラデーションをベースに胸部分には「SEIBU」ロゴ（2003年までのビジター用のものと同一）をあしらい、首・袖周りには4000系電車の帯色である青・赤・緑3色のライオンズカラーが入る[181]。原案においては右袖に西武鉄道のコーポレートロゴがあしらわれていたが、同部分についてはリーグ規定により通常ユニフォームと同様「saitama seibu」ロゴが貼付される[181]。
  - 8月11日についてはライト外野自由以外のすべての入場者に対してレプリカユニフォームのプレゼントが行われた[183]。
- 2013年、パリーグ6球団共同企画「レジェンド・シリーズ2013」において、1980から1990年代にかけてライオンズ黄金期にホーム用として使用したユニフォームの復刻版を着用。ただし、復刻ユニフォーム左胸には、ナイキのマークが付く。
- 2014年、西武鉄道100年アニバーサリー企画の一環として、手塚プロダクションデザインの「ジャングル大帝ユニフォーム」を着用。球団旗やマスコットなどをデザインした漫画家の手塚治虫の代表作でもある『ジャングル大帝』をモチーフに、球団マスコットのレオが描かれている。ネイビーをベースに球団マスコットのレオが胴部と右肩にあしらわれており、右肩と背中に地平を駆けるレオ、左胸の下にはたけだけしくほえるレオがデザインされた[184]。チーム及び背番号ロゴは独自にデザインされたものとなり、選手ネームは入らない背番号のみのスタイルとなった。
- 2015年、西武鉄道100年アニバーサリー企画の一環として、西武鉄道の車両カラーとして長く親しまれている西武イエローをメインカラーとして、西武が現在所有する2000系電車（いわゆる「黄色い電車」）をモチーフにしたユニフォームを着用。シャツや帽子のロゴ等に黄色を配した。チームロゴ・背番号などは2002年から2008年のビジター用と同一のもので、色は濃紺に白色の縁取りとなる。ちなみに、黄色のユニホームは球団史上初であった[185]。
- 2016年、西武鉄道100年アニバーサリー企画の終了に伴い、新たに「ライオンズ フェスティバルズ 2016」の開催を発表。それに伴い7月18日‐8月21日の公式戦28試合（ビジターゲーム含む）とイースタン・リーグ12試合（ホームゲームのみ）において、西武プリンスドーム周辺の木々や多摩湖・狭山湖の湖面といった大自然を表現した『エメラルドユニフォーム』を着用する。テンプレートはラケットラインがない以外はホームユニフォームとほぼ同様。この企画では西武鉄道がキャップスポンサーとなり、選手が着用するキャップには西武鉄道のコーポレートメッセージ「あれも、これも、かなう。西武鉄道」が入ったロゴが掲げられる[186]。なお、開催期間中のチーム成績が好調だったことから、9月17日‐19日の3連戦において再び使用された[187]。
- 2017年、前年に引き続き「ライオンズ フェスティバルズ 2017」を開催。それに伴い7月21日‐8月17日の公式戦24試合（ビジターゲーム含む）にて、球団歌「地平を駈ける獅子を見た」の歌詞の一節である「空青く、風白く、地は緑、炎の色の獅子を見た」に由来する赤色の“炎獅子【えんじし】”ユニフォームを着用する[188]。このユニフォームを着用してから、球団が西武になってからは初めてで、西鉄時代の1958年以来となる13連勝を記録した[189]。結果は20勝4敗、勝率.833と好成績を残した[190]。
  - 対東北楽天ゴールデンイーグルス戦では、楽天側がビジターユニフォームだと見分けがつかないため、楽天がホームユニフォームを着用する。
  - 上述したとおり、好成績を残したことから8月27日、9月13日～9月21日の公式戦8試合での炎獅子ユニフォーム再着用が発表された。
  - 10月8日、4年ぶりに進出したクライマックスシリーズ（CS）に向けて、選手や監督からの要望により、CSファーストステージとファイナルステージ（進出の場合）で再々着用することが発表された（レギュラーシーズンと異なりファーストステージの対戦相手となる楽天はビジターユニフォームを着用するため同系色のユニフォームでの対決となる）。限定ユニフォームでCSを戦うのはクライマックスシリーズ創設以来初めてのこととなる。
- 2018年、「ライオンズ フェスティバルズ 2018」の開催に伴い、7月20日-8月16日の公式戦21試合（ビジターゲーム含む）にて、2016年から続く「ライオンズ フェスティバルズユニフォーム」三部作の集大成として、球団歌「地平を駈ける獅子を見た」の歌詞"空青く、風白く"に由来する、ブルーを基調とし、白き風と無数のチャンピオンフラッグがデザインされた『獅子風流≪ししぶる≫ユニフォーム』を着用する[191]。
- 2019年、「ライオンズ フェスティバルズ 2019」の開催に伴い、7月19日-8月15日の公式戦24試合（ビジターゲーム含む）にて、「平成時代の王者だったライオンズが、新たな時代（令和）においても王者であり続けるように」という願いを込めた『令王≪レオ≫ユニフォーム』を着用する。球団歌「地平を駈ける獅子を見た」をテーマにしたユニフォーム3部作の完結に伴い、メインテーマをチームの象徴である「ライオン」に定め、胸ロゴと背番号にライオンのたてがみをイメージしたゴールドを使用。胸元には躍動する青き獅子を配置した他、チームがファンと一つになって戦う姿をライオンの群れになぞらえ、頭文字の”L”を躍動感あるデザインで柄として採用した[192][193]。
- 2020年、ライオンズ命名70周年を記念した2020シーズン中の16試合において「ライオンズ70周年シリーズ」を開催し、当該試合において9度のリーグ優勝を達成した1985～94年の”黄金期”を彷彿とさせる「70周年ユニフォーム」を着用すと発表[194]。長年ファンに親しまれた水色基調のライオンズブルーをベースに、胸には筆記体の「Lions」ロゴ（胸番号、背番号と共にライオンズブルーからネイビーへのグラデーション仕様）が入り、左袖には70周年仕様のレオマーク、右袖にはビクトリーエンブレム「WE ARE ONE」があしらわれた[195]。後に日程変更で15試合での着用となった[196]。2021年も継続して使用（試合数未定）。
- 2021年、2年ぶりに「ライオンズ フェスティバルズ 2021」を開催。それに伴い7月13日-8月29日の公式戦17試合（ビジターゲーム含む）にて、「『最高』の結果を出し、彩の国で再び王者に返り咲くこと」への想いを込めた、色鮮やかな「彩虹（さいこう）ユニフォーム」を着用する[197]。球団歌「地平を駈ける獅子を見た」の歌詞"激しく 雄々しく 美しく たてがみ虹の尾をひいて"をもとに、ライオンの誇りであるたてがみに、選手たちの多様な個性を、今年のライオンズフェスティバルズ全体のテーマである「SDGs」の色等でカラフルに表現した[198]。胸ロゴと背ネーム・番号は白抜き文字、袖はレジェンドブルーで、袖口とサイドにはゴールドのラインが入れられている。
- 2022年、「ライオンズ フェスティバルズ 2022」の開催に伴い、7月22日-8月21日の公式戦24試合（ビジターゲーム含む）にて、「WILD WILD SUMMER 野性に還る夏」をテーマにした「WILD WILD ユニフォーム」を着用する。大自然のワイルドさ、灼熱のサバンナを想起させるカーキを基調とし、逞しい獅子の強さを表す爪痕や、仲間と競い合い、しのぎを削るグラウンドを颯爽と駈ける選手をイメージしたデザインとなった[199]。
- 2023年、公式戦6試合において「西武特急シリーズ」を開催。これに伴い、チームスローガンである「走魂」と西武鉄道の新型特急「Laview」をモチーフとしたデザインのユニフォームを着用する（イースタン・リーグでも4試合で着用）[200]。全身は車体をイメージした白銀を基調とし、ロゴ・ネーム・番号は内装をイメージした黄色となった[201]。
- 同年の「ライオンズ フェスティバルズ 2023」では、8月1日-27日の公式戦23試合とイースタン・リーグ18試合（いずれもビジターゲーム含む）にて「蒼空ユニフォーム」を着用する。「突き抜けろ。蒼く、強く、高く。」をコンセプトに定め、晴れ渡った夏の蒼空を表現したライオンズブルーの下地に、飛行機雲を想起させるライオンズ初の「ピンストライプ」を採用した[202]。
- 2024年、公式戦9試合において「西武ブルーシリーズ」を開催。当該試合では、球団創立時から脈々と受け継がれてきた伝統と誇りの色である“ライオンズブルー”をコンセプトにした限定ユニフォームを着用する（イースタン・リーグでも2試合で着用）[203]。胸元のLionsロゴのほか、背番号や背ネーム、キャップからストッキングに至るまで、ライオンズブルーを所々にあしらった他、ストッキングには白のラインが追加された[204]。
- 同年7月5日-7日には「LIONS COLLECTION(第2弾)」開催に合わせて「NEWYORKER TARTAN/UNIFORM(ニューヨーカータータン/ユニフォーム)」を着用。NEWYORKERとコラボし、ライオンズ創設以来初となるタータンデザインを採用した[205]。
- 同年の「ライオンズ フェスティバルズ 2024」では、8月2日-9月1日の公式戦27試合とイースタン・リーグ25試合（いずれもビジターゲーム含む）[206][注釈 49]にて「ハントブルーユニフォーム」を着用する。埼玉県出身のクリエイティブディレクター相澤陽介の監修のもと、『夏の月夜に敵を狩る』獅子をイメージ。夏の月夜をイメージしたネイビーを基調に、前面に勇ましい獅子の顔立ちをデザイン。逞しい獅子の爪痕を表すピンストライプが入り、胸ロゴ及びキャップロゴはクラシックなベースボールフォントでデザインした専用のものがあしらわれた[207]。
- 2025年、ライオンズ設立75周年を記念した『ライオンズ75周年シリーズ』の開催を発表。公式戦10試合にて大切に受け継がれてきた歴代のユニフォームに新たなデザインを加え、伝統と革新を表現した『ライオンズ75周年ユニフォーム』を着用する。左袖には、戦う獅子の姿と75を融合したロゴをあしらい、胸元の『Lions』は、80～90年代の黄金期の筆記体をベースに、現代を駆け抜けるスピード感を表現した流麗なデザインを採用。襟元には黄金期を彷彿とさせるライオンズブルーとグリーン、レッドの3色のライン、パンツにはレジェンドブルーも加えた4色のラインが入れられた[208]。

## ユニフォームのスポンサー
- ヘルメット - JOMO ジャパンエナジー（2001年 - 2003年）→ピザーラ（2004年 - 2007年）→バイトルドットコム（2008年 - 2010年）→カナディアン・ソーラー（2011年 - 2012年・オールスター戦前）→ベルーナ（2015年 - ）
- キャップ - ヨコオデイリーフーズ（同社が運営する「こんにゃくパーク」のロゴを掲出、2018年 - 2022年）→日本管材センター（2023年 - ）
- ユニフォーム左胸 - ナイキ（ホーム用2001年 - 2015年、ビジター用2002年 - 2015年）→マジェスティック（2016年 - 2022年 ）→ファナティクス（2023年 - ）
- ユニフォーム右袖 - ヨコオデイリーフーズ（同社が運営する「こんにゃくパーク」のロゴを掲出、2023年 - ）
- パンツ左腰 - コラントッテ[リンク切れ]（2010年 - 2011年）→そごう・西武（2016年 - 、2017年まではブランド「リミテッド エディション」表記）

## 主な歴代の球団歌・応援歌
- 球団歌
  - 「地平を駈ける獅子を見た」（作詞：阿久悠／作曲：小林亜星／歌：松崎しげる／1979年発表、2018年リメイク発表）
- 応援歌
  - 「若き獅子たち〜ウィー・アー・ザ・ライオンズ」（作詞：門谷憲二／作曲：伊藤薫／歌：西武ライオンズ応援合唱団／1986年発表、ブルー・メガホンズ／1992年カヴァー発表）
  - 「吠えろライオンズ」（作詞・作曲：石川優子／歌：成田洋明、ライオンズ応援合唱団／1996年発表、広瀬香美／2020年カヴァー発表）

「地平を駈ける獅子を見た」と同時期に発表された（同曲シングルレコード盤のB面に収録）応援歌「LET'S GO LIONS」（作曲・編曲：長戸大幸）もあるが、現在演奏される機会は少なくなっている。
福岡で球団創設してのちの1951年にチーム名がクリッパースからライオンズに変更して70周年に当たる2020年には、広瀬香美がカヴァーした「吠えろライオンズ」が6月9日にリリースされた。リニューアルにあたり、歌詞が「西武ライオンズ」から「埼玉西武ライオンズ」に改められている。
ホームラン編集部制作の「12球団全選手カラー百科名鑑」（日本スポーツ出版社→廣済堂出版→廣済堂あかつき）では、各球団を紹介する際に球団歌を掲載するのが基本であるが、西武に関しては応援歌である「吠えろライオンズ」の方を掲載している。
ほか文化放送が「文化放送ライオンズナイター」用の挿入歌としてばんばひろふみ・梶原しげる（当時同局アナウンサー）がそれぞれ歌う「Vのシナリオ〜吼えろライオンズ」（作詞・作曲：チャゲ&飛鳥　編曲：村上啓介）という楽曲が1985年に発表されているが、現応援歌の「吠えろライオンズ」とは同名異曲である。
- 福岡時代の主な球団歌
  - 「西鉄野球団歌（西鉄クリッパースの歌）」（1950年発表。サトウハチロー作詞・古賀政男作曲。古賀政男音楽記念館に楽譜・歌詞・再録音源が存在する。）[210]
  - 「西鉄ライオンズの歌」（1951年発表。1958年の主力選手=稲尾和久、豊田泰光らが歌った音源も存在する。）
  - 「君こそライオンズ」（1974年発表。西郷輝彦 太平洋→クラウン時代。今陽子が歌った未発売音源も存在する。）
  - 「惚れたぜライオンズ」（1975年発表。中村基樹=当時RKB毎日放送アナウンサー 太平洋時代）
  - 「ぼくらの憧れライオンズ」（子門真人・少年ライオンズ 太平洋時代。シングルレコード盤「惚れたぜライオンズ」のB面に収録。）

## 主なキャンプ地
- 宮崎県日南市南郷中央公園野球場（一軍春季、秋季）
- 西武第二球場
- 高知県立春野運動公園野球場（二軍春季）

### 過去
- 長崎県島原市営球場（福岡時代）
- 台湾台中 （福岡時代）(1973年 - 1974年)
- アメリカ合衆国フロリダ州ブレイデントン[注釈 51]（1979年のみ）
- アメリカ合衆国アリゾナ州メサ (1984年のみ)
- アメリカ合衆国ハワイ州マウイ島（1990年, 1992年 - 1996年）

## 1982年以降のチームスローガン
広岡監督時代
- 1982年：新風
- 1983年：闘球
- 1984年：鋭球
- 1985年：爽球

森監督時代
- 1986年：飛躍
- 1987年：前進
- 1988年：鍛える
- 1989年：魅せる
- 1990年：燃えて
- 1991年：雄々しく
- 1992年：初心
- 1993年：新たに
- 1994年：チャレンジ

東尾監督時代
- 1995年：感動のドラマがある
- 1996年：熱く、激しい感動。
- 1997年：Hit!Foot!Get!
- 1998年：夢へHit!Foot!Get!
- 1999年：栄光へ、Hit!Foot!Get!
- 2000年：Hit!Foot!Get! More Runs! 果敢に攻め、もっと得点を。
- 2001年：Hit!Foot!Get!栄光への挑戦

伊原監督時代（西武ライオンズ時代）
- 2002年：全力 To The Best
- 2003年：栄光へ全力!

伊東監督時代
- 2004年：'04挑戦はじまる。
- 2005年：'05挑戦ふたたび。
- 2006年：'06挑戦あるのみ。
- 2007年：心を、ひとつに。力を、ひとつに。

渡辺監督時代
- 2008年：No Limit!2008
- 2009年：No Limit!2009
- 2010年：No Limit!2010 逆襲の獅子
- 2011年：No Limit!2011 勝利への執念
- 2012年：出しきれ!ライオンズ - このスローガンは、「朝日ニュースター」の野球中継のタイトルにも使用されている。
- 2013年：骨太!ライオンズ イズム 2013

伊原監督時代（埼玉西武ライオンズ時代）
- 2014年：全力! ライオンズ 攻めも、守りも、応援も。

田邊監督時代
- 2015年：ガチ!マジ! ガチで戦う、マジで熱く。それがライオンズだ！
- 2016年：BEAST! 強く、猛々しく。

辻監督時代
- 2017年：CATCH the ALL つかみ獲れ! - シーズン終盤は「つかみ獲れ!」を「栄光をつかみ獲れ!」に変更。
- 2018年：CATCH the FLAG 2018 栄光をつかみ獲れ!
- 2019年：CATCH the GLORY 新時代、熱狂しろ!
- 2020年：Leolution!
- 2021年：BREAK IT
- 2022年：Change UP!

松井監督時代
- 2023年：走魂
- 2024年：やる獅かない

西口監督時代
- 2025年：ALL ONE

## マスコット
ライオンズのマスコットキャラクターは、埼玉移転後に制定された以下の2体である。どちらもデザインは手塚治虫が手掛けた。詳しくは当該項目を参照されたい。
- レオ
- ライナ

なお、太平洋・クラウン時代は黄色い顔のライオンをペットマークに使用。西鉄時代にもライオンをデザインしたペットマークを使用された。当時のジャンパーの胸部にワッペンが縫い付けられていた。

## お台場ドーム構想と西武ライオンズ球場のドーム球場化
ドーム球場化前は雨天中止が多く、後半の試合日程が厳しくなるケースもあり、西武ライオンズ球場の周囲に山口貯水池（狭山湖）や村山貯水池（多摩湖）が存在することから、西武ライオンズ球場の上空が雨雲の通り道になることを予見した上で設計の段階で屋根を架設することを想定していたが、球団では一時、ドーム球場をお台場（東京都港区の埋立地）に建設しようという案が浮上したことを条件に本拠地を所沢から都心である東京の台場に移転させる構想を立てていた。しかし、当時東京都を保護地域とする球団が3球団も一軍の本拠地を置いており、全ての球団の承諾を得る必要があったことや、西武線沿線外のドーム球場への移転に対する地元近辺ファンからの猛反発、多額の建設費用の捻出、グループ企業の西武鉄道の利用客減少や減収への懸念の意見が出たため、困難で白紙となり、結局は西武ライオンズ球場の設計上の想定に沿って、「既存の屋外施設に屋根を架設する」という日本ではドーム球場化させる異例の工事で対応することになった。

## 福岡時代の歴史の取り扱い

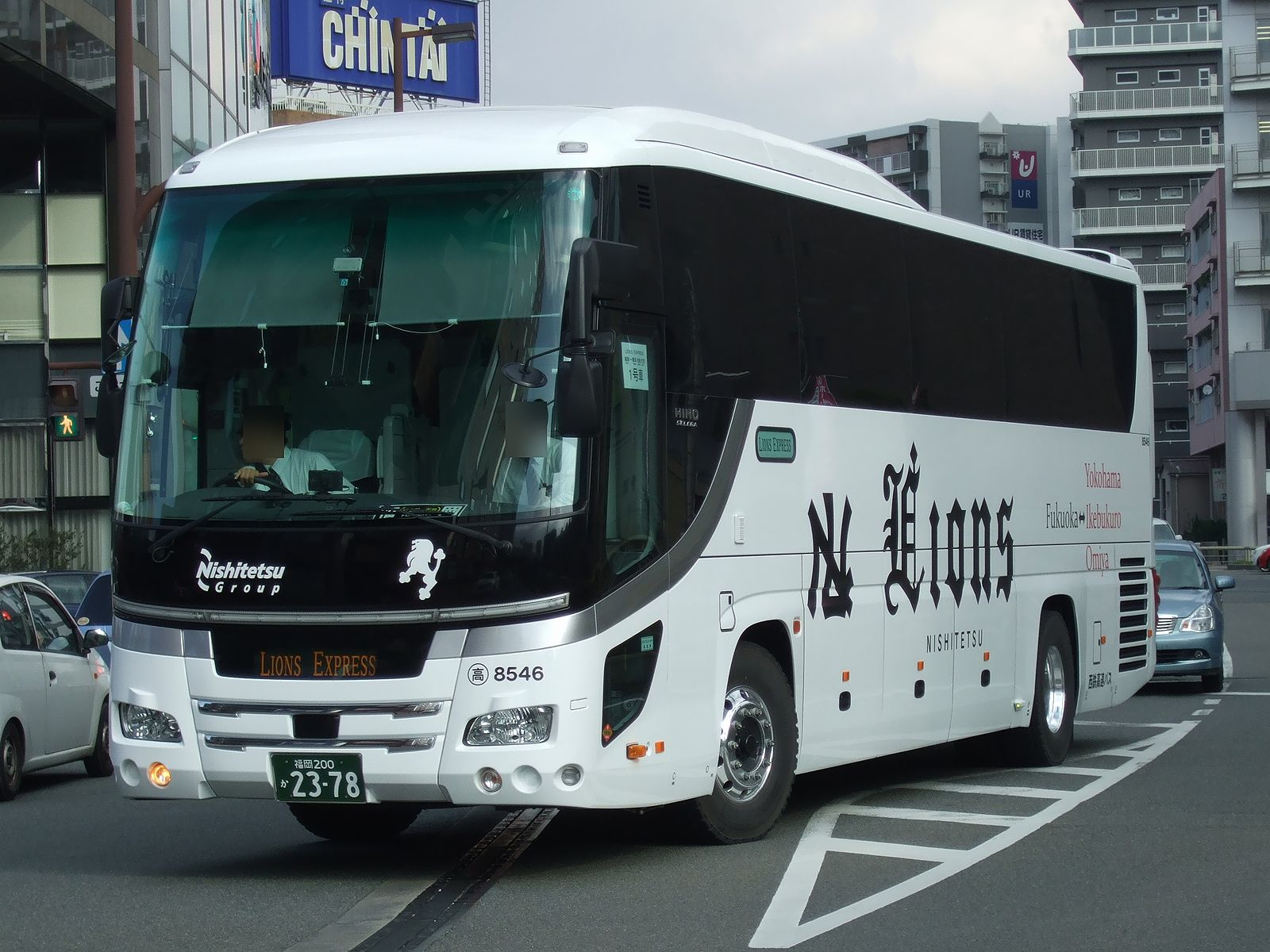
西鉄高速バス「Lions Express」（2011年から2015年まで運行）

西武による買収以降、当時の堤義明オーナーが「西鉄とわれわれは別の球団」と宣言した ことに現れるように、2007年までは福岡時代の歴史を極力扱わない傾向にあった。
球団の公式記録は、全て埼玉移転後の記録のみが扱われて発表され、1950年の球団創立以来の通算記録は全く回顧されなかった。また、福岡時代に在籍したが、埼玉移転の前に退団して西武ライオンズへの在籍経験がない選手などは球団のOBとして認められず、顕彰や始球式などは基本的に行われなかった。このような扱いに対して福岡時代のファンの反発も強かった。
ところが、2005年に堤が西武鉄道株をめぐる証券取引法違反で失脚し、2007年に後藤高志がオーナーが就任すると球団の歴史に対する扱いが変わることとなる。2008年は西武球団創設（埼玉移転）30周年（30シーズン目）と西日本鉄道創業100周年が重なることから、6月から8月の試合で西鉄時代のユニフォームを着用し、連動して西鉄→太平洋→クラウンまでの福岡時代の歴史を回顧する「ライオンズ・クラシック」企画が豊田泰光監修の下で展開された。西鉄時代のユニフォームは基本的に実施期間内において球団の本拠地である埼玉・所沢市内にあるドーム球場での主催試合で着用したが、西鉄時代の本拠地だった福岡（現在の福岡ソフトバンクホークスの本拠地である福岡市内にあるドーム球場）でも2試合着用した。これは2009年以降も太平洋・クラウン時代や西武時代初期なども対象に加えて、年度により不定期で行われることがある。
これを契機に、公式ウェブサイト内年表において西鉄クリッパース結成を起点とする福岡時代の記述が追加され、同年から掲載されるようになった企業概要情報（公式サイトでは「球団概要」）のうち、創立年月日については「1978年10月25日」と記述されたが、2009年1月の更新で「1950年1月28日 西鉄野球株式会社として登記」「1978年10月25日福岡野球株式会社より株式会社西武ライオンズに商号変更」と記述されるようになった。さらに、2012年には西鉄時代の選手である稲尾和久の「24番」が、同人の生誕75周年を期して西武球団初の永久欠番に指定された。
また、チームカラーも西鉄時代の黒と西武時代前期の青を融合させた紺色が「レジェンドブルー」の名称で採用された。差し色として使われている赤も、特に明確な採用意図が説明されていないが、太平洋・クラウン時代のチームカラーだった。
一方の西鉄側でも、売却以降ライオンズの歴史はタブー視していたが、西鉄100周年を機に再度表舞台へと現れることとなった。2011年には両社の系列である西鉄高速バスと西武観光バスの共同運行で、西鉄・西武それぞれのライオンズのロゴマークをデザインした車両によりLions Expressが運行を開始し（2015年5月に運行廃止）、西鉄公式ホームページでも「にしてつwebミュージアム」で過去の電車やバスの画像と共に西鉄ライオンズを紹介している。

## 応援スタイル
ビクトリーフラッグと呼ばれる小旗が応援に使われる。使われるのはスターティングメンバー発表時、得点時、5回表攻撃前など。得点時には球団歌の「地平を駈ける獅子を見た」のBメロ - サビが演奏され、ファンがそれに合わせてビクトリーフラッグを振る。演奏終了後他球団と同様に万歳三唱するが、その後「ワッショイ」×3、「1・2・3・ダー」と続く（1992年開始以来変更無し）。5回の攻撃前に球団歌の「地平を駈ける獅子を見た」が1コーラス演奏され、ファンがそれに合わせてビクトリーフラッグを振る。交流戦では「白いボールのファンタジー」が代わりに演奏される。応援のリードにバスドラムが用いられる。トランペットの使用が禁止されている宮城球場では攻撃開始前及び出塁時のファンファーレの代わりに「埼玉！西武！Let's Go Let's Go ライオンズ」の掛け声が使われる。
主催試合ではオルガンの演奏が流れる。チャンステーマ1やチャンステーマ3は前奏があるため、そのオルガンに先行されて開始することがある。勝利時には福岡時代からの名残で「炭坑節」が演奏される。
2013年までは「かっ飛ばせー○○」の後に「Go!Go! Let's Go ○○」と続けていた。ただし、中村剛也の打席のときは中村が本塁打を打った後は「おかわりおかわりもう一杯」になる。
2004年までは関東での試合、関西での試合、九州での試合でそれぞれ応援歌が異なっている選手が居た。その後、2005年から2006年にかけて発表された新曲に全員統一されたとの発表があったが、その後も福岡及び関西では異なる応援歌を打者一巡目や統一応援歌との交互応援など、地方では独自の応援がなされている。福岡及び関西での応援歌は基本的に、黄金期の選手の応援歌を一部歌詞変更の上で流用、または、1990年代から2000年代にかけて作曲された地方専用応援歌を使用している。
1990年と2005年にほとんどの選手の応援歌の変更がなされている（1990年の変更は関東地区のみで九州では従前の応援歌のまま）。しかし、チャンスの打席になると、その選手の変更前の応援歌や以前同じ背番号をつけていた選手の応援歌などが演奏されることもある。西武ドームで細川亨がチャンスで打席に立ったとき、伊東勤元監督の選手時代の応援歌が演奏されたこともあった。チャンステーマとしては背番号7の選手（2008年から2013年までは片岡易之、2014年から2015年までは脇谷亮太）及び中島裕之の打席で石毛宏典の応援歌、外国人選手の打席でアレックス・カブレラの応援歌やホセ・フェルナンデスの応援歌が使用されている。2005年に選手の応援歌の一斉変更がなされる前は新しい応援歌がほとんどといっていいほど作られず、過去の選手の流用ばかりであった。投手の応援歌だったものを野手用に使う例も見られた（小関竜也や佐藤友亮など）。実際に2005年の応援歌変更の対象とならなかったアレックス・カブレラの応援歌はマイク・パグリアルーロ以降、ダリン・ジャクソン、ドミンゴ・マルティネスなど歴代の外国人選手に使用されていた曲（歌詞も名前部分以外そのまま）、和田一浩の応援歌は仲田秀司の曲の流用（歌詞は異なる）である。
7回の攻撃前には応援歌の「吠えろライオンズ」が演奏される。従前の応援歌であった「若き獅子たち」も相手投手交代の際などに使用される。ライオンズクラシック2010の期間中は太平洋クラブライオンズ時代の応援歌であった「僕らの憧れライオンズ」が演奏される。ライオンズクラシック2011の期間中は西鉄ライオンズ時代の応援歌であった「西鉄ライオンズの歌」が演奏される。
アウトテーマ2013年までは使用されていたが、2014年からは廃止となった。
7回攻撃前（ラッキー7）と勝利時にジェット風船を飛ばす。かつてはラッキー7では青色、勝利時は白色と色を変えていたが、現在は青で統一されている。また、ライオンズクラシック2010の期間中はユニフォームの赤色に合わせて赤色の風船を飛ばす。
汎用の代打テーマは一応存在するが、専用の応援歌が無い野手は新人選手など数人しかいないうえ、近年は専用の応援歌のない選手が一軍の試合で活躍するとシーズン中でもすぐに専用応援歌が作成される傾向にあるため、滅多に演奏されない。2005年の変更の際には代打テーマも新規作成されたが翌2006年入団の炭谷銀仁朗以外に使われることがなく、2006年交流戦頃にそのまま炭谷の応援歌となった。それ以降2009年までは暫定的に一斉変更前の代打テーマを使用していたが、2010年から新しい代打テーマが作成された。しかし、選手名が5文字以上の選手など、選手によっては新しい代打テーマを歌いづらい選手もいるため、それらの選手に対しては一斉変更前の代打テーマが使用されている。なお、2019年から汎用テーマの使用開始に伴い、代打テーマは廃止されている。

## 不祥事

### 黒い霧事件
1969年から1971年にかけて起きた八百長事件で、主力だった池永正明などが関与して池永は永久追放処分を受けた（後に解除）。詳細については上記を参照とのこと。

### 2007年裏金問題
2007年3月9日、太田秀和球団社長兼オーナー代行（当時）が会見を行ない、倫理行動宣言で行わないことを決めていたアマチュア2選手（東京ガスの投手木村雄太と早稲田大学の清水勝仁）に対するスカウト行動で、現金1,300万円近くを2人に対して渡していたことがわかった。さらに、2004年春ごろから2005年秋ごろにかけて、スカウトが2人の選手に対し一定額の現金を提供していたこともわかった。社内調査委員会によるその後の調査で、別の5人のアマチュア選手に「契約金の前渡し」名目で計6,000万円余り（つまり裏金を受け取っていたのは全部で7人）、さらにはアマチュアチーム（高校・大学・社会人）の監督延べ170人にも選手入団の謝礼として現金が渡されていた事、しかも現金供与はオーナー企業が西武グループとなった1978年から既に行われていたことが判明した。
この裏金行為は太田が2006年8月に前社長から伝え聞いたものの、内部調査を経たため正式発表は2007年3月となった。
2007年3月24日、チームのシーズン開幕戦（楽天戦）に当たり、太田は試合前のセレモニーに先だって謝罪し、「ファンに親しまれるチーム作りを目指します」とコメントした。
日本プロフェッショナル野球組織は5月29日、球団に対し制裁金3,000万円または同額分の用品を機構の指定する育成団体に寄付させること、および秋の高校生ドラフトでの指名は3巡目からとすることを処分として決定した。また事件発覚当時に楽天でスカウト部長を務めていた事件当時のスカウト部長が、楽天から減給、解任・編成部付となる処分を受けた。
スカウトによる不正の教訓から、ファンに親しまれるチーム作りを目指す姿勢と責任ある行動を誓って8月26日に「西武ライオンズ憲章」を制定した。

## グッズショップ
本拠地であるベルーナドーム以外に、埼玉県および西武鉄道沿線にオフィシャルグッズショップ「ライオンズストア」を展開している。グッズ販売のほか、ファンクラブ入会やチケット購入、各種優待チケット引換が可能。ただし、フラッグスはベルーナドームに隣接して所在するため、チケット販売・引換は行っていない。
- ライオンズ チームストア フラッグス（埼玉県所沢市、ベルーナドーム前の2階建て建物、2019年7月に球団創設40周年事業の一環で建設。）
- 大宮アルシェ（埼玉県さいたま市大宮区）
- 所沢ステーション（埼玉県所沢市、グランエミオ所沢2階）
- 本川越ペペ（埼玉県川越市、西武本川越ペペ3階）
- 西武池袋駅B1F店（東京都豊島区、西武池袋駅B1階改札外）

このうち、ともに移転前の本川越と所沢は「西武観光」の跡地であるが、西武観光でもライオンズ戦のチケットを扱っていた。

## ファンサービス

### ファンクラブ
球団公式ファンクラブがあり、ハイグレード・レギュラーA・レギュラーB・レギュラーC・ジュニアの5コースがある。ベルーナドームの飲食売店やグッズショップでLポイントを貯めることができる。グッズショップや西武鉄道の主要駅で入会申し込みができる。

## アニメとのコラボレーション
親会社である西武鉄道沿線にアニメ制作会社が多数存在することから、西武鉄道と同様にアニメとのコラボレーションイベントが増えている。
コラボレーションの内容としては、コラボしたアニメの主要キャラクターを担当した声優が来場し、始球式及びに場内アナウンスを行ったり、ライオンズとコラボしたグッズを販売するなど多岐に渡る。コラボしたアニメ作品の多くは埼玉県を舞台にした作品だが、近年は『ダイヤのA』や『ドラゴンボール超』のように埼玉県が舞台ではないアニメ作品とのコラボも実施している。
2018年4月からは、本拠地・所沢にところざわサクラタウン（アニメや漫画などといったクールジャパンを発信する文化複合施設）を計画している出版大手KADOKAWAとコラボしたフリーマガジンを発行している。
なお、西武ライオンズを題材としたアニメとして、西武移籍当初の田淵幸一をモデルとした『がんばれ!!タブチくん!!』（いしいひさいち原作）が存在する。作中では選手や監督のみならず当時のオーナーであった堤義明をイジる描写も多数見られたが、堤本人や球団、グループ会社からの言及や抗議は一切なかった。こちらも2009年に開催されたライオンズ・クラシックで上映が行われている。

### 主なコラボ作品
太字は、埼玉県を舞台とした作品。
括弧内は、その作品を制作したアニメ制作会社。
- あの日見た花の名前を僕達はまだ知らない。（A-1 Pictures）
- ドラえもん（シンエイ動画）
- クレヨンしんちゃん（シンエイ動画）
- 心が叫びたがってるんだ。（A-1 Pictures）
- ダイヤのA（MADHOUSE、Prodaction I.G）
- ドラゴンボール超（東映アニメーション）
- らき☆すた（京都アニメーション）
- ヤマノススメ（エイトビット）
- 妖怪ウォッチ（オー・エル・エム）
- アイドルマスターシリーズ（A-1 Pictures）（西武単独ではなくパ・リーグとして実施）
- 名探偵コナン（トムス・エンタテインメント）
- あたしンち（シンエイ動画）（西武新宿線沿線の田無市が舞台）
- 月がきれい（feel.）
- ALL OUT!!（トムス・エンタテインメント、MADHOUSE）
- メジャーセカンド（オー・エル・エム）
- BanG Dream!（ISSEN、XEBEC）（西武単独ではなくパ・リーグとして実施）
- アニマエール!（動画工房）
- インクレディブル・ファミリー（ウォルト・ディズニー・スタジオ、ピクサー・アニメーション・スタジオ）(西武単独ではなくパ・リーグとして実施、山川が声優を担当)
- 機動戦士ガンダム（サンライズ）（西武単独ではなくNPBとして実施）
- MIX（オー・エル・エム）
- 空の青さを知る人よ（CloverWorks）
- ラブライブ!シリーズ（サンライズ）（西武単独ではなくパ・リーグとして実施）
- SPY×FAMILY（WIT STUDIO、CloverWorks)（西武単独ではなくパ・リーグとして実施）

## 放送
地上波テレビ（関東キー局）およびBSの放映権（2025年の放映実績）
- スーパーベースボール（テレビ朝日・BS朝日）- BS朝日は交流戦の対巨人戦・対巨人戦以外の地上波放送時（生中継・録画中継問わず）・クライマックスシリーズのみ映像は球団制作映像と独自映像を併用し、スコア表示も自社で差し替える一方、それ以外のカードはスコア表示を含めて球団制作映像を使用する。
- S☆1 BASEBALL（TBSテレビ・BS-TBS） - 球団制作映像を使用する場合でもテロップは自社のものに差し替える。
- NHKプロ野球（NHK総合テレビ・BS・ラジオ第1）
- BS12 プロ野球中継（BS12トゥエルビ）- 主催・ビジターとも球団制作中継を放送。2022年からは西武主催時も主音声の実況を独自制作。
- BS10 プロ野球中継（BS10）- 主催・ビジターとも球団制作中継を放送。解説、実況は独自制作。
- 野球道（フジテレビ・BSフジ）※ - 球団制作だが解説、実況は自社での差し替えを実施。
- ALWAYS Baseball（テレビ東京・BSテレ東）※ - 映像は球団制作と独自制作を併用し、実況は自社制作だが、TVQ九州放送で対ソフトバンク戦を放送する際は地上波福岡県ローカルとの同時ネットで放送する場合がある。

※ テレビ東京（地上波）は埼玉移転から1980年代中頃まで中継を実施し、その後は中継を実施していなかったが2006年9月18日に1試合のみ中継した（対戦相手はソフトバンクだったが、その地元福岡県では同系列のTVQ九州放送では無くTBS系列のRKB毎日放送が別途乗り込んだ）。また、フジテレビは「フジテレビTWO」に対する球団制作中継の放映権を保有しているが、地上波とBSフジについては年度により西武主催の試合を中継したことがある。ただし、試合毎の個別契約のため、日本テレビ（自社では1983年・1999年に数試合中継）を含めた地上波5局のビジター側地元系列局やテレビ東京系列のBSテレ東では年度により西武主催の試合を中継することがある。
このことから、日本シリーズ中継は1980年代中期まではTBSテレビが、それ以後はテレビ朝日が多く推薦されている。また、2025年3月に球団のCMを関東ローカルの地上波で放送される場合もTBSテレビ、テレビ朝日で放送される。なお、球団制作映像の実制作はかつてテレビ朝日の持分法適用関連会社であったテレテックが担当している。

### 現在放送しているライオンズの冠番組
試合中継
- ラジオ
  - 文化放送ライオンズナイター（文化放送）- 平日（月〜金曜日）のラジオ放送。
  - NACK5 SUNDAY LIONS（NACK5）- 日曜日のラジオ放送。
    - ライオンズのラジオによる実況中継放送は、関東広域圏・埼玉県を放送対象地域としている、文化放送・NACK5の2局を合計して、4月から9月までの大半の試合が放送されている。ラジオ放送のない土曜・祝日のナイトゲームも、一部のカードを除いて文化放送が番組公式サイトでWeb配信を実施している。
- テレビ
  - TVSライオンズアワー（テレビ埼玉）- 映像は球団制作の物をベースに使用し、実況は独自。球団制作映像のスコア表示にスポンサーロゴが入った場合は、スコア表示も自社で差し替え。
  - LIONS BASEBALL L!VE（フジテレビTWO）- 西武球団制作で放送。

応援番組
- LIONS CHANNEL（テレビ埼玉）
- LTV〜ライオンズ徹底応援宣言!〜（J:COMチャンネル｜埼玉、東京、群馬の一部地域）  旧：埼玉西武ライオンズTV

### かつて放送されていた番組
- レッツゴー!ライオンズ（TBSテレビ）
- はつらつライオンズ（テレビ埼玉）
- プロ野球熱闘ライオンズ（BS朝日）
- プロ野球まるごと中継 熱闘!BS11ナイター（BS11デジタル）
  - BS12トゥエルビと分担して球団制作中継を放送していたが、BS11デジタルのプロ野球中継撤退により、BS12トゥエルビに一本化した。
- J SPORTS STADIUM（J SPORTS）
- プロ野球完全中継 ○○!ライオンズ（テレ朝チャンネル2[注釈 59]）- 球団制作で放送。
  - 上記2番組は球団制作中継を放送していたが、実況アナウンサーや解説者はテレビ朝日から派遣されることがあった。

#### 福岡時代の番組
テレビ
- プロ野球ナイター（テレビ西日本→福岡放送）[注釈 60]
- がんばれ太平洋ライオンズ（福岡放送）

ラジオ
- RKBエキサイトナイター（RKB毎日放送）
- KBCジャンボナイター（九州朝日放送）